# Proyecto Manhattan
El Proyecto Manhattan (en inglés: Manhattan Project) fue un proyecto de investigación y desarrollo llevado a cabo durante la Segunda Guerra Mundial que produjo las primeras armas nucleares, liderado por los Estados Unidos con el apoyo del Reino Unido y de Canadá. Desde 1942 hasta 1946, el proyecto estuvo bajo la dirección del mayor general Leslie Groves, del Cuerpo de Ingenieros del Ejército de los Estados Unidos, mientras que el físico nuclear Robert Oppenheimer fue el director del Laboratorio Nacional de Los Álamos, en el que se diseñaron las propias bombas nucleares. La unidad militar participante en el proyecto recibió la designación de Distrito Manhattan (en inglés: Manhattan District), nombre que gradualmente sustituyó el nombre en clave oficial, Desarrollo de Materiales Sustitutos (en inglés: Development of Substitute Materials). En su transcurso el proyecto absorbió a su equivalente británico previo, el proyecto Tube Alloys. El Proyecto Manhattan comenzó de forma modesta, creciendo progresivamente hasta tener más de 130 000 empleados y alcanzar un coste de casi 2000 millones de dólares. Más del 90 % del presupuesto se destinó a la construcción de fábricas y a la producción de materiales fisibles, con menos del 10 % destinado al desarrollo y producción de armas. La investigación y producción tuvieron lugar en más de 30 lugares por todos los Estados Unidos, Reino Unido y Canadá.
Se desarrollaron dos tipos de bombas atómicas de forma simultánea durante la guerra: un arma de fisión de tipo balístico, relativamente sencilla, y un arma nuclear de implosión, de mayor complejidad. El diseño de fisión de la bomba Thin Man resultó ser poco práctico para su uso con plutonio, por lo que se desarrolló un arma más sencilla denominada Little Boy que utilizaba uranio-235, un isótopo que constituye solo el 0,7 % del uranio en estado natural. Los trabajadores del proyecto tuvieron dificultades para separar este isótopo del uranio-238 a causa de sus semejanzas químicas y de masa. Se emplearon tres métodos para el enriquecimiento de uranio: el uso de calutrones, la difusión gaseosa y la termoforesis. La mayoría de estos trabajos se llevaron a cabo en las instalaciones Clinton Engineer Works, en Oak Ridge (Tennessee).
Paralelamente a las investigaciones con el uranio, el proyecto continuó los trabajos de producción de plutonio. Tras quedar demostrada la viabilidad del primer reactor nuclear artificial del mundo en Chicago en el Laboratorio Metalúrgico, se diseñó el reactor de grafito X-10 en Oak Ridge y los reactores de producción en las instalaciones de Hanford Engineer Works, en los que el uranio era irradiado y transmutaba en plutonio, para posteriormente separar químicamente el plutonio del uranio. El arma nuclear de implosión Fat Man se desarrolló por medio de un diseño y desarrollo concertado en el laboratorio de Los Álamos.
El proyecto realizó también tareas de contrainteligencia sobre el programa alemán de armas nucleares. Por medio de la operación Alsos, varios miembros del Proyecto Manhattan sirvieron en Europa, en ocasiones tras las líneas enemigas, apoderándose de materiales nucleares y documentación y trasladando a científicos alemanes hacia países de los Aliados. Por otra parte, a pesar de la férrea seguridad del proyecto, varios «espías del átomo» soviéticos consiguieron infiltrarse en el programa.
El primer artefacto nuclear detonado fue una bomba de implosión en la prueba Trinity, realizada en el campo de tiro y bombardeo de Alamogordo el 16 de julio de 1945. Otras dos bombas de tipo Little Boy y Fat Man se utilizaron respectivamente un mes después en los bombardeos atómicos de Hiroshima y Nagasaki. En los años inmediatamente posteriores a la guerra, el Proyecto Manhattan llevó a cabo varias pruebas de armamento en el atolón Bikini como parte de la operación Crossroads, desarrolló nuevas armas, promocionó el desarrollo de la red de laboratorios nacionales, apoyó la investigación médica sobre la radiología y cimentó las bases de la armada nuclear. El proyecto mantuvo el control sobre la investigación y producción de armas nucleares estadounidenses hasta la formación de la Comisión de Energía Atómica de los Estados Unidos en enero de 1947.

## Origen
El descubrimiento de la fisión nuclear por parte de los químicos alemanes Otto Hahn y Fritz Strassmann en 1938, junto con su explicación teórica por parte de Lise Meitner y Otto Robert Frisch, hizo que el desarrollo de una bomba atómica fuera una posibilidad teórica. Se temía que los alemanes fueran los primeros en desarrollar una de estas bombas por medio de un proyecto propio, especialmente por parte de los científicos refugiados desde la Alemania nazi y otros países fascistas. En agosto de 1939 los físicos de origen húngaro Leó Szilárd y Eugene Wigner redactaron la carta Einstein-Szilárd, en la que advertían del potencial desarrollo de «bombas de una nueva clase extremadamente poderosas». En ella urgían a los Estados Unidos a tomar medidas para adquirir reservas de mineral de uranio y acelerar la investigación de Enrico Fermi y otros científicos sobre las reacciones nucleares en cadena. Albert Einstein firmó esta carta, que le fue entregada al presidente Franklin D. Roosevelt. Roosevelt le solicitó a Lyman Briggs, del Instituto Nacional de Estándares, que liderara el Comité Consultivo del Uranio para investigar los problemas indicados en esta carta. Briggs organizó una reunión el 21 de octubre de 1939, a la que asistieron Szilárd, Wigner y Edward Teller. El comité informó a Roosevelt en noviembre que el uranio «suministraría una posible fuente de bombas con una capacidad de destrucción mucho mayor que ninguna otra conocida hasta entonces».
El Comité Consultivo del Uranio se convirtió en el Comité de Investigación de Defensa Nacional (en inglés: National Defense Research Committee, NDRC) el 27 de junio de 1940. Briggs propuso un gasto de 167 000 dólares para la investigación del uranio, en particular del isótopo uranio-235, y del recién descubierto plutonio. El 28 de junio de 1941 Roosevelt firmó la Orden Ejecutiva 8807, con la que se creó la Oficina de Investigación y Desarrollo Científico (en inglés: Office of Scientific Research and Development, OSRD) con Vannevar Bush en la función de director. Esta oficina tenía el poder para dedicarse a grandes proyectos de ingeniería además de los de investigación. El Comité del Uranio pasó a ser la sección S-1 de la OSRD, eliminando del nombre la palabra «uranio» por motivos de seguridad.
En junio de 1939 en el Reino Unido, Frisch y Rudolf Peierls de la Universidad de Birmingham habían realizado avances significativos en la investigación de la masa crítica del uranio-235. Sus cálculos indicaban que dicha masa estaría dentro de un orden de magnitud de 10 kg (22 lb), una cantidad suficientemente pequeña como para llevarla cargada en un bombardero. Su memorándum Frisch-Peierls de marzo de 1940 inició el proyecto atómico británico y su Comité MAUD, que recomendó de forma unánime perseguir el desarrollo de una bomba atómica. En julio de 1940 el Reino Unido ofreció a Estados Unidos el acceso a sus investigaciones científicas y John Cockcroft fue el encargado de informar a los científicos estadounidenses sobre los desarrollos británicos, como parte de la Misión Tizard. Cockcroft supo entonces que el proyecto estadounidense era más pequeño que el británico y no estaba tan avanzado.
Como parte del intercambio científico, se transmitieron los descubrimientos del Comité MAUD a los Estados Unidos. Uno de sus miembros, el físico australiano Mark Oliphant, voló hasta Estados Unidos a finales de agosto de 1941 y se enteró de que los datos suministrados por el comité no le habían llegado a varios de los principales científicos estadounidenses. Oliphant procuró saber por qué estos descubrimientos estaban siendo aparentemente ignorados. Se reunió con la sección S-1 de la OSRD y visitó Berkeley (California), conversando de forma persuasiva con Ernest Lawrence. Lawrence quedó suficientemente impresionado como para comenzar su propia investigación en el uranio. Oliphant siguió reuniéndose con otros investigadores, entre los que se encontraban James B. Conant, Arthur Compton y George B. Pegram, consiguiendo de esta forma que los principales físicos estadounidenses estuvieran al tanto del potencial de las bombas atómicas.
El 9 de octubre de 1941 el presidente Roosevelt aprobó el programa atómico tras una reunión con Vannevar Bush y el vicepresidente Henry A. Wallace. Para controlar el programa creó un Grupo Político Superior compuesto por él mismo —aunque nunca asistió a ninguna de sus reuniones— Wallace, Bush, Conant, el secretario de guerra Henry L. Stimson y el jefe de Estado Mayor del Ejército George C. Marshall. Roosevelt seleccionó el ejército para dirigir el proyecto en lugar de la Armada ya que el ejército tenía más experiencia en el manejo de proyectos de construcción a gran escala. También estuvo de acuerdo en coordinar los trabajos con los británicos, enviándole un mensaje al primer ministro Winston Churchill el 11 de octubre de 1941, en el que sugería que ellos estaban de acuerdo en los asuntos atómicos.

## Viabilidad

### Propuestas

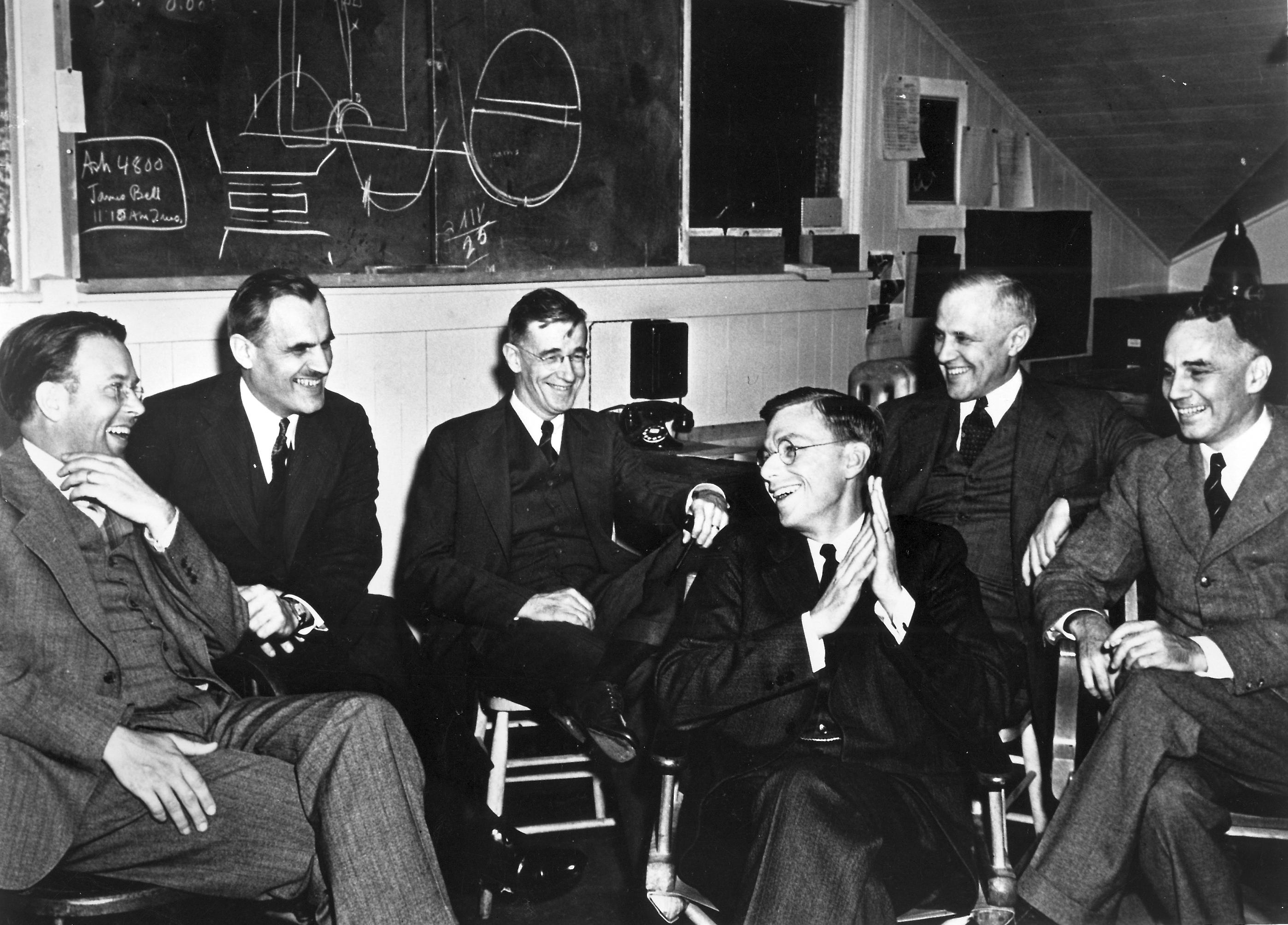
Una reunión de 1940 en Berkeley, California: Ernest O. Lawrence, Arthur H. Compton, Vannevar Bush, James B. Conant, Karl T. Compton y Alfred L. Loomis.

El Comité S-1 mantuvo una reunión el 18 de diciembre de 1941 «impregnado de una atmósfera de entusiasmo y urgencia» tras el ataque a Pearl Harbor y la subsecuente declaración de guerra de los Estados Unidos a Japón y Alemania. Había investigaciones en curso en tres técnicas de separación isotópica para separar el uranio-235 del más abundante uranio-238. Lawrence y su equipo de la Universidad de California investigaron la separación electromagnética, mientras que el equipo de Eger Murphree y Jesse Wakefield Beams investigó la difusión gaseosa en la Universidad de Columbia y Philip Abelson dirigió una investigación sobre la difusión térmica en el Instituto Carnegie de Washington D. C. y posteriormente en el Laboratorio de Investigación Naval. Murphree lideró también otro proyecto de investigación de la separación sin éxito, mediante el uso de una centrifugadora de gas.
Al mismo tiempo había dos líneas de investigación en progreso para la tecnología del reactor nuclear, con Harold Urey continuando la investigación del agua pesada en Columbia, mientras que Arthur Compton juntó a los científicos que trabajaban bajo su supervisión desde Columbia, California y la Universidad Princeton en su equipo de la Universidad de Chicago, donde organizó el Laboratorio Metalúrgico a comienzos de 1942 para estudiar el plutonio y los reactores que utilizaban el grafito como moderador de neutrones. Briggs, Compton, Lawrence, Murphree y Urey se reunieron el 23 de mayo de 1942 para finalizar las recomendaciones del Comité S-1, en las que se instaba a perseguir las cinco tecnologías. Las medidas propuestas fueron aprobadas por Bush, Conant y el general de brigada Wilhelm D. Styer, jefe de Estado Mayor de los Servicios de Suministros del general de división Brehon B. Somervell, quien había sido designado representante del Ejército en asuntos nucleares. Bush y Conant llevaron las recomendaciones al Grupo de Política Superior con una propuesta de presupuesto de 54 millones de dólares para la construcción por parte del Cuerpo de Ingenieros del Ejército de los Estados Unidos, 31 millones de dólares para investigación y desarrollo para la OSRD y 5 millones de dólares para contingencias en el año fiscal de 1943. El Grupo le envió esta propuesta al presidente el 17 de junio de 1942 y fue finalmente aprobada.

### Conceptos de diseño de bombas

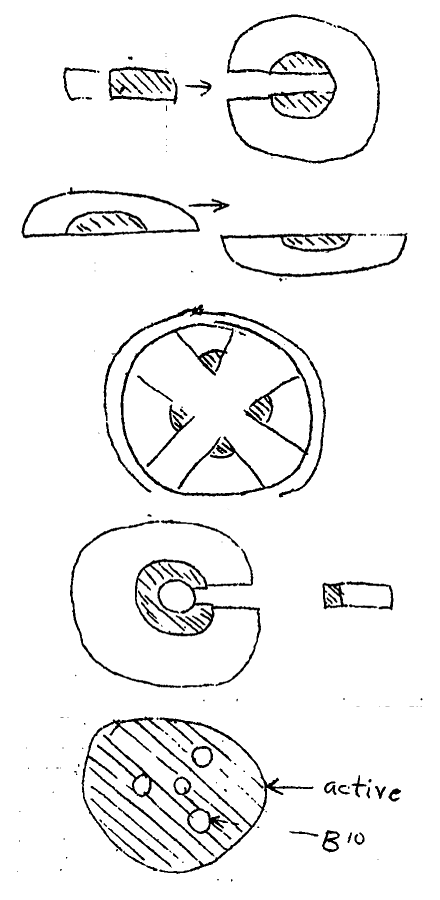
Diferentes métodos de ensamblaje de bombas de fisión explorados durante la conferencia de julio de 1942.

Compton le pidió al físico teórico Robert Oppenheimer, de la Universidad de California, que tomara el relevo en la investigación sobre los cálculos de neutrones rápidos —que eran la clave para los cálculos de la masa crítica y de la detonación de las armas— de Gregory Breit, que había dimitido el 18 de mayo de 1942 preocupado por la laxa seguridad operacional. John H. Manley, uno de los físicos del Laboratorio Metalúrgico, recibió el encargo de ayudar a Oppenheimer contactando y coordinando grupos de físicos experimentales repartidos por todo el país. Oppenheimer y Robert Serber de la Universidad de Illinois examinaron los problemas de la difusión de neutrones —cómo se mueven los neutrones en una reacción nuclear en cadena— y de la hidrodinámica —cómo se comportaría la explosión producida por la reacción en cadena—. Para revisar este trabajo y la teoría general de las reacciones de fisión, Oppenheimer y Enrico Fermi mantuvieron varias reuniones en la Universidad de Chicago en junio y en la Universidad de California en julio, junto a los físicos teóricos Hans Bethe, John Van Vleck, Edward Teller, Emil Konopinski, Robert Serber, Stan Frankel y Eldred C. Nelson, los tres últimos antiguos estudiantes del propio Oppenheimer, y con los físicos experimentales Emilio Segrè, Felix Bloch, Franco Rasetti, John Henry Manley y Edwin McMillan. El grupo confirmó de forma provisional que una bomba de fisión era teóricamente posible.
Sin embargo aún quedaban muchos factores desconocidos para los científicos. Las propiedades del uranio-235 puro eran relativamente desconocidas, igual que las del plutonio, elemento que había sido descubierto en febrero de 1941 por Glenn Seaborg y su equipo. Los científicos de la conferencia de Berkeley tenían la visión de crear plutonio en reactores nucleares donde los átomos de uranio-238 absorberían neutrones emitidos a partir de la fisión de átomos de uranio-235. En aquel momento aún no se había construido ningún reactor y solo disponían de pequeñas cantidades de plutonio obtenido por medio de un ciclotrón. En diciembre de 1943 solo se habían producido 2 mg de este elemento. La forma más sencilla para llevar el material fisible hasta una masa crítica era la de disparar un «tapón cilíndrico» en una esfera de "material activo" con un «seguro», un material denso que enfocaría los neutrones hacia dentro y mantendría unida la masa reactiva para incrementar su eficiencia. También exploraron diseños de esferoides, una forma primitiva de "implosión" sugerida por Richard C. Tolman, así como la posibilidad de llevar a cabo métodos autocatalíticos que incrementarían la eficiencia de la bomba durante su explosión.
Considerando que la idea de la bomba de fisión estaba teóricamente asentada, por lo menos hasta que se obtuvieran más datos experimentales, la conferencia de Berkeley viró hacia una nueva dirección. Edward Teller promovió el debate sobre una bomba más poderosa, la denominada «super», conocida posteriormente como «bomba de hidrógeno», que utilizaría la fuerza explosiva de la detonación de una bomba de fisión para iniciar una reacción de fusión nuclear de deuterio y tritio. Teller propuso varios esquemas, todos ellos rechazados por Bethe, y la idea de la fusión quedó apartada para concentrarse en la producción de bombas de fisión. Teller también constató la posibilidad especulativa de que una bomba atómica pudiera «prender» la atmósfera a causa de una hipotética reacción de fusión de los núcleos de nitrógeno. Bethe calculó que esto no podría suceder y en un informe con la coautoría de Teller demostraron que «no hay posibilidades de que inicie una autopropagación de reacciones nucleares en cadena». En palabras de Serber, Oppenheimer le mencionó esto a Arthur Compton, quien «no tuvo el sentido común suficiente como para mantenerse callado sobre el tema... de alguna forma acabó en un documento que fue enviado a Washington», y «nunca se puso fin a la cuestión».

## Organización

### Distrito Manhattan
En junio de 1942 el jefe de ingenieros, el mayor general Eugene Reybold, escogió al coronel James C. Marshall para liderar la parte del ejército en el proyecto. Marshall creó una oficina de enlace en Washington, D. C., aunque estableció su cuartel general en el 18.º del 270 Broadway en Nueva York, desde donde podía recibir apoyo administrativo de la División Atlántico Norte del Cuerpo de Ingenieros. Además estaba cerca de la oficina en Manhattan de Stone & Webster, el principal contratista del proyecto, y de la Universidad de Columbia. Tenía también permiso para trasladar al personal de su mando anterior, el Distrito Syracuse, y comenzó por reclutar el teniente coronel Kenneth Nichols, que pasó a ser su segundo.

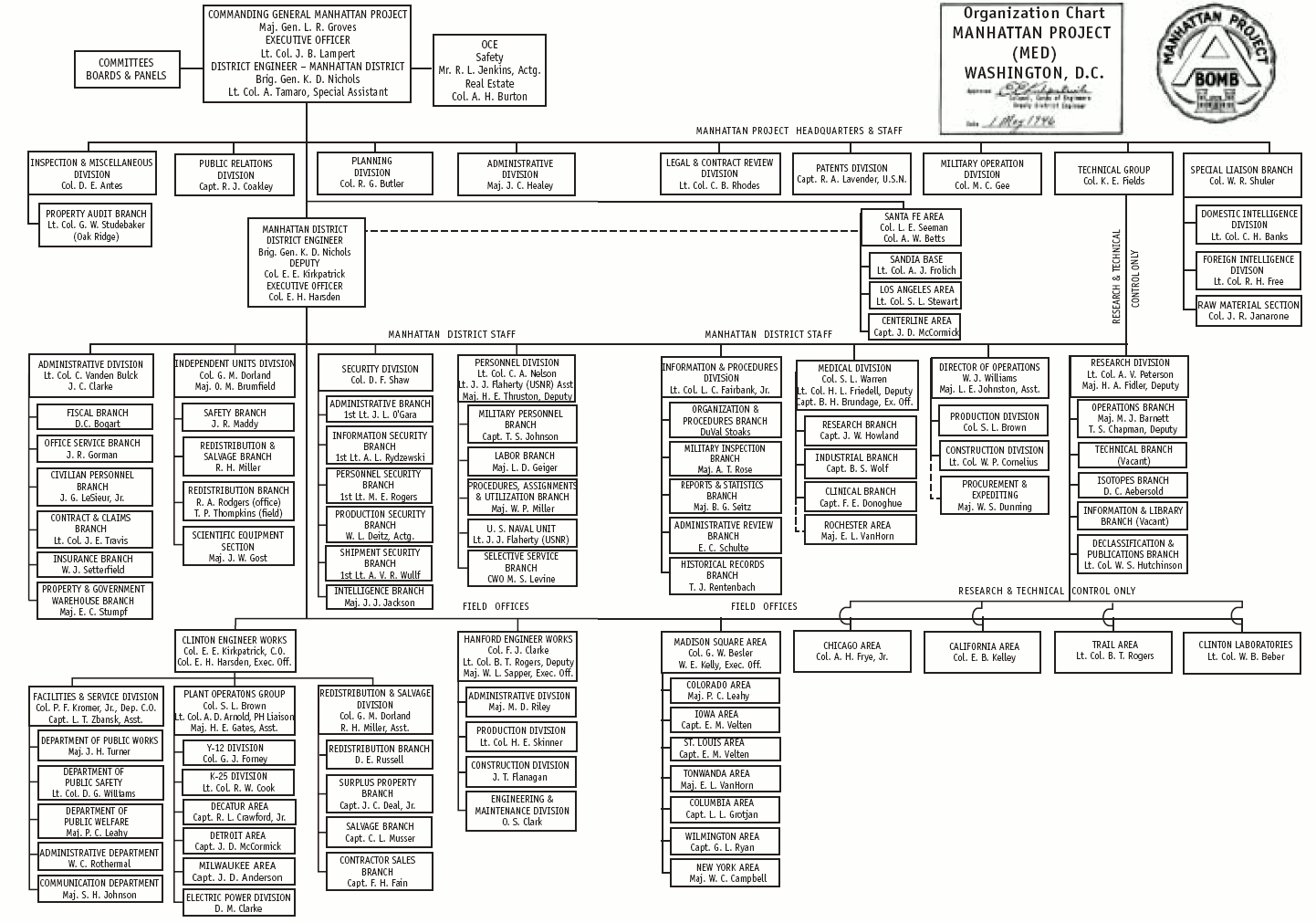
Organigrama del Proyecto Manhattan, 1 de mayo de 1946

Ya que gran parte del proyecto involucraba tareas de construcción, Marshall trabajó en cooperación con el jefe de la División de Construcción del Cuerpo de Ingenieros, mayor general Thomas M. Robbins, y con su segundo, el coronel Leslie Groves. Eugene Reybold, Brehon B. Somervell y Wilhelm D. Styer decidieron denominar al proyecto «Desarrollo de Materiales Sustitutos» (en inglés: Development of Substitute Materials), pero Groves consideraba que este nombre llamaría demasiado la atención. Ya que los distritos de ingeniería solían llevar el nombre de la ciudad donde estaban localizados, Marshall y Groves acordaron nombrar la sección del Ejército de este proyecto como Distrito Manhattan. Este nombre se hizo oficial el 13 de agosto, cuando Reybold emitió una orden para la creación del nuevo distrito. De forma más informal también se lo conocía como el Distrito Manhattan de Ingeniería (inglés: Manhattan Engineer District, MED). A diferencia de otros distritos, no tenía límites geográficos y Marshall tenía la autoridad de un ingeniero de división. El nombre de Desarrollo de Materiales Sustitutos se mantuvo como el nombre en clave oficial del proyecto en su conjunto, pero fue sustituido finalmente por el de «Manhattan».
Marshall afirmó en declaraciones posteriores: «Nunca había oído hablar de la fisión atómica pero sí sabía que no se podía construir una planta, y mucho menos cuatro de ellas, por 90 millones». Nichols había sido el encargado de construir una planta de TNT poco antes en Pensilvania con un coste de 128 millones de dólares. Tampoco les impresionaron las estimaciones del orden de magnitud más cercano, que Groves comparó con decirle a una empresa de cáterin que se preparara para entre diez y mil invitados. Un equipo de sondeo de Stone & Webster ya había explorado una localización para las plantas de producción. La Junta de Producción de Guerra recomendó que fueran lugares cerca de Knoxville, Tennessee, una región aislada donde la Autoridad del Valle del Tennessee podía facilitar una elevada capacidad eléctrica y donde los ríos podían suministrar agua para la refrigeración de los reactores. Tras examinar varios lugares, el equipo de sondeo seleccionó uno cerca de Elza, Tennessee. Conant propuso que se adquiriera el terreno de forma inmediata y Styer estuvo de acuerdo, pero Marshall retrasó el asunto esperando los resultados de los experimentos del reactor de Conant antes de tomar acciones. De todos los procesos en perspectiva, solo el de separación electrónica de Lawrence parecía lo suficientemente avanzado en su definición como para que comenzaran las construcciones.
Marshall y Nichols comenzaron a reunir los recursos que precisaban. El primer paso era obtener una clasificación de alta prioridad para el proyecto. Las clasificaciones más altas iban desde AA-1 hasta AA-4 en orden descendente, aunque también existía una clasificación especial AAA reservada para emergencias. Las clasificaciones AA-1 y AA-2 estaban reservadas para equipamiento y armamento esencial, por lo que el coronel Lucius D. Clay, jefe sustituto de personal en el Departamento de Servicios y Suministro, consideró que la clasificación más alta que le podía otorgar al proyecto era AA-3, aunque se mostró dispuesto a dar una clasificación AAA bajo petición para materiales críticos si surgía la necesidad. Nichols y Marshall quedaron decepcionados con esto, ya que AA-3 era la misma prioridad que había obtenido la planta de TNT de Nichols en Pensilvania.

### Comité de Política Militar

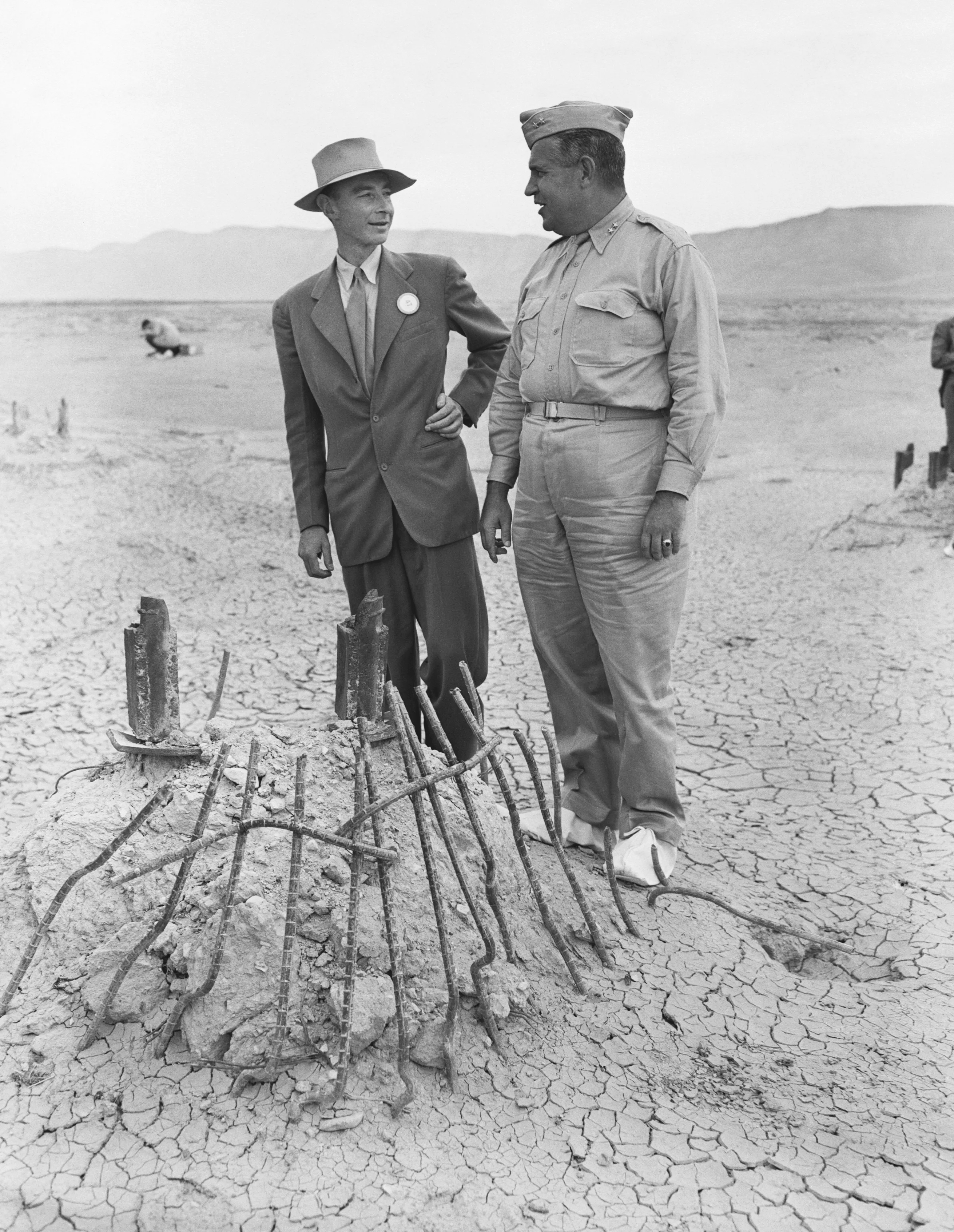
Oppenheimer y Groves ante los restos de la prueba Trinity en septiembre de 1945, dos meses después de la detonación y justo después del final de la Segunda Guerra Mundial. Los cubrecalzados blancos evitaron que los restos se pegaran a las suelas de los zapatos.

Vannevar Bush estaba insatisfecho por la lentitud con la que avanzaba el proyecto bajo el mando del coronel Marshall y más específicamente con la incapacidad para adquirir el lugar de Tennessee, la baja prioridad que le había asignado el ejército al proyecto y la ubicación del cuartel general en Nueva York. Consideraba que el proyecto precisaba de un liderazgo más agresivo y se reunió con Harvey Bundy y los generales Marshall, Somervell y Styer para debatir sobre sus preocupaciones. Bush deseaba que el proyecto estuviera bajo un comité político superior, con un oficial de prestigio como director general, preferiblemente Styer.
Somervell y Styer escogieron a Groves para este puesto, informándole de la decisión y de su ascenso a general de brigada el 17 de septiembre, ya que consideraban que el título de «general» sería de más influencia para los académicos que trabajaban en el proyecto. Groves quedaba de esta forma directamente bajo las órdenes de Somervell en lugar de Reybold y con el coronel Marshall bajo su mando. Groves estableció su cuartel general en Washington, D. C., en el quinto piso del edificio del Nuevo Departamento de Guerra, donde el coronel Marshall tenía su oficina de enlace. Asumió el mando del Proyecto Manhattan el 23 de septiembre y ese mismo día asistió a una reunión convocada por Stimson, en la que se estableció un Comité de Política Militar compuesto por Bush (con Conant como sustituto), Styer y el vicealmirante William R. Purnell. Tolman y Conant fueron designados posteriormente consejeros científicos de Groves.
El 19 de septiembre Groves se reunió con Donald Nelson, presidente de la Junta de Producción de Guerra, pidiéndole una mayor autoridad para asignar una clasificación AAA cuando fuera necesario. Nelson se opuso a ello inicialmente, pero aceptó cuando Groves amenazó con llevar el asunto ante el presidente de los Estados Unidos. Groves prometió que no utilizaría esta clasificación a menos que fuera estrictamente necesario. Sin embargo, resultó que la clasificación AAA era demasiado alta para los requerimientos de rutina del proyecto, mientras que la AA-3 era demasiado baja. Tras una larga campaña, Groves recibió finalmente la clasificación AA-1 el 1 de julio de 1944. Según Groves: "En Washington se tomó conciencia de la importancia de la máxima prioridad. Casi todo lo que se propondría en la administración Roosevelt tendría la máxima prioridad. Eso duraría alrededor de una semana o dos y luego otra cosa tendría la máxima prioridad".
Uno de los primeros problemas para Groves, fue el encontrar un director para el Proyecto Y, el grupo que diseñaría y construiría la bomba. La elección más obvia para él era uno de los jefes de los tres laboratorios, Urey, Lawrence o Compton, pero Groves no podía permitirse trasladarlos. Compton recomendó a Oppenheimer, quien ya estaba familiarizado con los conceptos de diseño de bombas. Sin embargo, Oppenheimer tenía muy poca experiencia administrativa y al contrario que los otros tres jefes de laboratorio, no había ganado un premio Nobel, algo que muchos científicos consideraban que debería tener el director de un laboratorio tan importante. También existían preocupaciones por el estado de seguridad de Oppenheimer, ya que muchos de sus asociados eran comunistas, incluyendo su mujer Kitty, su amante Jean Tatlock y su hermano Frank Oppenheimer  Tras una conversación durante un viaje en tren en octubre de 1942, Groves y Nichols quedaron convencidos de que Oppenheimer comprendía los desafíos de establecer un laboratorio en una zona remota y que debería ser nombrado el director. Groves dispensó personalmente los requerimientos de seguridad y le otorgó la autorización a Oppenheimer el 20 de julio de 1943.

### Colaboración con el Reino Unido
Los británicos y los estadounidenses intercambiaron información nuclear pero en un primer momento no unieron fuerzas. El Reino Unido rechazó los intentos de Bush y Conant en 1941 de aumentar la cooperación con su propio proyecto, de nombre en clave Tube Alloys, ya que no estaban dispuestos a compartir su liderazgo tecnológico para ayudar a Estados Unidos a desarrollar su propia bomba atómica. Churchill no respondió a una carta personal de Roosevelt en la que se ofrecía a pagar los costes de toda la investigación y desarrollo de un proyecto angloestadounidense, por lo que Estados Unidos decidió en abril de 1942 que seguirían adelante en solitario. Los británicos, que habían realizado contribuciones significativas en los primeros momentos de la guerra, no poseían ya los recursos necesarios para continuar un programa de investigación de este tipo al mismo tiempo que luchaban por su supervivencia, por lo que el proyecto Tube Alloys se quedó atrás en comparación con su equivalente estadounidense. El 30 de julio de 1942 John Anderson, ministro responsable del proyecto Tube Alloys, le dijo a Churchill: «Debemos afrontar el hecho de que... nuestro trabajo pionero... es un activo menguante y que, si no lo capitalizamos rápidamente, quedaremos en desventaja. Ahora tenemos una contribución real para una “unión”. En poco tiempo tendremos poca o ninguna». Ese mismo mes Churchill y Roosevelt llegaron a un acuerdo informal y no escrito para una colaboración en la cuestión atómica.

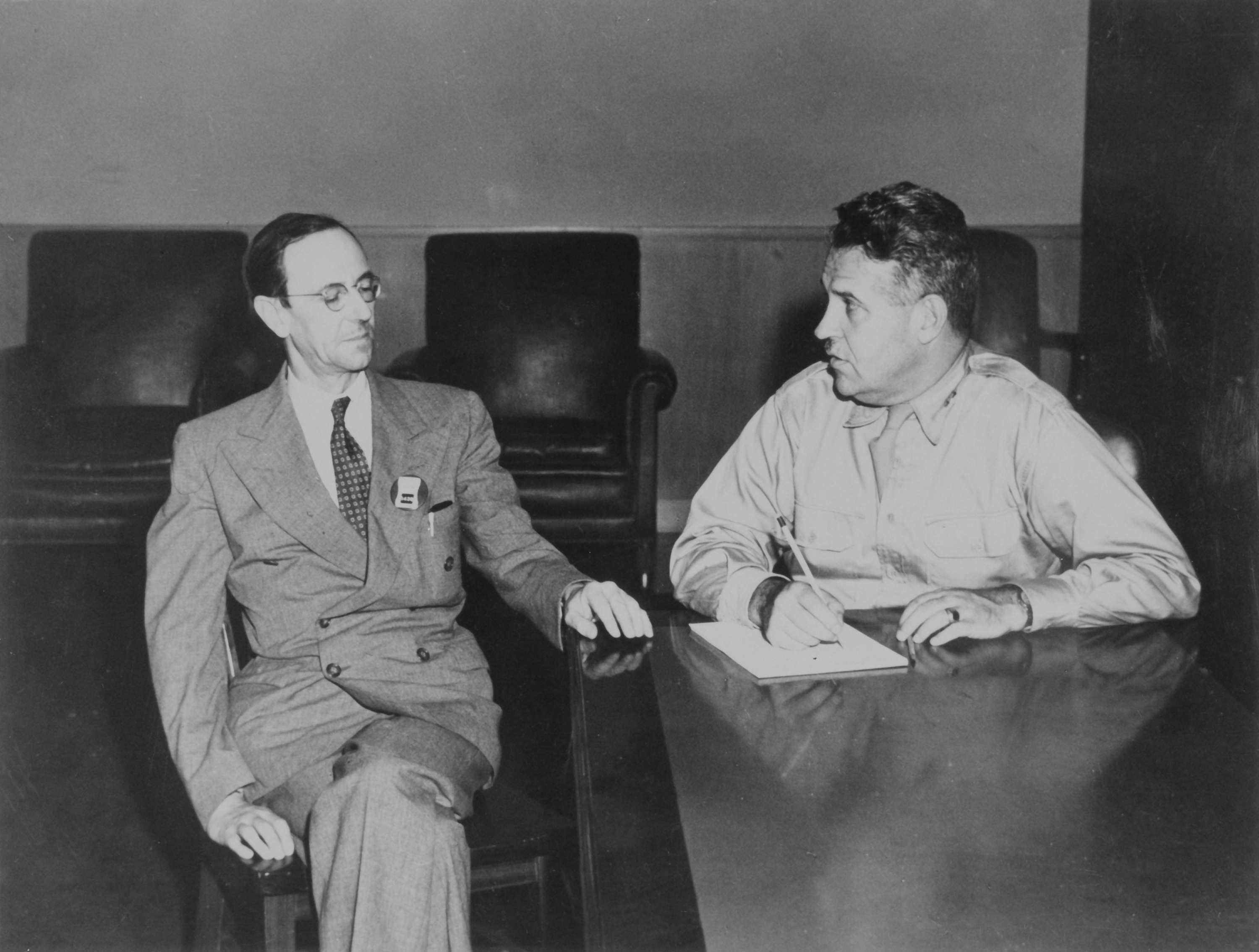
Groves conversando con James Chadwick, el jefe de la Misión Británica.

Sin embargo, la oportunidad para una colaboración en igualdad ya no existía, quedando demostrado en agosto de 1942 cuando los británicos solicitaron sin éxito un control sustancial sobre el proyecto sin cubrir ningún gasto. Para 1943, los papeles de los dos países se habían invertido en comparación con cómo estaban a finales de 1941. En enero Conant le notificó a los británicos que ya no recibirían más información sobre las investigaciones atómicas excepto en ciertas áreas. Los británicos quedaron conmocionados por la derogación del acuerdo previo entre Churchill y Roosevelt, pero el jefe del Consejo Nacional de Investigación de Canadá C. J. Mackenzie no quedó tan sorprendido, llegando a afirmar: «No puedo evitar sentir que el grupo del Reino Unido le dio demasiado énfasis a la importancia de su contribución en comparación con los estadounidenses». Como Conant y Bush dijeron a los británicos, la orden vino «de arriba».
La posición negociadora de los británicos había empeorado. Los científicos estadounidenses habían decidido que Estados Unidos ya no precisaba de ayuda externa e intentaron evitar que el Reino Unido pudiera aprovechar las aplicaciones comerciales para la energía atómica tras la guerra. El comité estadounidense acordó, con el apoyo de Roosevelt, restringir el flujo de información hacia el Reino Unido durante la guerra, en especial el relativo al diseño de bombas, incluso si hacerlo ralentizaba el proyecto estadounidense. A principios de 1943, los británicos dejaron de enviar investigaciones y científicos a Estados Unidos y, como resultado, los estadounidenses dejaron de compartir información. Los británicos consideraron interrumpir el suministro de uranio y agua pesada procedente de Canadá para obligar a los estadounidenses a compartir información, pero Canadá necesitaba suministros estadounidenses para producir estos elementos. Los británicos investigaron también la posibilidad de llevar a cabo un programa nuclear independiente, pero concluyeron que no estaría listo a tiempo como para afectar al resultado de la guerra en Europa.
En marzo de 1943 Conant decidió que la ayuda británica sería beneficiosa en algunas áreas del proyecto. James Chadwick y otros científicos británicos eran lo suficientemente importantes como para que fueran necesarios para el equipo de diseño de bombas de Los Álamos, a pesar del riesgo de revelación de secretos sobre el diseño de armas. En agosto de 1943 Churchill y Roosevelt negociaron el Acuerdo de Quebec, retomando la cooperación entre científicos de los dos países. El Reino Unido aceptó las restricciones de información sobre la construcción de plantas de producción a gran escala necesarias para la bomba. El subsecuente Acuerdo de Hyde Park en septiembre de 1944 extendió esta cooperación hasta el período de posguerra. El Acuerdo de Quebec estableció el Comité de Política Combinada para coordinar los esfuerzos de Estados Unidos, Reino Unido y Canadá. Stimson, Bush y Conant fueron los miembros estadounidenses de este comité, el almirante de campo John Dill y el coronel J. J. Llewellin fueron los miembros británicos y C. D. Howe el canadiense. Llewellin volvió al Reino Unido a finales de 1943 y fue sustituido en el comité por Ronald Ian Campbell, que a su vez fue sustituido posteriormente por el embajador británico en los Estados Unidos Lord Halifax a comienzos de 1945. John Dill falleció en Washington, D. C. en noviembre de 1944 y fue sustituido por el almirante de campo Henry Maitland Wilson.
La cooperación se reinició tras el Acuerdo de Quebec y los británicos quedaron sorprendidos por los gastos y progresos que llevaban hechos los estadounidenses. Estados Unidos llevaba gastados más de 1000 millones de dólares, mientras que el Reino Unido llevaba invertidas 500 000 libras. Chadwick hizo presión para que los británicos se involucraran en el Proyecto Manhattan por completo abandonando cualquier esperanza de un proyecto británico durante la guerra. Contando con el apoyo de Churchill, intentó asegurar que se cumplieran todas las peticiones de ayuda por parte de Groves. La misión británica que llegó a Estados Unidos en diciembre de 1943 incluía a Niels Bohr, Otto Frisch, Klaus Fuchs, Rudolf Peierls y Ernest Titterton. Más científicos llegaron a comienzos de 1944. Mientras que los que fueron asignados a la difusión gaseosa marcharon en otoño de 1944, los 35 que trabajaban con Lawrence en Berkeley fueron asignados a grupos de laboratorio ya existentes y permanecieron hasta el fin de la guerra. Los 19 que habían sido enviados a Los Álamos se unieron también a grupos ya existentes, principalmente relacionados con el ensamblaje e implosión de la bomba, pero no con los relacionados con el plutonio. Parte del Acuerdo de Quebec especificaba que las armas nucleares no serían utilizadas contra ningún otro país sin el consentimiento mutuo. En junio de 1945 Wilson acordó que el uso de las armas nucleares contra Japón quedaría registrado como una decisión del Comité de Política Combinada.
El Comité de Política Combinada creó el Fondo de Desarrollo Combinado en junio de 1944, con Groves como presidente, para conseguir mineral de uranio y de torio en los mercados internacionales. El Congo Belga y Canadá poseían gran parte del uranio del mundo fuera de Europa oriental y el gobierno belga en el exilio estaba entonces en Londres. El Reino Unido acordó darle a Estados Unidos la mayoría del mineral belga, ya que ellos no podían darle uso sin la investigación restringida por los estadounidenses. En 1944 el Fondo adquirió 1 560 000 kg de mineral de óxido de uranio a compañías que explotaban minas en el Congo Belga. Para poder evitar informar al Secretario del Tesoro estadounidense Henry Morgenthau Jr. sobre el proyecto, utilizaron una cuenta bancaria especial no sujeta a las habituales auditorías y controles por los que tenían que pasar este tipo de fondos. Entre 1944 y el momento en el que dimitió del Fondo en 1947, Groves depositó un total de 37,5 millones de dólares en la cuenta del Fondo.
Groves apreció la investigación atómica inicial de los británicos y las contribuciones de los científicos británicos al proyecto, pero afirmó que Estados Unidos habría conseguido el mismo éxito sin ellos. También dijo que Churchill era «el mejor amigo que tenía el proyecto de la bomba atómica, [ya que] mantuvo el interés de Roosevelt... Lo agitaba todo el tiempo diciéndole lo importante que creía que era el proyecto».
La participación en el proyecto de los británicos durante el tiempo de guerra fue crucial para el éxito del programa independiente de armas nucleares del Reino Unido tras la guerra, cuando la Ley McMahon de 1946 finalizó de forma temporal la cooperación nuclear estadounidense.

## Lugares del proyecto

### Oak Ridge

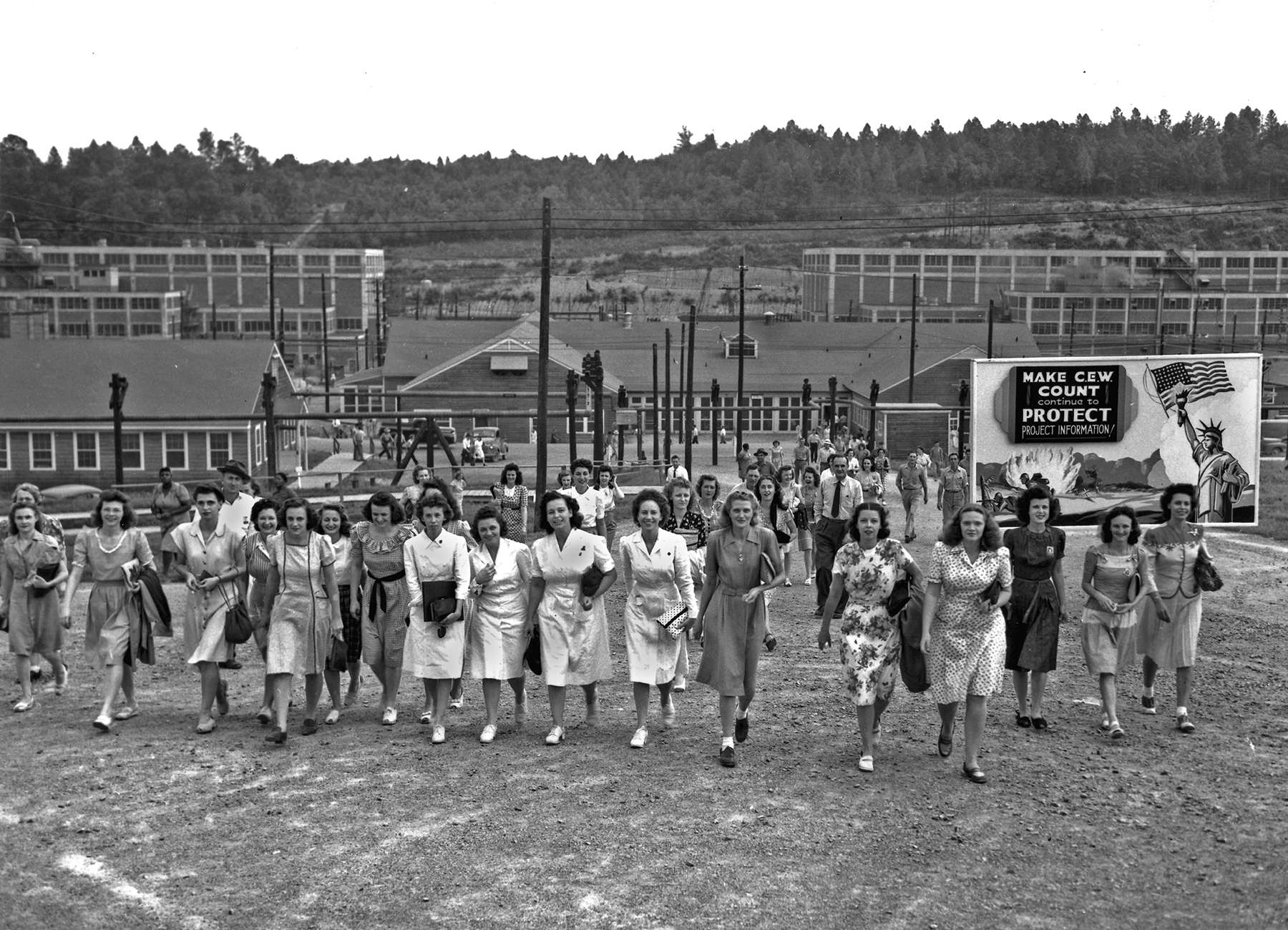
Cambio de turno en la instalación de enriquecimiento de uranio Y-12 en Clinton Engineer Works en Oak Ridge, Tennessee, el 11 de agosto de 1945. En mayo de 1945, 82000 personas trabajaban en la instalación. Fotografía del fotógrafo del Distrito Manhattan Ed Westcott.

Al día siguiente de tomar el control del proyecto, Groves tomó un tren hacia Tennessee junto al coronel Marshall para inspeccionar el lugar propuesto allí y quedó impresionado al llegar. El 29 de septiembre de 1942 el vicesecretario de guerra de Estados Unidos Robert P. Patterson autorizó al Cuerpo de Ingenieros la adquisición de 23000 ha de terreno mediante expropiación con un coste de 3,5 millones de dólares, con una adquisición posterior de otras 1200 ha de terreno. Alrededor de un millar de familias se vieron afectadas por la orden de expropiación, que se hizo efectiva el 7 de octubre. Las diversas manifestaciones, apelaciones legales y una consulta en el Congreso en 1943 no tuvieron éxito. A mediados de noviembre los alguaciles comenzaron a pegar carteles de desahucio en las puertas de las granjas con dos semanas de antelación y comenzaron a llegar los contratistas de las construcciones. Algunas familias recibieron un aviso de dos semanas para marchar de sus granjas en las que llevaban viviendo varias generaciones, mientras que otras se habían asentado allí tras ser desalojados por la creación del Parque nacional de las Grandes Montañas Humeantes en la década de 1920 o de la construcción de la presa Norris en la década de 1930. El coste final de la adquisición de terrenos en la zona, proceso que no finalizó hasta marzo de 1945, fue de 2,6 millones de dólares. Cuando se le presentó la Proclamación Pública Número Dos, que catalogó Oak Ridge como área de exclusión total en la que nadie podía entrar sin permiso militar, el gobernador de Tennessee, Prentice Cooper, la rompió con enojo.
Inicialmente conocido como Kingston Demolition Range, el lugar fue renombrado oficialmente a Clinton Engineer Works (CEW) a comienzos de 1943. Mientras que Stone & Webster se concentró en las instalaciones de producción, la compañía de arquitectura e ingeniería Skidmore, Owings & Merrill diseñó y construyó una comunidad residencial para 13000 personas, localizada en las colinas de Black Oak Ridge, de las que la nueva localidad de Oak Ridge tomó su nombre. La presencia del ejército en Oak Ridge aumentó en agosto de 1943 cuando Nichols sustituyó a Marshall como jefe del Distrito Manhattan. Una de sus primeras tareas fue la de trasladar el cuartel general del distrito hasta Oak Ridge, aunque no se cambió el nombre del distrito. En septiembre de 1943 la administración de las instalaciones comunales se subcontrató a Turner Construction por medio de una subsidiaria, Roane-Anderson Company (por los condados de Roane y Anderson, en los que Oak Ridge se ubicaba). En estas instalaciones varios ingenieros químicos tomaron parte en los trabajos de producción de uranio-235 enriquecido entre un 10 % y un 12 %, conocido con el nombre en clave «tetraóxido de tuballoy» (inglés: tuballoy tetroxide), bajo grandes medidas de seguridad y rápidas aprobaciones de peticiones de suministro y materiales. La población de Oak Ridge aumentó más de lo planeado inicialmente, consiguiendo los 75000 residentes en mayo de 1945, con unas 82000 personas trabajando en Clinton Engineer Works y otras 10000 en Roane-Anderson.

### Los Álamos

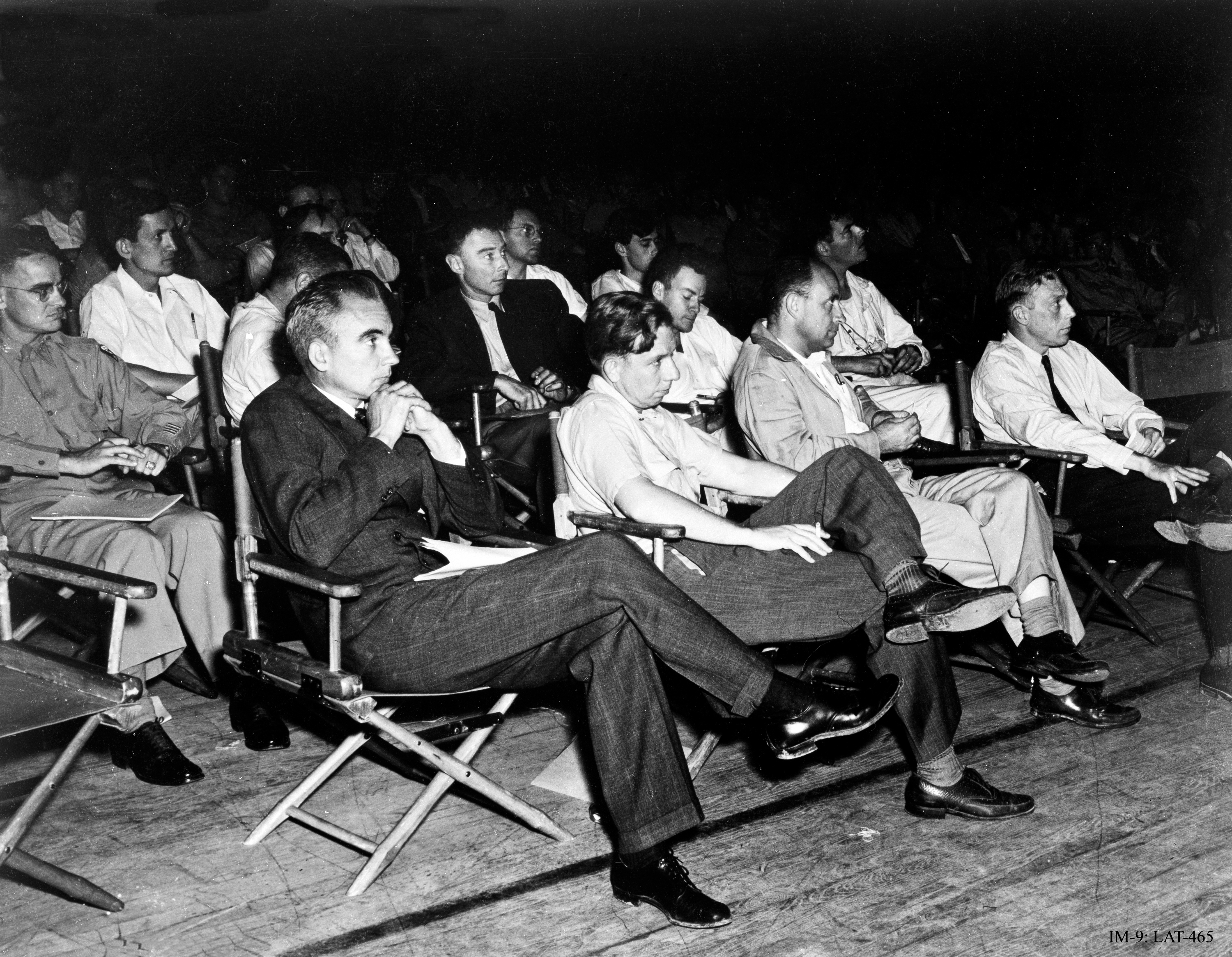
Físicos en un coloquio patrocinado por el Distrito Manhattan en el Laboratorio de Los Álamos en abril de 1946. En la primera fila están Norris Bradbury, John Manley, Enrico Fermi y J. M. B. Kellogg. Robert Oppenheimer, con abrigo oscuro, está detrás de Manley; a la izquierda de Oppenheimer está Richard Feynman. El oficial del ejército a la izquierda es el coronel Oliver Haywood.

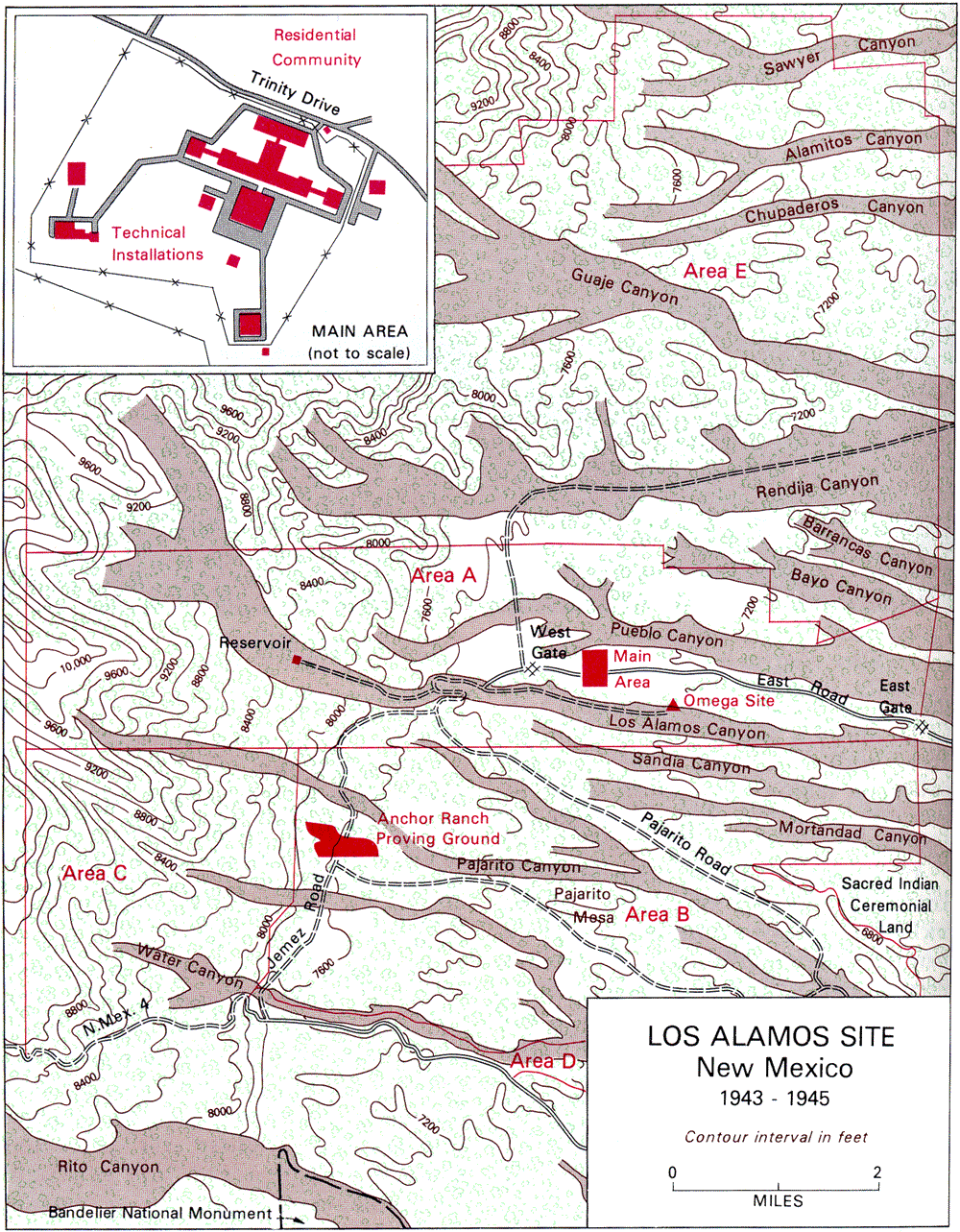
Mapa de Los Álamos, Nuevo México, 1943–45

La idea de ubicar el Proyecto Y en Oak Ridge llegó a considerarse, pero al final se decidió que este proyecto debía realizarse en una ubicación remota. Por recomendación de Robert Oppenheimer la búsqueda de una ubicación idónea se limitó a los alrededores de Albuquerque en Nuevo México, donde Oppenheimer poseía un rancho. En octubre de 1942 el oficial John H. Dudley fue enviado a sondear la zona, recomendando un lugar cerca de Jemez Springs. El 16 de noviembre Oppenheimer, Groves, Dudley y otros visitaron la zona recomendada. A Oppenheimer le preocupaba que los altos peñascos que rodeaban el lugar pudieran hacer que los trabajadores sintieran claustrofobia, mientras que los ingenieros estaban preocupados por las posibilidades de inundaciones. El grupo se trasladó entonces a las cercanías de Los Álamos Ranch School. Oppenheimer quedó impresionado y expresó una fuerte inclinación por este lugar, citando su belleza natural y las vistas de la sierra de la Sangre de Cristo. A los ingenieros les preocupaba la mala carretera de acceso a esta zona y si el suministro de agua sería el idóneo, pero indicaron que por lo demás el lugar era ideal.
Patterson aprobó la adquisición del terreno el 25 de noviembre de 1942, autorizando unos 440 000 dólares para la compra de un terreno de 22000 ha, de las que todas menos 3600 ha ya eran propiedad del gobierno federal. A mayores, el secretario de Agricultura Claude R. Wickard le cedió el uso de otras 18300 ha de terreno perteneciente al Servicio Forestal de los Estados Unidos al Departamento de Guerra "mientras la necesidad militar continúe". La necesidad de terreno, de una nueva carretera y posteriormente de derechos de paso para una nueva línea eléctrica de 40 km, hizo que la adquisición de terreno fuera finalmente de unas 18509 ha, aunque el gasto solo fue de 414 971 dólares. La construcción fue asignada a la empresa M. M. Sundt Company de Tucsón, con Willard C. Kruger and Associates de Santa Fe como arquitectos e ingenieros. Las obras comenzaron en diciembre de 1942. Groves asignó en un primer momento unos 300 000 dólares para la construcción, el triple de la estimación de Oppenheimer, con una fecha estimada de finalización para el 15 de marzo de 1943. El alcance del Proyecto Y fue mayor del inicialmente esperado y para cuando las obras finalizaron el 30 de noviembre de 1943 el coste había ascendido a más de 7 millones de dólares.
Puesto que era secreto, Los Álamos recibía los nombres de «Lugar Y» o «La Colina». Los certificados de nacimiento de los nacidos en Los Álamos durante la guerra indicaban su lugar de nacimiento en Santa Fe. En un primer momento Los Álamos iba a ser un laboratorio militar con Oppenheimer y otros investigadores comisionados en el ejército, pero dos de los físicos clave del proyecto, Robert Bacher y Isidor Rabi, rechazaron esta idea. Conant, Groves y Oppenheimer definieron entonces un compromiso por lo que el laboratorio sería operado por la Universidad de California en un contrato con el Departamento de Guerra.

### Chicago
Durante un consejo del ejército y de la OSRD que tuvo lugar el 25 de junio de 1942 se decidió construir una planta piloto para la producción de plutonio en Red Gate Woods, al sureste de Chicago. En julio Nichols acordó una cesión de 415 ha del Distrito de Preservación Forestal del Condado de Cook, y el capitán James F. Grafton fue nombrado ingeniero de zona en Chicago. En poco tiempo se hizo aparente que la escala de las operaciones planeadas era demasiado grande para aquel terreno, por lo que finalmente se decidió construir la planta en Oak Ridge y mantener unas instalaciones de investigación y pruebas en Chicago.
Los retrasos en el establecimiento de la planta en Red Gate Woods provocaron que Compton autorizara al Laboratorio Metalúrgico la construcción del primer reactor nuclear bajo las gradas del campo de fútbol americano de Stagg Field en la Universidad de Chicago. Este reactor requirió una gran cantidad de bloques de grafito y bolas de uranio. En aquel momento la disponibilidad de uranio puro era limitada. Frank Spedding de la Universidad Estatal de Iowa fue capaz de producir solo dos toneladas cortas de uranio puro. Otras tres toneladas cortas adicionales de metal de uranio fueron suministradas por una fábrica de lámparas de Bloomfield (Nueva Jersey) propiedad de Westinghouse Electric, producidas rápidamente mediante un proceso improvisado. Goodyear construyó un gran globo cuadrado para revestir el reactor. El 2 de diciembre de 1942, un equipo liderado por Enrico Fermi inició la primera reacción nuclear artificial en cadena autosostenible en un reactor experimental conocido como Chicago Pile-1. El punto en el que la reacción pasa a ser autosostenible pasó a llamarse «punto crítico». Compton informó sobre este éxito a Conant, quien estaba en Washington, D. C., por medio de una llamada de teléfono codificada, diciendo: «El navegante italiano [Fermi] acaba de aterrizar en el nuevo mundo».
En enero de 1943 el sucesor de Grafton, Arthur V. Peterson, ordenó el desmantelamiento del reactor Chicago Pile-1 y su reensamblado en Red Gate Woods, ya que consideraba la operación de un reactor algo demasiado peligroso como para permanecer en una zona densamente poblada. En la ubicación de Argonne, el Chicago Pile-3, el primer reactor de agua pesada, consiguió el punto crítico el 15 de mayo de 1944. Tras la guerra las operaciones que continuaban aún en Red Gate se trasladaron a la nueva ubicación del Laboratorio Nacional Argonne, a unos 9,7 km de distancia.

### Hanford
En diciembre de 1942 surgieron preocupaciones de que incluso Oak Ridge estaba demasiado cerca de un centro de población principal (Knoxville) en caso de accidente nuclear grave. En noviembre de ese año Groves había solicitado los servicios de DuPont como principal contratista para la construcción del complejo de producción de plutonio. La oferta de trabajo para DuPont incluía un contrato estándar, pero el presidente de la empresa, Walter S. Carpenter, Jr., no deseaba obtener beneficios por la misma, por lo que solicitó que el contrato se acomodara para excluir de forma explícita que la compañía pudiera adquirir cualquier derecho de patente. Por motivos legales tuvieron que acordar una tarifa de un dólar y tras la guerra DuPont solicitó la rescisión del contrato antes de la fecha acordada inicialmente y tuvo que reembolsar 33 centavos.

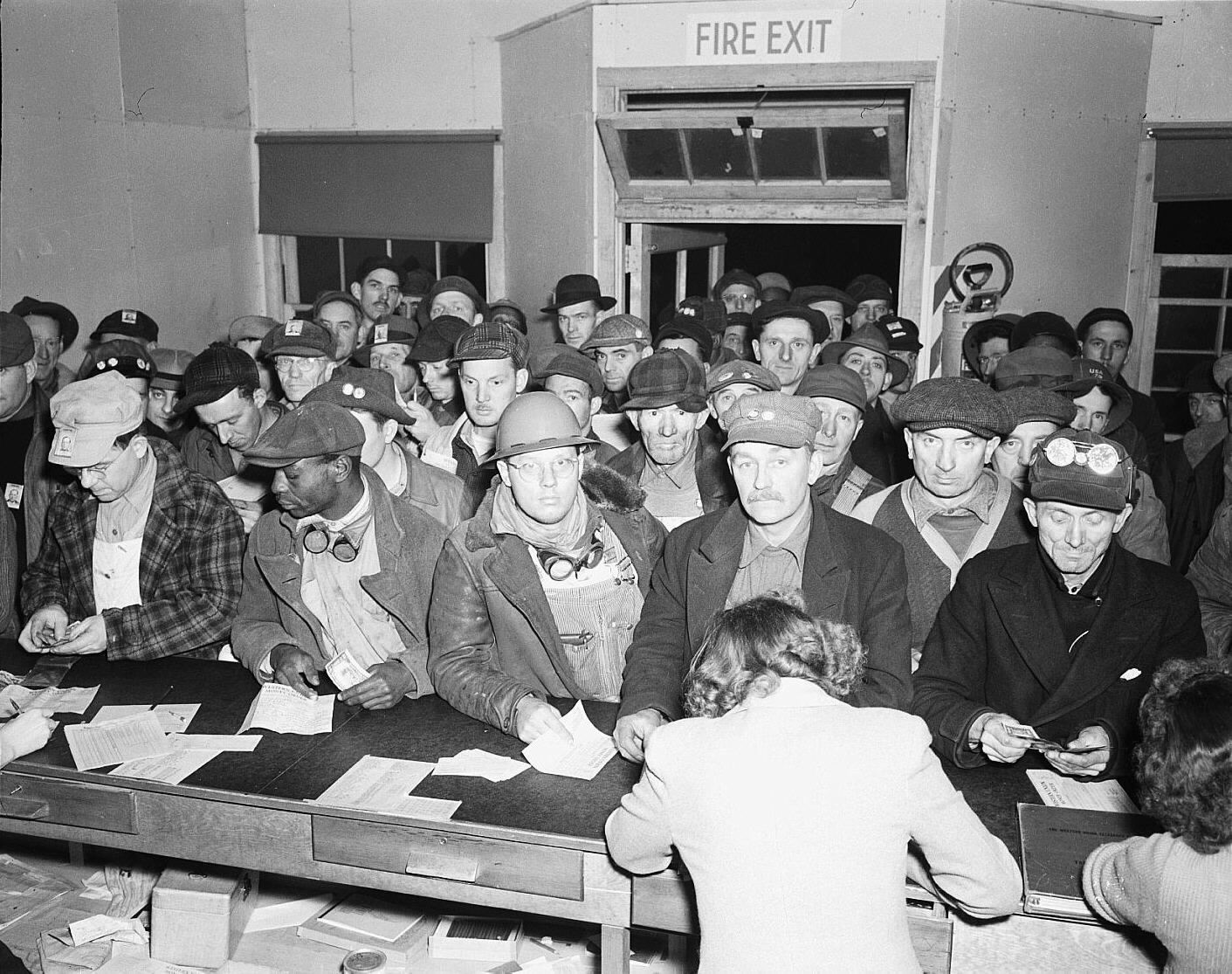
Trabajadores de Hanford recogiendo sus cheques de pago en la oficina de Western Union.

DuPont recomendó que el sitio estuviera localizado lejos de las instalaciones de producción de uranio ya construidas en Oak Ridge. En diciembre de 1942 Groves envió el coronel Franklin Matthias y varios ingenieros de DuPont a sondear ubicaciones potenciales. Matthias informó que Hanford Site cerca de Richland (Washington), era «ideal en virtualmente todos los aspectos». Estaba aislado y cerca del río Columbia, que podría suministrar suficiente agua para enfriar los reactores que producirían el plutonio. Groves visitó el lugar en enero y se estableció el Hanford Engineer Works (HEW), con el nombre en clave «Sitio W».
El vicesecretario Patterson dio su aprobación el 9 de febrero de 1943, asignando 5 millones de dólares para la adquisición de 16000 ha de terreno en la zona. El gobierno federal trasladó a unos 1500 residentes de White Bluffs, Hanford y otras localidades de la zona, además de los wanapum y otros nativos presentes en la zona. Hubo disputas con varios granjeros que solicitaban compensaciones por los cultivos, que ya habían plantado antes de que el gobierno adquiriera los terrenos, y el ejército les permitió finalizar la cosecha de algunos de estos cultivos en casos puntuales. El proceso de adquisición del terreno se extendió en el tiempo y no se completó antes del fin del Proyecto Manhattan en diciembre de 1946.
A pesar de que el progreso en el diseño de los reactores en el Laboratorio Metalúrgico y DuPont no se encontraba lo suficientemente avanzado como para predecir con exactitud el alcance del proyecto, los trabajos en las instalaciones comenzaron en abril de 1943 con una estimación de 25000 trabajadores, con la mitad de estos viviendo en el lugar. A fecha de julio de 1944 se habían construido unos 1200 edificios y casi 51000 personas vivían en el campo de construcción. Como ingeniero de zona, Matthias ejerció el control general del lugar. En su momento álgido, el campo de construcción llegó a ser la tercera localidad más poblada del estado de Washington. Hanford operaba una flota de más de 900 autobuses, más que en la ciudad de Chicago. De forma semejante a Los Álamos y Oak Ridge, Richland era una comunidad cerrada con acceso restringido, aunque se asemejaba más a las poblaciones estadounidenses de rápido crecimiento de aquel entonces, ya que el perfil militar era menor y los elementos físicos de seguridad como vallados y torres de guardia eran menos evidentes.

### Canadá

#### Columbia Británica
La compañía Cominco llevaba produciendo hidrógeno electrolítico en Trail (Columbia Británica) desde 1930. En 1941 Urey sugirió que también podría producir agua pesada. A la planta ya existente de 10 millones de dólares compuesta de 3215 células con un consumo eléctrico de 75 MW se añadieron células de electrólisis secundarias para incrementar la concentración de deuterio en el agua desde el 2,3 % hasta el 99,8 %. Para este proceso Hugh Taylor, de Princeton, desarrolló un proceso de catálisis de platino sobre carbono para las tres primeras etapas, mientras que Urey desarrolló un proceso de níquel-óxido de cromo para la torre de la cuarta fase. El coste final fue de 2,8 millones de dólares y el gobierno del Canadá no tuvo conocimiento oficial de este proyecto hasta agosto de 1942. La producción de agua pesada en Trail comenzó en enero de 1944 y continuó hasta 1956. Esta agua pesada se utilizó en la Chicago Pile-3, el primer reactor nuclear en usar agua pesada y uranio natural, que consiguió el punto crítico el 15 de mayo de 1944.

#### Ontario
Los Laboratorios de Chalk River en Ontario se establecieron para alojar el esfuerzo Aliado en el Laboratorio de Montreal lejos de las zonas urbanas. Se construyó una nueva comunidad en Deep River (Ontario) para proporcionar residencias e instalaciones a los miembros del equipo. El sitio se escogió por su cercanía a la zona industrial de Ontario y Quebec y por la cercanía a una vía de tren adyacente a la base militar de la Guarnición Petawawa. Situado a un lado del río Ottawa, este sitio tenía también acceso a la suficiente agua necesaria. El primer director del nuevo laboratorio fue Hans von Halban, sucedido en mayo de 1944 por John Cockcroft y posteriormente por Bennett Lewis en septiembre de 1946. El primer reactor canadiense fue el reactor piloto conocido como reactor ZEEP (inglés: zero-energy experimental pile), siendo también el primero en completarse fuera de Estados Unidos cuando consiguió su punto crítico en septiembre de 1945. El reactor ZEEP se mantuvo en uso hasta el año 1970. En julio de 1947 se completó y consiguió el punto crítico un reactor más grande de 10 MW, el denominado NRX, que fue diseñado durante la guerra.

#### Territorios del Noroeste
La Mina Eldorado en Port Radium, en los Territorios del Noroeste fue una fuente de mineral de uranio.

### Agua pesada
A pesar de que los diseños preferidos por DuPont para los reactores nucleares estaban refrigerados con helio y usaban grafito como moderador nuclear, DuPont expresó su interés en el uso de agua pesada como apoyo de contingencia en caso de que el diseño del reactor de grafito fuera inviable por cualquier motivo. Para este propósito se estimó que se precisarían unas 3 toneladas de agua pesada por mes. Proyecto P-9 fue el nombre en clave del gobierno para el programa de producción de agua pesada. Como la planta de Trail, que aún estaba en construcción, podía producir una media tonelada por mes, se precisaba de capacidad adicional. Groves autorizó que DuPont estableciese instalaciones de producción de agua pesada en Morgantown Ordnance Works, cerca de Morgantown (Virginia Occidental); en Wabash River Ordnance Works, cerca de Dana y Newport, en Indiana; y finalmente en Alabama Ordnance Works, cerca de Childersburg y Sylacuga, en Alabama. A pesar de que se conocía con el nombre de Ordnance Works (Trabajos de Artillería) y se pagaba con contratos a nombre del Departamento de Artillería, fueron construidas y operadas por el Cuerpo de Ingenieros del Ejército. Las plantas estadounidenses usaron un proceso de producción distinto al de Trail, en el que el agua pesada se extraía por destilación, aprovechando el ligeramente mayor punto de ebullición del agua pesada.

## Uranio

### Mineral
El material principal para el proyecto fue el uranio, utilizado como combustible para los reactores nucleares, como fuente para su transformación en plutonio y, en su forma enriquecida, en la propia bomba atómica. En 1940 había cuatro yacimientos principales de uranio conocidos: en Colorado, en el norte del Canadá, en Joachimsthal (Checoslovaquia) y en el Congo Belga, todos ellos excepto el de Joachimsthal en manos Aliadas. Una investigación realizada en noviembre de 1942 determinó que las cantidades de uranio disponible eran suficientes para satisfacer los requerimientos del proyecto. Nichols definió junto al Departamento de Estado una serie de controles de exportación sobre el óxido de uranio y negoció la compra de 1200 toneladas de mineral de uranio procedente del Congo Belga que estaba guardado en un almacén de Staten Island junto a las restantes existencias de mineral extraído en el Congo. Negoció con Eldorado Gold Mines la adquisición de mineral de su refinería en Port Hope (Ontario) y su entrega en lotes de 100 toneladas. El gobierno canadiense compró posteriormente participaciones de esta compañía hasta conseguir el control de la misma.
A pesar de que estas adquisiciones aseguraban un suministro suficiente para las necesidades en tiempo de guerra, los líderes estadounidenses y británicos concluyeron que era beneficioso para los intereses de sus respectivos países obtener el control del mayor número de yacimientos de uranio del mundo como fuera posible. La fuente de mineral más abundante era la mina Shinkolobwe en el Congo Belga, pero estaba inundada y cerrada. Nichols intentó negociar sin éxito con Edgar Sengier, director de la Unión Minera del Alto Katanga, la compañía a la que le pertenecía la mina. El Comité de Política Combinada se involucró entonces en el asunto. Como el 30 % de las acciones de la Unión Minera estaba controlado por intereses británicos, estos tomaron el liderazgo en las negociaciones. John Anderson y el embajador John Gilbert Winant llegaron a un acuerdo con Sengier y con el gobierno belga en mayo de 1944 para reabrir la mina y adquirir unas 1750 toneladas de mineral a un precio de 1,45 dólares por libra. Para evitar la dependencia de británicos y canadienses para obtener el mineral, Groves acordó la adquisición de las reservas de uranio de la empresa US Vanadium Corporation en Uravan (Colorado). La minería de uranio en Colorado producía alrededor de unas 800 toneladas cortas (710 t) de mineral.
Mallinckrodt Incorporated en San Luis (Misuri) recibía el mineral y lo disolvía en ácido nítrico para producir nitrato de uranio. Posteriormente añadía un éter en un proceso de extracción líquido-líquido para separar las impurezas del nitrato. Esto se calentaba para formar trióxido de uranio, reducido después hasta conseguir un dióxido de uranio de alta pureza. Para julio de 1942 Mallinckrodt estaba produciendo una tonelada de óxido de alta pureza por día, pero en un primer momento el proceso para convertir el óxido en metal de uranio resultó ser más difícil para los contratistas Westinghouse Electric y Metal Hydrides. La producción era demasiado lenta y la calidad demasiado baja. Se estableció entonces una rama especial del Laboratorio Metalúrgico en la Universidad Estatal de Iowa en Ames bajo el liderazgo de Frank Spedding para investigar alternativas a este proceso inicial. Esto pasó a conocerse como Proyecto Ames y el nuevo proceso Ames estuvo disponible a partir de 1943.

Refinado de uranio en Ames
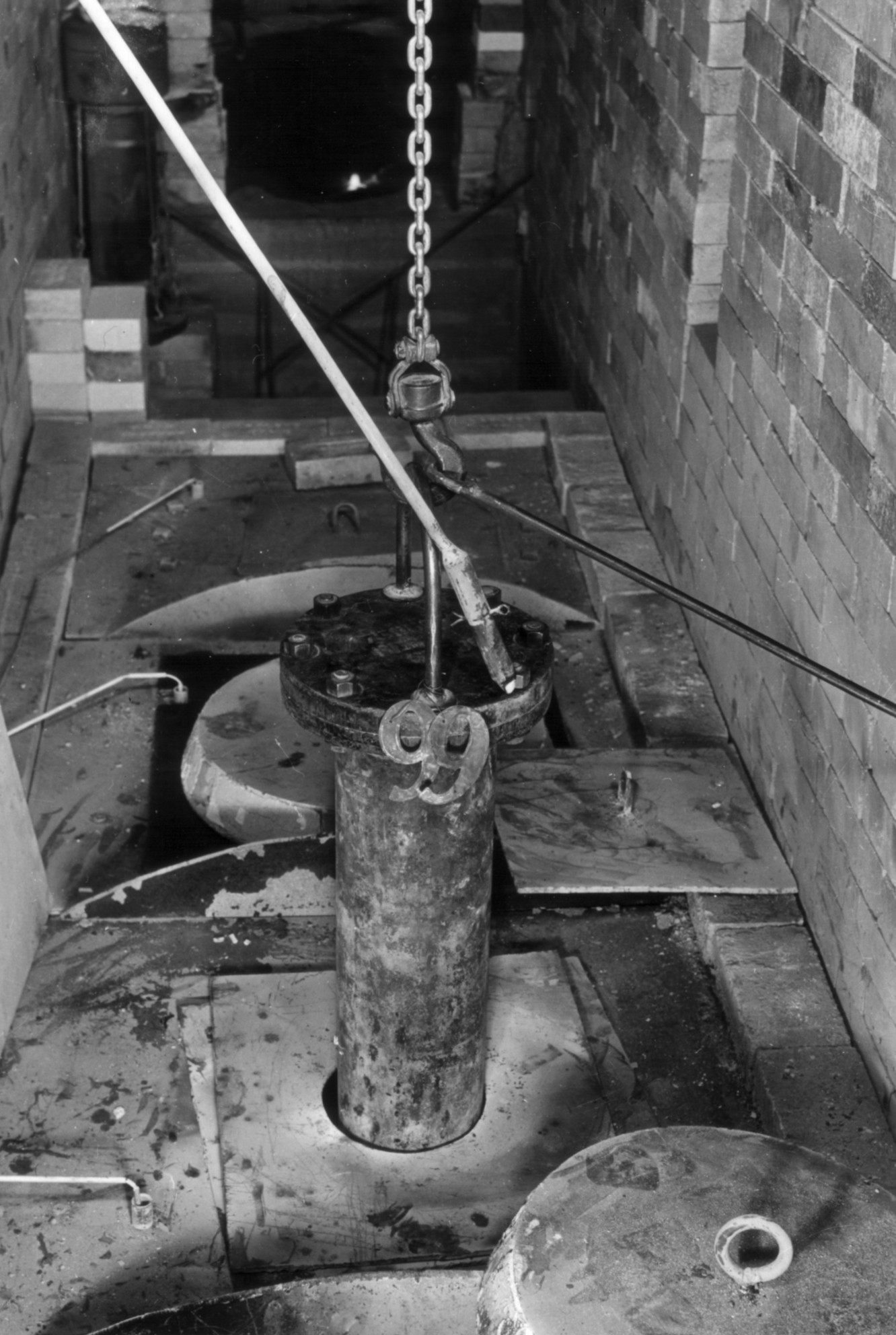
Una «bomba» (recipiente de presión) con haluro de uranio y metal sacrificable, probablemente magnesio, siendo introducidos en una caldera.
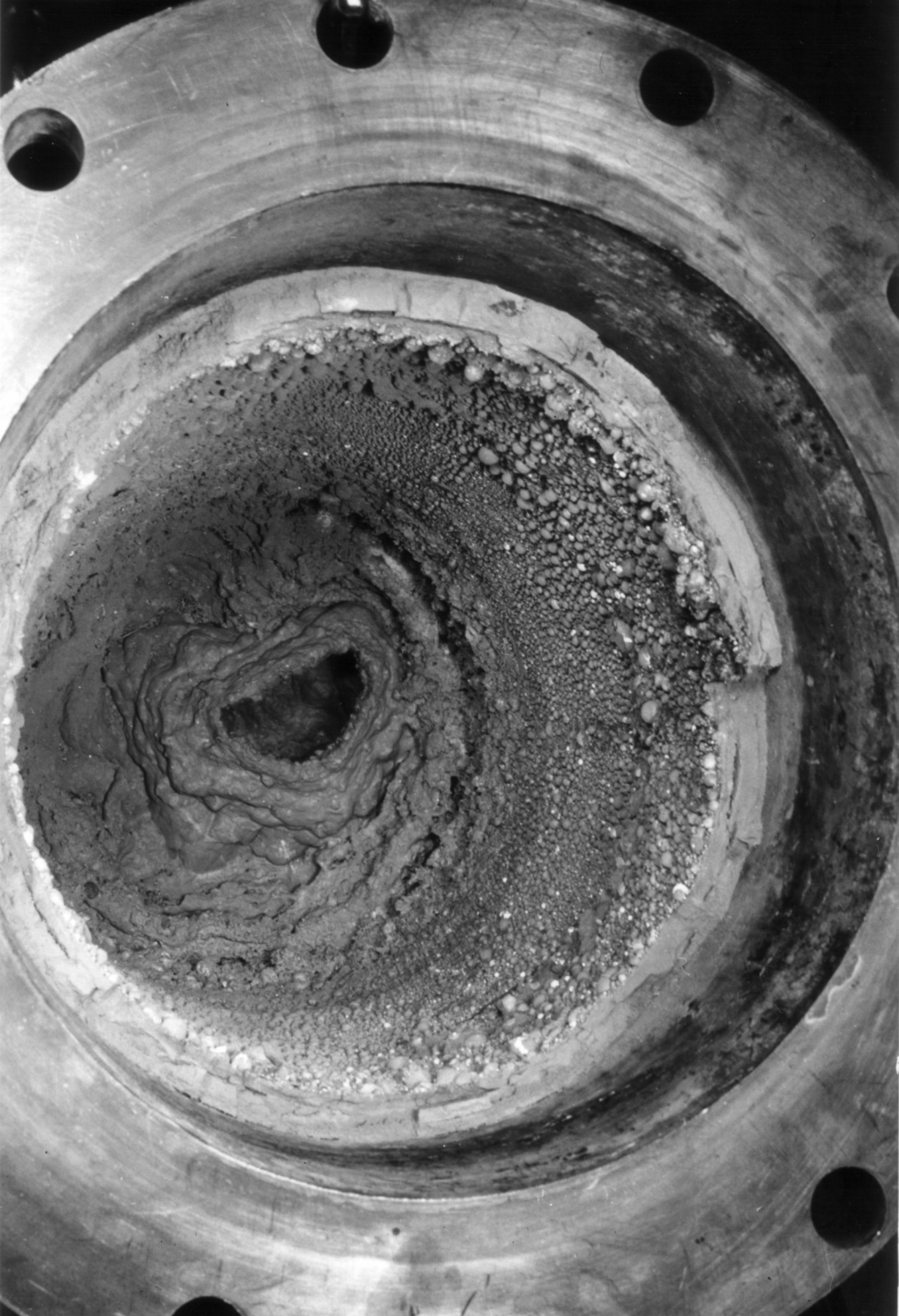
Tras la reacción el interior de la «bomba» quedaba recubierto de la escoria remanente.
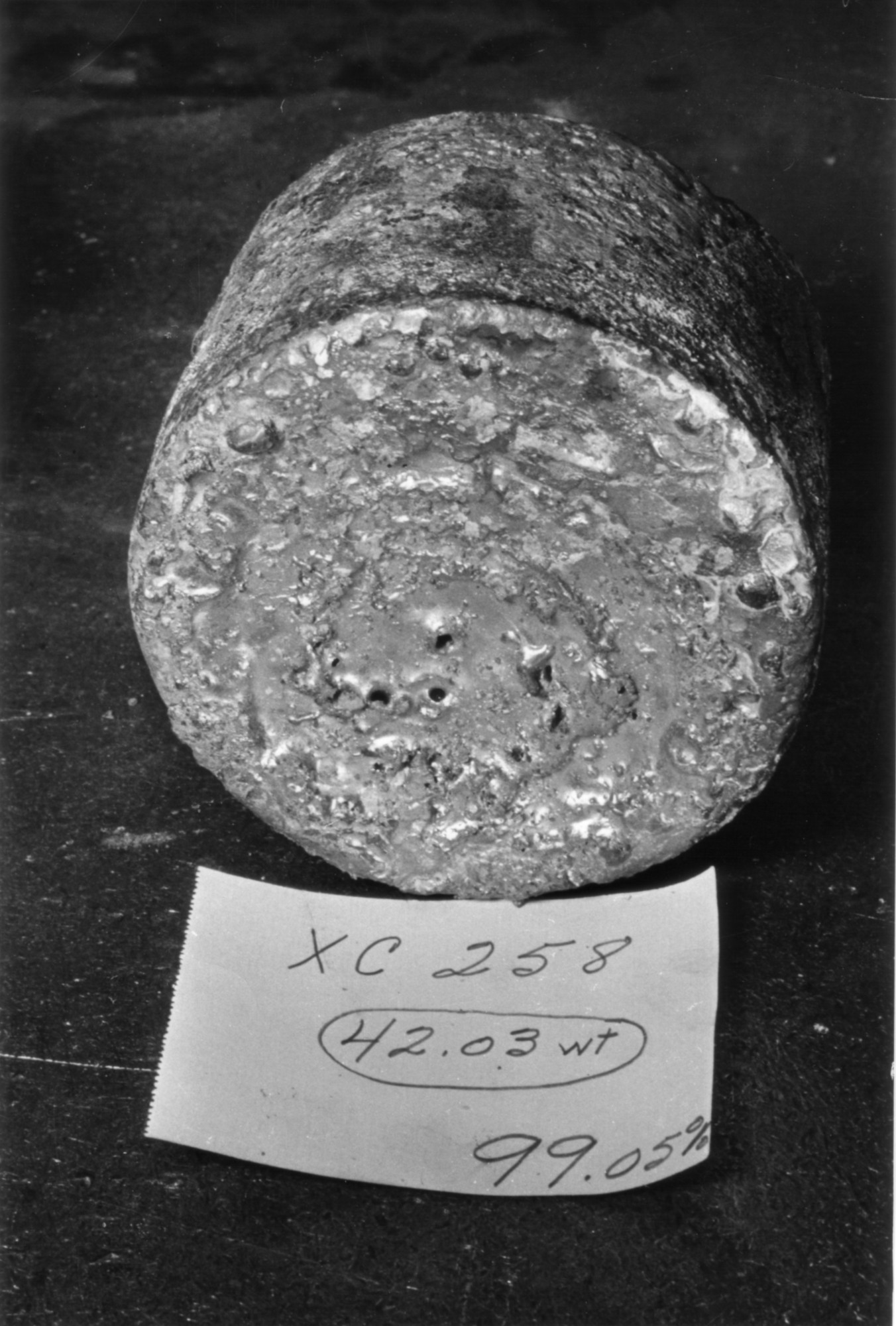
Una «galleta» de metal de uranio obtenida tras la reacción de reducción.

### Separación de isótopos
El uranio natural está compuesto de un 99,3 % de uranio-238 y un 0,7 % de uranio-235, pero solo este último es fisible. Siendo ambos químicamente idénticos, el uranio-235 tenía que separarse físicamente del otro isótopo más abundante. Durante el proyecto se consideraron varios métodos para el enriquecimiento del uranio, la mayoría de ellos llevados a cabo en las instalaciones de Oak Ridge.
La centrifugación falló, pero la separación electromagnética, la difusión gaseosa y la difusión térmica tuvieron éxito y contribuyeron al proyecto. En febrero de 1943 Groves tuvo la idea de utilizar la producción de algunas de las plantas como el producto a usar en otras.

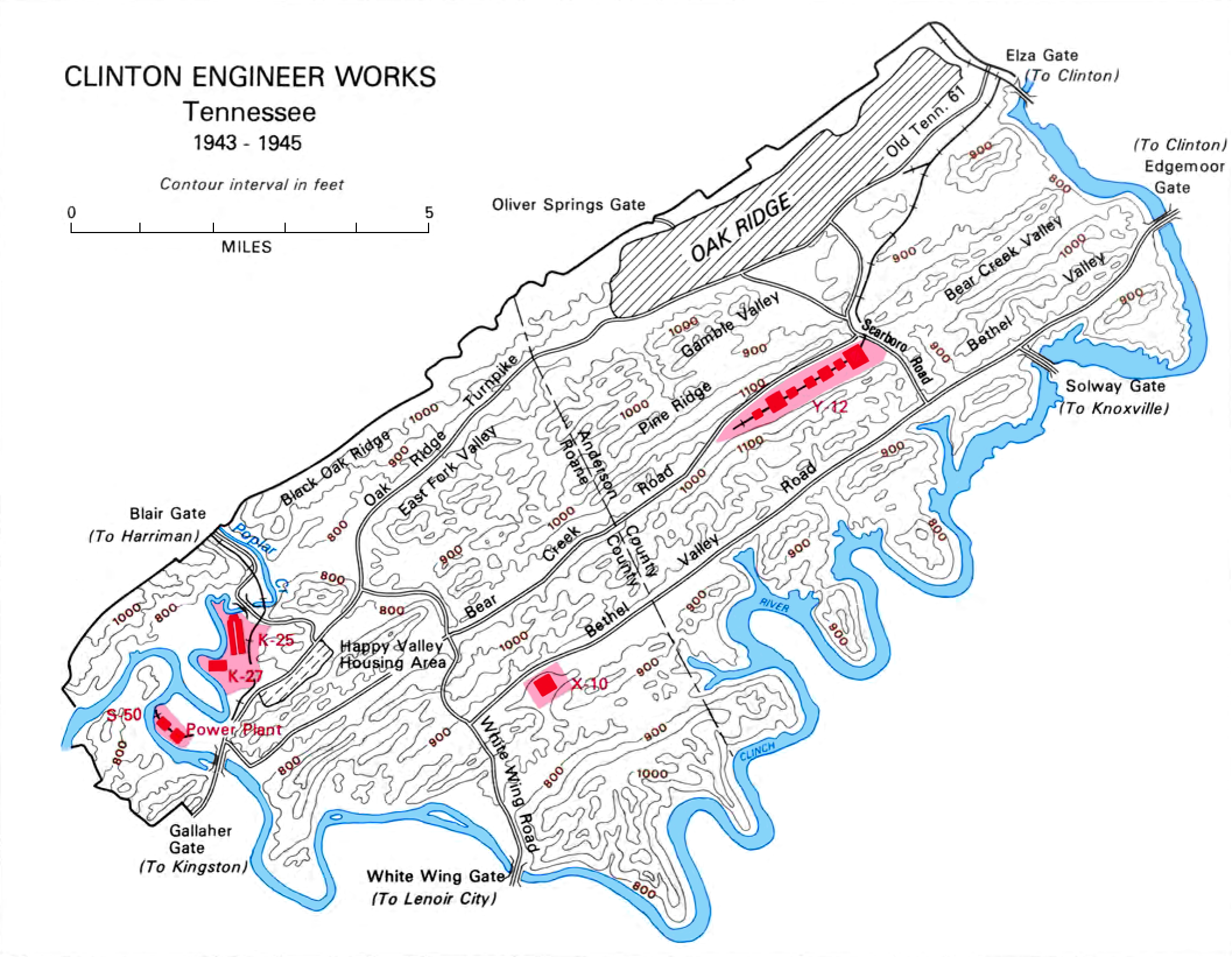
Oak Ridge albergó investigaciones sobre varias tecnologías de separación de uranio. La planta de separación electromagnética Y-12 se encuentra en la parte superior derecha. Las plantas de difusión gaseosa K-25 y K-27 se encuentran en la parte inferior izquierda, cerca de la planta de difusión térmica S-50. La X-10 era para la producción de plutonio.

#### Centrifugación
Hasta abril de 1942 el proceso de centrifugación estaba considerado el único método prometedor de separación. Jesse Beams había desarrollado este proceso en la Universidad de Virginia durante la década de 1930, pero había encontrado dificultades técnicas. El proceso requería altas velocidades de rotación, pero a su paso por determinadas velocidades se creaban vibraciones armónicas que podían romper la maquinaria. Por ello, era necesario obtener una rápida aceleración para superar estas velocidades. En 1941 Beams comenzó a trabajar con hexafluoruro de uranio, el único compuesto gaseoso del uranio, y consiguió separar el uranio-235. En Columbia, Urey le pidió a Karl Cohen que investigara el proceso y este produjo un cuerpo de teoría matemática que hacía posible el diseño de una unidad de separación centrífuga, encargándose Westinghouse de su construcción.
Escalar este proceso para una planta de producción supuso un gran desafío técnico. Urey y Cohen estimaron que producir un kilo de uranio-235 por día precisaría de hasta 50000 centrifugados con rotores de 1 metro, o 10000 centrifugados con rotores de 4 metros, asumiendo que fuera posible construir estos últimos. La posibilidad de mantener tantos rotores operando de forma continua a alta velocidad suponía un reto y cuando Beams inició su aparato experimental solo obtuvo el 60 % de la producción esperada. Beams, Urey y Cohen comenzaron entonces a trabajar en una serie de mejoras para incrementar la eficiencia del proceso. Sin embargo, los frecuentes fallos a altas velocidades de los motores, ejes y soportes retrasaron el trabajo en la planta piloto. En noviembre de 1942 el Comité de Política Militar abandonó el proceso de centrifugación tras una recomendación de Conant, Nichols y August C. Klein de Stone & Webster.

#### Separación electromagnética
La separación electromagnética de isótopos fue desarrollada por Ernest Lawrence en el Laboratorio de Radiación de la Universidad de California. Este método utilizaba un dispositivo conocido como calutrón, un híbrido entre el espectrómetro de masas estándar de laboratorio y un ciclotrón. El nombre del dispositivo deriva de las palabras «California», «universidad» y «ciclotrón». En el proceso electromagnético, un campo magnético desvía partículas cargadas según la masa. Este proceso no se consideraba científicamente elegante ni eficiente a nivel industrial. Comparada con una planta de difusión gaseosa o un reactor nuclear, una planta de separación electromagnética consumía materiales más escasos, requería más mano de obra para operar y su coste de construcción era mayor. No obstante, el proceso se autorizó ya que estaba basado en tecnología ya probada con anterioridad y por lo tanto presentaba un riesgo menor. Además, podía construirse en fases y conseguir una capacidad industrial rápidamente.

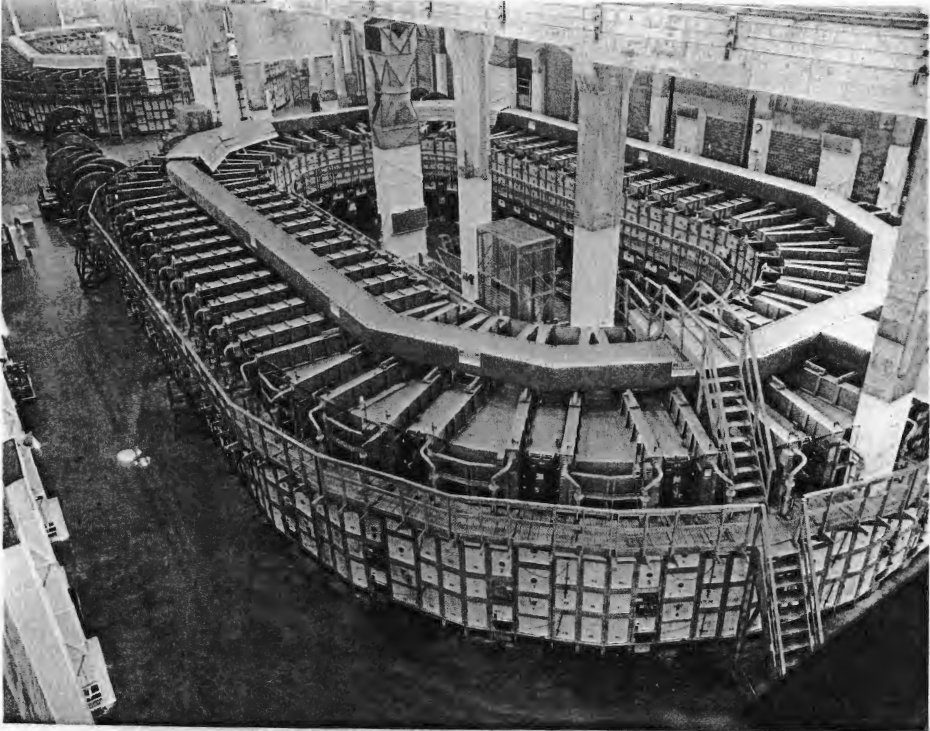
Circuito Alfa I en Y-12

Marshall y Nichols concluyeron que este proceso de separación electromagnética de isótopos precisaría de unas 4500 toneladas de cobre, del que había una importante falta de suministro. Por otra parte, podían utilizar plata como sustituto, en una proporción de 11 por 10. El 3 de agosto de 1942 Nichols se reunió con el vicesecretario del Tesoro Daniel W. Bell y solicitó la transferencia de 6000 toneladas de lingotes de plata del Depósito de Lingotes de West Point." Finalmente acabarían utilizando unas 13300 toneladas de plata. Las barras de plata de 31 kg se fundieron en lingotes cilíndricos y se llevaron a la empresa Phelps Dodge en Elizabeth (Nueva Jersey), donde se convirtieron en tiras de 15,9 mm de grosor, 76 mm de ancho y 12 m de longitud. La compañía Allis-Chalmers de Milwaukee, Wisconsin, se encargó de enrollar las tiras en forma de bobinas magnéticas. Tras la guerra se desmanteló y se limpió toda la maquinaria, extrayendo y quemando las placas del suelo bajo esta para recuperar la mayor cantidad posible de plata, de la que finalmente solo se perdería la 1/3 600 000 parte.
El comité S-1 le asignó a Stone & Webster la responsabilidad del diseño y construcción de la planta de separación electromagnética, denominada Y-12, en junio de 1942. El diseño requería cinco unidades de procesamiento de primera fase, denominadas circuitos Alfa, y dos unidades de procesamiento final, denominadas circuitos Beta. La construcción comenzó en febrero de 1943, y en septiembre de 1943 Groves autorizó la construcción de cuatro circuitos más, denominados Alfa II.
Cuando se puso en marcha la planta para una prueba programada en octubre de ese año, los tanques de vacío de 14 toneladas se desplazaron de su alineamiento a causa de la potencia de los imanes y tuvieron que asegurarlos más firmemente. Posteriormente surgió un mayor problema cuando las bobinas magnéticas comenzaron a sufrir cortocircuitos. En diciembre de dicho año Groves ordenó desmantelar uno de los imanes para su inspección, encontrando gran cantidad de óxido dentro de él. Tras este descubrimiento Groves ordenó desmantelar los circuitos y enviar los imanes de vuelta a la fábrica para su limpieza. En la propia planta se estableció una instalación de decapado con ácido para limpiar las tuberías y otros equipos. El segundo circuito Alfa I no estuvo operativo hasta finales de enero de 1944, el primer Beta y el primer y tercer Alfa I estuvieron disponibles en marzo de ese mismo año, y el cuarto Alfa I pasó a estar operativo en abril. Los cuatro circuitos Alfa II se completaron entre julio y octubre de 1944.

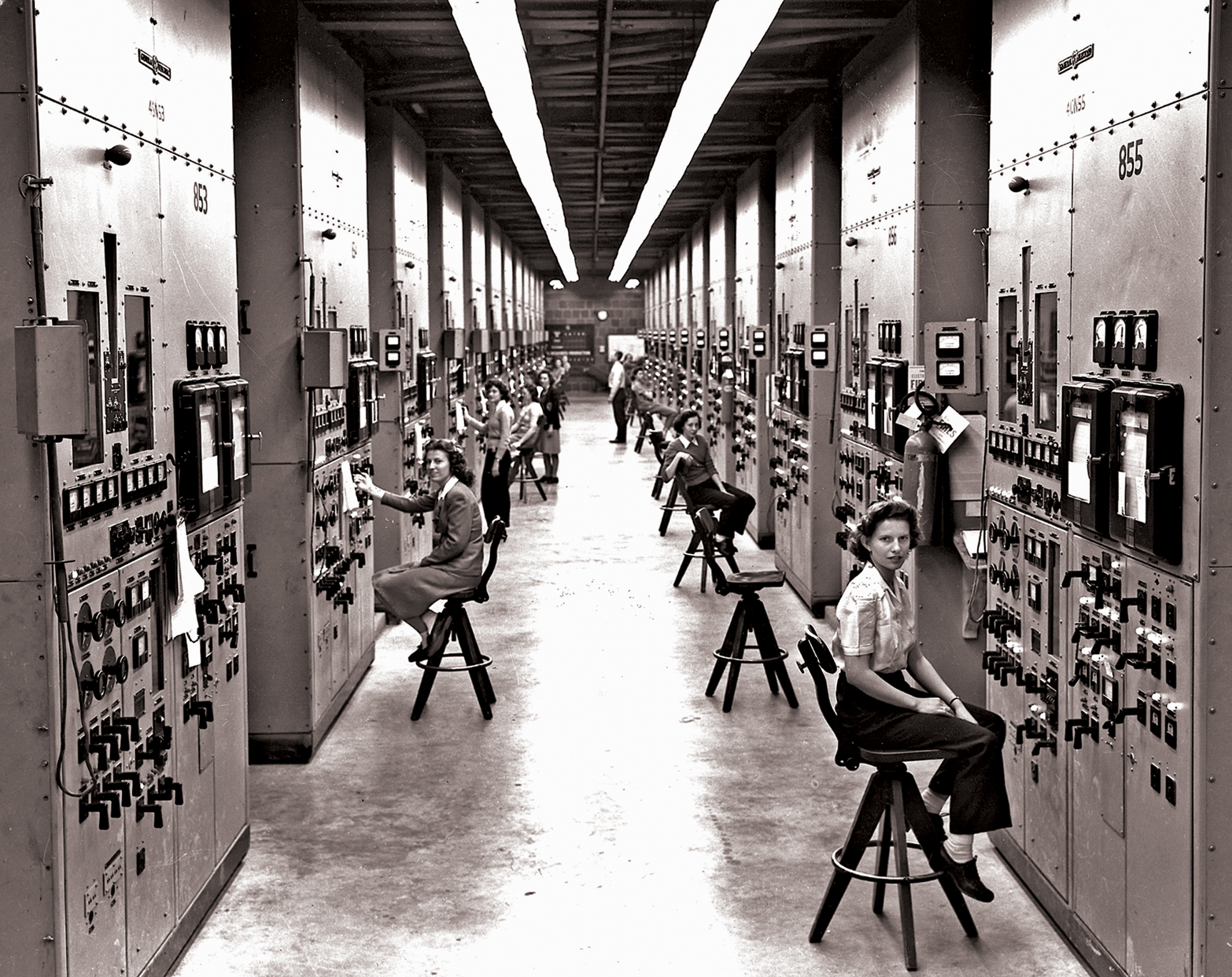
Las Chicas del Calutrón eran mujeres jóvenes que monitoreaban los paneles de control del calutrón en Y-12. Gladys Owens, sentada en primer plano, no sabía en lo que había estado involucrada hasta que vio esta foto en una visita pública de las instalaciones 50 años después. Fotografía de Ed Westcott.

Contrataron a la empresa Tennessee Eastman para administrar la planta Y-12 bajo un contrato habitual de coste más tarifa fija, con una tarifa de 22500 dólares por mes más 7500 dólares por circuito para los primeros siete circuitos y 4000 dólares por cada circuito adicional. El calutrón fue operado en un primer momento por científicos de Berkeley para eliminar fallos y conseguir un índice operacional razonable. Fueron finalmente sustituidos por operadoras formadas por Tennessee Eastman que solo habían recibido una educación secundaria. Nichols comparó los datos de producción de unidades, indicándole a Lawrence que las operadoras «hillbilly» estaban haciéndolo mejor que sus PhDs. Los dos acordaron realizar una «carrera de producción» que Lawrence perdió, lo que supuso un aumento en la moral para los trabajadores y supervisores de la Tennessee Eastman. Según el propio Nichols, las jóvenes operadoras «fueron formadas como soldados para no razonar un porqué», mientras que «los científicos no podían evitar meterse en largas investigaciones sobre la causa de las fluctuaciones en los instrumentos de medición, incluso la menor de ellas».
Inicialmente la planta Y-12 enriqueció el uranio-235 hasta el 13-15 %, enviando los primeros pocos cientos de gramos de este producto a Los Álamos en marzo de 1944. Solo 1 parte en 5825 de producto consumido de uranio emergía como producto final. Gran parte del resto quedaba salpicado sobre el equipo durante el proceso. Varios arduos trabajos de recuperación ayudaron a elevar la producción hasta un 10 % del uranio-235 consumido en enero de 1945. En febrero de ese mismo año, los circuitos Alfa comenzaron a utilizar un producto de entrada ligeramente más enriquecido (un 1,4 %) procedente de la nueva planta de difusión térmica S-50. Al mes siguiente recibió un producto mejorado (un 5 %) procedente de la planta de difusión gaseosa K-25 y en agosto esta planta K-25 estaba produciendo uranio suficientemente enriquecido como para utilizarlo directamente en los circuitos Beta.

#### Difusión gaseosa
El método de separación de isótopos más prometedor, pero también el más complicado, era la difusión gaseosa. La ley de Graham afirma que la tasa de efusión de un gas es inversamente proporcional a la raíz cuadrada de su masa molecular, por lo que en un contenedor que contenga una membrana semipermeable y una mezcla de dos gases, las moléculas más ligeras saldrán del contenedor más rápidamente que las moléculas más pesadas. El gas que salga del contenedor queda enriquecido en las moléculas más ligeras, mientras que el gas residual queda mermado. La idea propuesta era que estos contenedores pudieran disponerse en forma de cascada de bombas y membranas, con cada etapa sucesiva conteniendo una mezcla ligeramente más enriquecida. La investigación de este proceso se llevó a cabo en la Universidad de Columbia por parte de un grupo que incluía a Harold Urey, Karl P. Cohen y John R. Dunning.

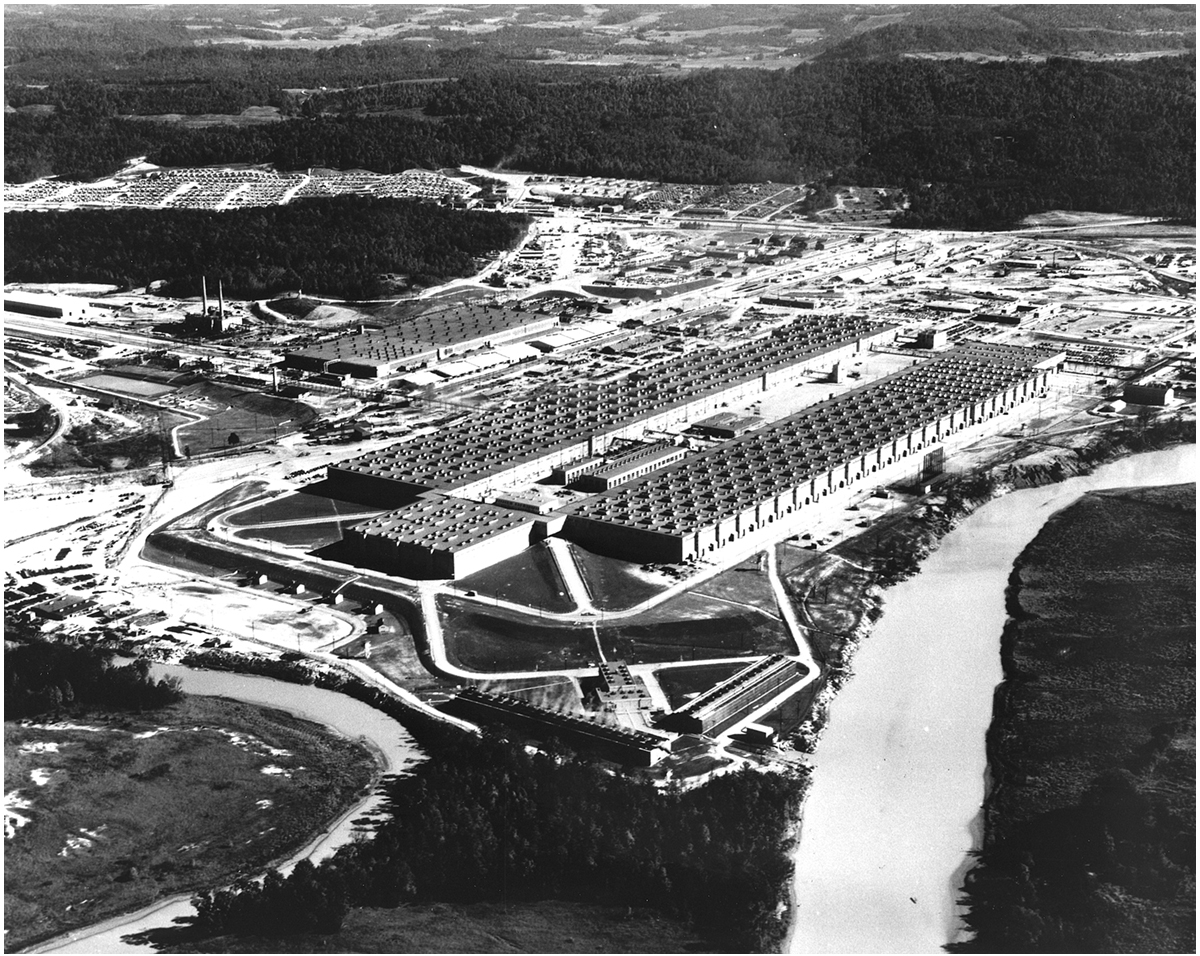
Planta K-25 en Oak Ridge

En noviembre de 1942 el Comité de Política Militar aprobó la construcción de una planta de difusión gaseosa de 600 etapas. El 14 de diciembre M. W. Kellogg aceptó una oferta para construir la planta, que recibió el nombre en clave de K-25. Negociaron un contrato a coste más tasa fija, consiguiendo finalmente un total de 2,5 millones de dólares. Se creó una entidad corporativa separada llamada Kellex para este proyecto, liderada por Percival C. Keith, uno de los vicepresidentes de M. W. Kellogg. El proceso tuvo que enfrentarse a grandes dificultades técnicas. Tenían que utilizar el altamente corrosivo hexafluoruro de uranio como gas, ya que no se encontró un sustituto, y los motores y bombas tendrían que estar selladas al vacío y rodeadas de gas inerte. El mayor problema era el diseño de la barrera, que debía ser fuerte, porosa y resistente a la corrosión. La mejor elección para este propósito parecía ser el níquel. Edward Adler y Edward Norris crearon una barrera de malla a partir de níquel electrochapado. Se construyó una planta piloto de seis etapas en Columbia para probar este proceso, pero el prototipo Norris-Adler resultó ser demasiado frágil. Kellex, Bell Telephone Laboratories y Bakelite Corporation desarrollaron una barrera a base de níquel pulverizado, y en enero de 1944 Groves ordenó la producción de esta barrera.
El diseño de Kellex para la planta K-25 consistía en una larga estructura en forma de U de 800 metros de longitud, que contenía 54 edificios contiguos. Estos edificios se dividían en nueve secciones y dentro de estas había células de seis etapas. Las células podían operarse de forma independiente o de forma consecutiva dentro de una sección. De forma semejante, las secciones podían operarse por separado o como parte de una única cascada. Un grupo de sondeo comenzó la construcción marcando la ubicación de 2 km² en mayo de 1943. El trabajo en el edificio principal comenzó en octubre de ese mismo año y la planta piloto de seis etapas estuvo lista para operar el 17 de abril de 1944. En 1945 Groves canceló las etapas superiores de la planta, indicándole a Kellex que diseñaran en su lugar una unidad de alimentación complementaria de 540 etapas, que pasó a conocerse cómo K-27. Kellex transfirió la última unidad al contratista de la operación, Union Carbide and Carbon, el 11 de septiembre de 1945. El coste total, incluyendo la finalización de la planta K-27 tras la guerra, fue de 480 millones de dólares.
La planta de producción comenzó su operación en febrero de 1945 y según comenzaban a estar operativas las cascadas, la calidad del producto fue mejorando. En abril de 1945 la planta K-25 había conseguido un 1,1 % de enriquecimiento y comenzó a utilizar la salida de la planta S-50 de difusión térmica como producto de entrada. Parte de la producción del mes siguiente consiguió casi el 7 % de enriquecimiento. En agosto de ese año comenzó a operar la última de las 2892 etapas. Las plantas K-25 y K-27 consiguieron su potencial máximo en los primeros años de posguerra, eclipsando a otras plantas de producción y convirtiéndose en prototipos de una nueva generación de plantas de enriquecimiento de uranio.

#### Difusión térmica
El proceso de difusión térmica se basó en la teoría de Sydney Chapman y David Enskog, que explica que cuando un gas mezclado pasa a través de un gradiente de temperatura, el más pesado tiende a concentrarse en el extremo frío y el más ligero en el extremo caliente. Ya que los gases calientes tienden a elevarse y los fríos a descender, esto puede usarse como un medio de separación de isótopos. Este proceso fue demostrado por primera vez por Klaus Clusius y Gerhard Dickel en Alemania en 1938. El método fue desarrollado por científicos de la Armada de los Estados Unidos, mas no fue una de las tecnologías de enriquecimiento de uranio seleccionadas inicialmente para su uso en el Proyecto Manhattan, puesto que existían dudas sobre su viabilidad técnica, aunque la rivalidad interna entre los servicios de la armada y del ejército también jugó un papel en esta decisión inicial.

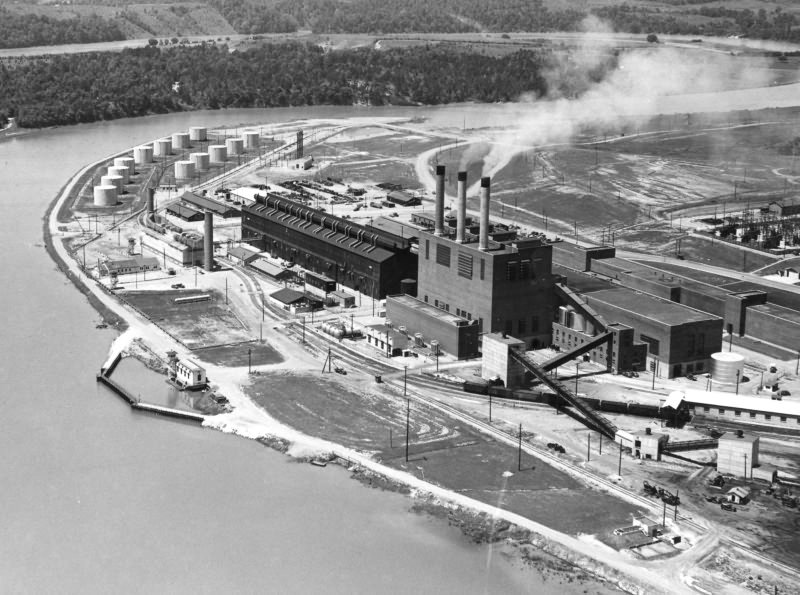
La planta S-50 es el edificio oscuro en la parte superior izquierda detrás de la central eléctrica de Oak Ridge (con chimeneas).

El Laboratorio de Investigación Naval continuó con esta investigación bajo la dirección de Philip Abelson, pero el contacto con el Proyecto Manhattan fue mínimo hasta abril de 1944 cuando el capitán William S. Parsons, el oficial naval al cargo del desarrollo de artillería en Los Álamos, informó a Oppenheimer del prometedor progreso en los experimentos de la armada sobre la difusión térmica. Oppenheimer escribió a Groves sugiriendo que la producción de una planta de difusión térmica podría usarse como producto de entrada para la planta Y-12. Groves creó un comité consistente en Warren K. Lewis, Eger Murphree y Richard Tolman para investigar esta idea, llegando a la estimación de que una planta de difusión térmica con un coste de 3,5 millones de dólares podría enriquecer 50 kg de uranio por semana hasta obtener un uranio-235 de 0,9 %. Groves aprobó su construcción el 24 de junio de 1944.
Groves contrató a la empresa H. K. Ferguson Company de Cleveland para construir la planta de difusión térmica, denominada S-50. Los consejeros de Groves, Karl Cohen y W. I. Thompson de Standard Oil, estimaron que la construcción tardaría seis meses en estar finalizada, pero Groves solo dio cuatro de plazo. Según los planes debían instalar 2142 columnas de difusión de 15 metros de altura dispuestas en 21 plataformas y dentro de cada columna habría tres tubos concéntricos. El vapor obtenido de la próxima central eléctrica K-25, a una presión de 6 900 kPa y una temperatura de 285 °C, fluía hacia abajo a través del tubo de níquel más interior de 32 mm, mientras que el agua a 68 °C fluía hacia arriba a través del tubo de hierro más exterior. La separación de los isótopos tenía lugar en el gas de hexafluoruro de uranio, entre los tubos de níquel y cobre.
El trabajo de construcción se inició el 9 de julio de 1944 y la planta S-50 comenzó a operar parcialmente en septiembre de ese mismo año. Ferguson operaba la planta por medio de su filial Fercleve. En octubre la planta había producido 4,8 kg de uranio-235 al 0,852 %. Varias fugas limitaron la producción y forzaron paradas totales durante los meses siguientes, pero en junio de 1945 consiguió una producción de 5770 kg. En marzo de 1945 estaban operando la totalidad de las 21 plataformas de producción. En un primer momento la salida de la planta S-50 se utilizó para alimentar a la planta Y-12, pero desde marzo de 1945 los tres procesos de enriquecimiento pasaron a realizarse en series. La S-50 pasó a ser la primera etapa, enriqueciendo el uranio del 0,71 % hasta el 0,89 %. Este material se usaba en el proceso de difusión gaseosa en la planta K-25, produciendo un producto enriquecido hasta un 23 % que a su vez alimentaba a la planta Y-12, llegando allí hasta al 89 %, lo suficiente para las armas nucleares.

### Producción total de uranio-235
A fecha de julio de 1945 se habían entregado alrededor de unos 50 kg de uranio enriquecido hasta un 89 % de uranio-235 en Los Álamos. Estos 50 kg al completo, junto con uranio adicional enriquecido al 50 %, dio un promedio resultante de uranio enriquecido al 85 %, que fueron utilizados en la bomba Little Boy.

## Plutonio
La segunda línea de desarrollo que persiguió el Proyecto Manhattan usaba el plutonio como elemento fisible. A pesar de que existen pequeñas cantidades de plutonio en estado natural, la mejor forma de obtener grandes cantidades de este elemento es en un reactor nuclear, bombardeando el uranio con neutrones. El uranio-238 se transmuta en uranio-239, que decae rápidamente primero en neptunio-239 y después en plutonio-239. Solo se transforma una pequeña cantidad del uranio-238, por lo que el plutonio tiene que separarse químicamente del uranio restante, de las impurezas iniciales y de los productos de la fisión nuclear.

### Reactor de grafito X-10

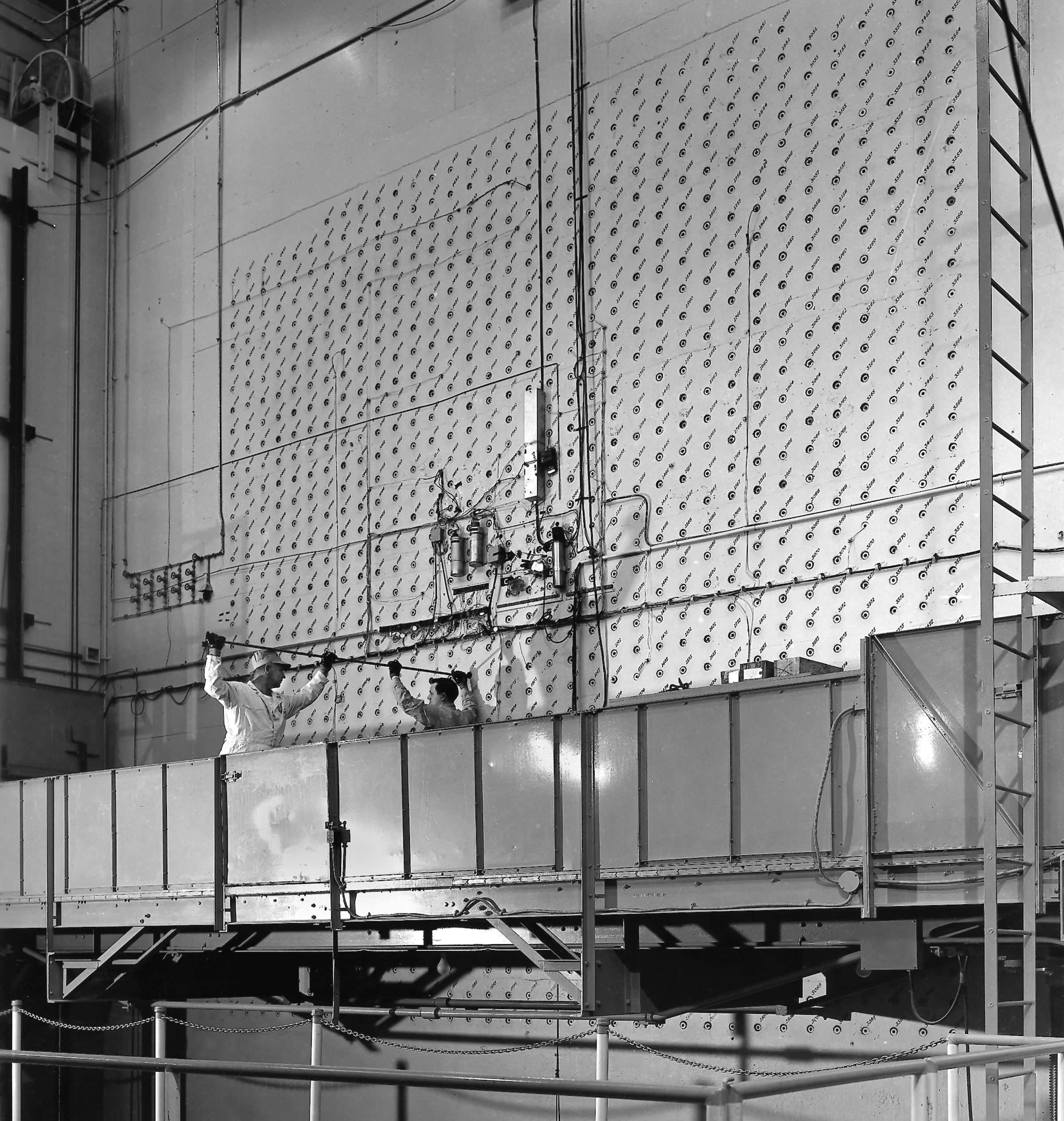
Los trabajadores cargan proyectiles de uranio en el Reactor de grafito X-10.

En marzo de 1943 DuPont comenzó la construcción de una planta de plutonio en un terreno de 0,5 km² en Oak Ridge. Con la intención inicial de que sirviera como planta piloto para las instalaciones de producción más grandes de Hanford, incluía el reactor de grafito X-10 refrigerado por aire, una planta de separación química e instalaciones de apoyo. Debido a la decisión posterior de construir reactores refrigerados por agua en Hanford, solo la planta de separación química operó como verdadero piloto. El reactor X-10 estaba compuesto por un gran bloque de grafito de 7,3 m de ancho por cada lado, con un peso de unas 1500 toneladas y rodeado por cemento de alta densidad de 2,1 m de grosor como escudo de radiación.
La principal dificultad que encontraron estuvo relacionada con las carcasas de uranio producidas por Mallinckrodt y Metal Hydrides. Estas tenían que recubrirse de aluminio para evitar la corrosión y el escape de productos de la fisión en el sistema de refrigeración. La empresa Grasselli Chemical Company intentó desarrollar un proceso de estañadura por baño caliente sin éxito, mientras que Alcoa intentó un proceso de enlatado. Se desarrolló entonces un nuevo proceso para la soldadura sin fundente, y el 97 % de las carcasas pasaron una prueba estándar de vacío, pero las pruebas de alta temperatura indicaron una tasa de fallo mayor del 50 %. A pesar de esto, la producción comenzó en junio de 1943. El Laboratorio Metalúrgico finalmente desarrolló una técnica de soldadura mejorada con la asistencia de General Electric, técnica que se incorporó al proceso de producción en octubre de 1943.
Supervisado por Fermi y Compton, el reactor de grafito X-10 consiguió el punto crítico el 4 de noviembre de 1943 con unas 30 toneladas de uranio. Una semana después la carga se aumentó hasta 37 toneladas, aumentando su potencia hasta los 500 kW, y para el fin del mes se crearon los primeros 500 miligramos de plutonio. Las modificaciones realizadas con el tiempo aumentaron la potencia hasta los 4000 kW en julio de 1944. El reactor X-10 operó como planta de producción hasta enero de 1945, pasando entonces a estar destinado a actividades de investigación.

### Reactores en Hanford
A pesar de que para el reactor de Oak Ridge se había escogido un diseño refrigerado por aire para agilizar su construcción, esto sería inviable para los reactores de producción más grandes. Los diseños iniciales del Laboratorio Metalúrgico y de DuPont utilizaban helio para la refrigeración, antes de que determinaran que un reactor refrigerado por agua sería más sencillo, barato y rápido de construir. El nuevo diseño no estuvo disponible hasta el 4 de octubre de 1943. Mientras tanto Matthias se concentró en las mejoras del lugar de Hanford construyendo alojamientos, mejorando las carreteras, construyendo una línea de intercambio de ferrocarril y mejorando las líneas de electricidad, agua y teléfono.

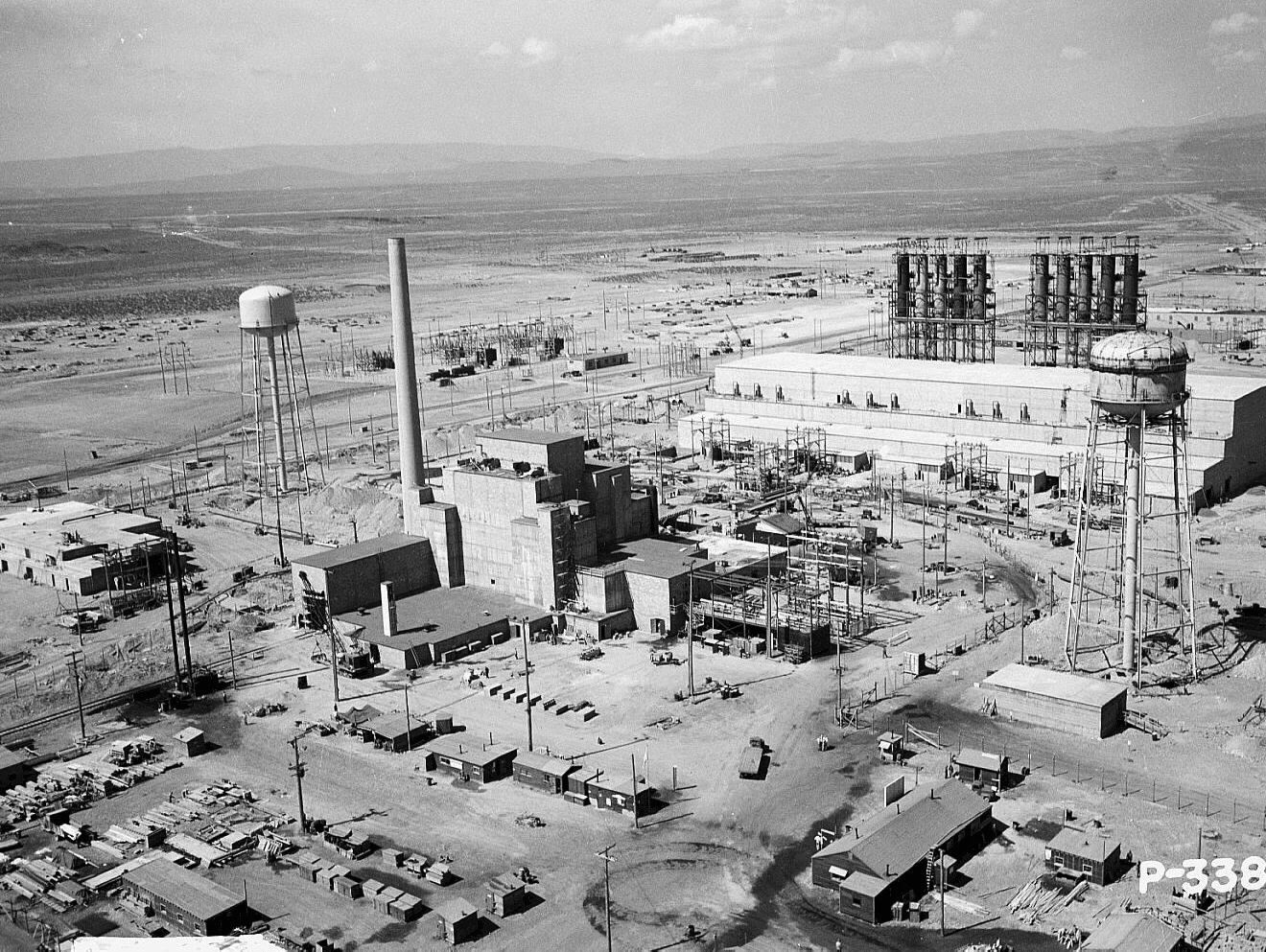
Vista aérea del Reactor B de Hanford, junio de 1944.

Al igual que en Oak Ridge, la principal dificultad encontrada estuvo relacionada con el enlatado de los proyectiles de uranio, proceso que comenzó en Hanford en marzo de 1944. Estos se decaparon para eliminar la suciedad y las impurezas, les dieron baños fundidos de bronce, estaño y una aleación de aluminio-sílice, se enlataron utilizando presas hidráulicas y posteriormente se sellaron con soldadura por arco bajo una atmósfera de argón. Finalmente realizaron una serie de pruebas para detectar orificios o soldaduras imperfectas. La mayoría de los proyectiles no superó estas pruebas, por lo que en los inicios obtuvieron al día pocas unidades que sirvieran para el proceso. Realizaron avances de forma progresiva hasta que en junio de 1944 la producción se incrementó hasta el punto de que tendrían suficientes proyectiles como para activar el Reactor B según lo programado en agosto de 1944.
El trabajo en el reactor B, el primero de los seis reactores planeados de 250 MW, comenzó el 10 de octubre de 1943. Los complejos de los reactores recibieron designaciones con letras desde la A hasta a F, siendo los B, D y F los primeros en construirse, ya que esto maximizaba la distancia entre reactores. Estos tres fueron los únicos que se construyeron durante el Proyecto Manhattan. El edificio de 37 metros de altura precisó para su construcción de unas 400 toneladas de acero, 13300 m³ de hormigón, 50000 bloques de hormigón y 71000 ladrillos de hormigón.
La construcción del propio reactor comenzó en febrero de 1944. Supervisado por Compton, Matthias, Crawford Greenewalt de DuPont, Leona Woods y Fermi, que fue quien insertó la primera bala, el reactor se inició el 13 de septiembre de 1944. Durante los siguientes días se cargaron 838 tubos y el reactor consiguió el punto crítico. Poco después de la medianoche del 27 de septiembre los operadores comenzaron a retirar las barras de control para iniciar la producción. En un primer momento todo parecía ir bien, pero alrededor de las 03:00 el nivel de potencia comenzó a bajar y para las 06:00 el reactor se había detenido por completo. Investigaron el agua de la refrigeración para intentar determinar si había una fuga o contaminación. Al día siguiente reiniciaron el reactor, que volvió a detenerse por completo de la misma forma.
Fermi contactó con Chien-Shiung Wu, quien identificó la causa del problema como envenenamiento por neutrones del xenón-135, que tiene un periodo de semidesintegración de 9,2 horas. Fermi, Woods, Donald J. Hughes y John Archibald Wheeler calcularon entonces la sección transversal nuclear del xenón-135, que resultó ser 30000 veces la del uranio. Sin embargo, el ingeniero de DuPont George Graves se había desviado del diseño original del Laboratorio Metalúrgico, en el que el reactor tendría 1500 tubos dispuestos en un círculo, añadiendo otros 504 tubos adicionales para llenar las esquinas. Los científicos habían considerado esto como una ingeniería sobrante y un gasto de tiempo y dinero, pero Fermi se enteró de que si cargaban la totalidad de los 2004 tubos el reactor podría conseguir el nivel de potencia requerido y producir plutonio de forma eficiente. El reactor D se inició el 17 de diciembre de 1944, y el reactor F el 25 de febrero de 1945.

### Proceso de separación

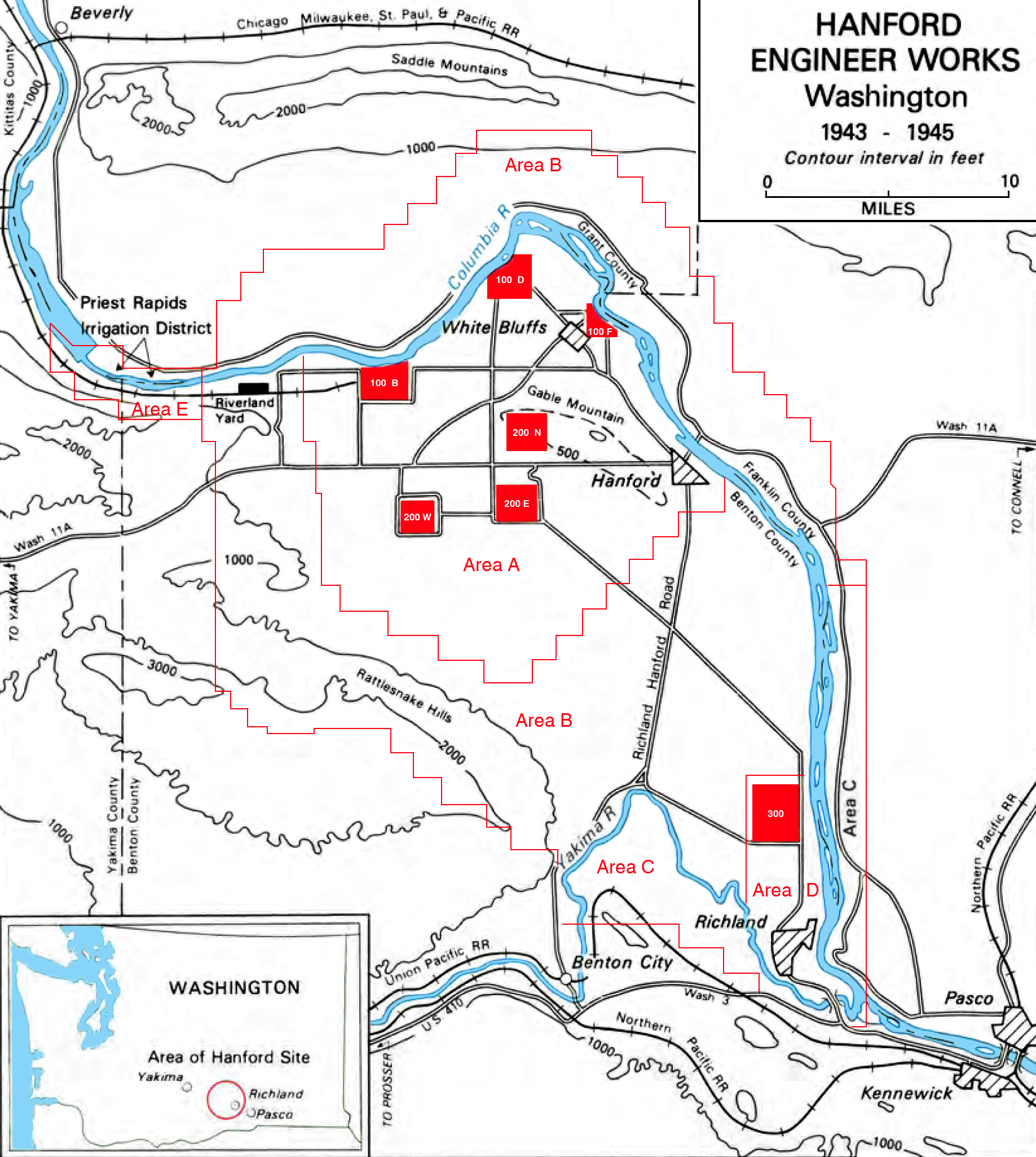
Mapa de Hanford Site. Los ferrocarriles flanquean las plantas hacia el norte y el sur. Los reactores son los tres cuadros rojos más septentrionales, a lo largo del río Columbia. Las plantas de separación son los dos cuadrados rojos inferiores de la agrupación al sur de los reactores. El cuadrado rojo inferior es el área 300.

Los químicos consideraron el problema de cómo separar el plutonio del uranio sin conocer sus propiedades químicas. Trabajando con las mínimas cantidades de plutonio disponible en el Laboratorio Metalúrgico en 1942, un equipo liderado por Charles M. Cooper desarrolló un proceso de fluoruro de lantano para separar el uranio y el plutonio, escogido para la planta piloto de separación. Glenn Seaborg y Stanly G. Thomson desarrollaron posteriormente un segundo proceso de separación, el proceso de fosfato de bismuto. El funcionamiento de este proceso consistía en conmutar el plutonio entre sus estados de oxidación +4 y +6 en soluciones de fosfato de bismuto. En el primer estado se precipitaba el plutonio y en el último se mantenía en la solución precipitando otros productos.
Greenewalt favoreció el proceso de fosfato de bismuto debido a la naturaleza corrosiva del fluoruro de lantano y este proceso fue el escogido para las plantas de separación de Hanford. En cuanto el reactor X-10 comenzó a producir plutonio, la planta piloto de separación inició sus pruebas. La primera tanda se procesó con una eficiencia de un 40 %, que aumentó en los meses siguientes hasta el 90 %.
En Hanford se le dio la prioridad máxima a la instalación en el área 300. Esta contenía edificios para materiales de pruebas, preparación del uranio y ensamblaje y calibración de instrumentos. Uno de los edificios contenía un equipo de enlatado para las balas de uranio, mientras que otro contenía un pequeño reactor de prueba. A pesar de la alta prioridad asignada, el trabajo en el área 300 se retrasó según el plan inicial por la naturaleza única y la complejidad de las instalaciones, así como por la falta de trabajadores y materiales en tiempo de guerra.
Los planes iniciales disponían la construcción de dos plantas de separación en cada una de las áreas conocidas cómo 200-Oeste y 200-Este. Posteriormente se redujo el plan a solo dos, las plantas T y U, en el área 200-Oeste, y una, la planta B, en el área 200-Este. Cada planta de separación estaba compuesta por cuatro edificios: un edificio de células de procesamiento o «cañón» (conocido como 221), un edificio de concentración (224), un edificio de purificación (231) y un almacén de cargadores (213). Los cañones tenían una longitud de 240 m y una anchura de 20 m cada uno y estaban compuestos de 40 células de 5,4 x 4 x 6,1 m.
El trabajo en los edificios 221-T y 221-U comenzó en enero de 1944, completando el primero en septiembre y el otro en diciembre diera año. El edificio 221-B fue el siguiente en completarse, en marzo de 1945. A causa de los altos niveles de radiactividad, todo el trabajo en las plantas de separación tenía que realizarse por control remoto utilizando un circuito cerrado de televisión. El mantenimiento se realizaba con la ayuda de una grúa elevada y herramientas diseñadas específicamente para este propósito. Los edificios 224 eran más pequeños ya que tenían que procesar menos material y este era menos radiactivo. Los edificios 224-T y 224-U se finalizaron el 8 de octubre de 1944, y el 224-B el 10 de febrero de 1945. Los métodos de purificación que se utilizarían finalmente en el 231-W aún eran desconocidos cuando la construcción del mismo comenzó el 8 de abril de 1944, mas la planta se completó a finales de ese mismo año con los métodos ya seleccionados. El 5 de febrero de 1945 Matthias entregó al contado el primer cargamento de 80 gramos de nitrato de plutonio puro al 95% a un mensajero de Los Álamos en Los Ángeles.

### Diseño de armas

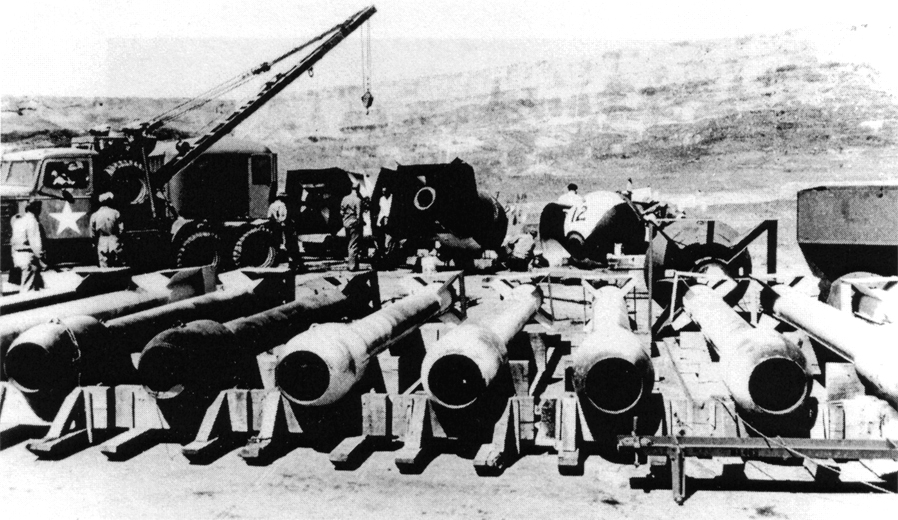
Una fila de carcasas para la Thin Man. Las de la Fat Man son visibles al fondo.

En 1943 los esfuerzos de diseño estaban dirigidos a desarrollar un arma de fisión de tipo balístico con plutonio denominada Thin Man. La investigación inicial sobre las propiedades del plutonio se realizó usando plutonio-239 generado en un ciclotrón, extremadamente puro, pero que solo podía crearse en cantidades muy pequeñas. Los Álamos recibió la primera muestra de plutonio procedente del reactor X-10 de Clinton en abril de 1944 y a los tres días de esto Emilio Segrè descubrió un problema: el plutonio generado en reactor tenía una mayor concentración de plutonio-240, lo que daba como resultado una tasa de fisión espontánea cinco veces mayor que el plutonio generado en ciclotrón. Seaborg ya había predicho correctamente en marzo de 1943 que parte del plutonio-239 absorbería un neutrón convirtiéndose en plutonio-240.
Esto provocaba que el plutonio generado en reactor fuera inútil para utilizarse en un arma de tipo balístico. El plutonio-240 comenzaría la reacción en cadena demasiado temprano, provocando una predetonación que liberaría suficiente energía como para dispersar la masa crítica con tan sólo una mínima cantidad de plutonio reaccionado (un fuego largo). Los científicos sugirieron un arma más rápido, pero resultó ser inviable. También se consideró y rechazó la posibilidad de separación de los isótopos, ya que el plutonio-240 es aún más complicado de separar del plutonio-239 que el uranio-235 del uranio-238.
El trabajo en un método alternativo de diseño de bombas, conocido como implosión, ya había comenzado con anterioridad bajo la dirección del físico Seth Neddermeyer. La implosión utilizaba explosivos para machacar una esfera subcrítica de material fisible hasta conseguir una forma más pequeña y densa. Cuando los átomos fisibles se comprimen juntos entre ellos, la tasa de captura de neutrones aumenta y la masa pasa a ser crítica. El metal precisa viajar solo una distancia muy corta, por lo que la masa crítica se ensambla en mucho menos tiempo del que llevaría con un método balístico. Las primeras investigaciones sobre la implosión de Neddermeyer en 1943 y comienzos de 1944 fueron prometedoras, pero también dejaron claro que el problema sería mucho más difícil desde la perspectiva teórica y de ingeniería que para el propio diseño del arma. En septiembre de 1943 John von Neumann, que ya tenía experiencia con las cargas huecas utilizadas en los proyectiles perforantes, argumentó que la implosión no solo reduciría el peligro de predetonación y fuego largo, sino que también haría un uso más eficiente del material fisible y propuso utilizar una configuración esférica en lugar de la cilíndrica en la que estaba trabajando Neddermeyer.

Esquema de una bomba nuclear de implosión.

En julio de 1944 Oppenheimer llegó a la conclusión de que el plutonio no podía utilizarse en un diseño balístico y optó por el diseño de implosión. El acelerado esfuerzo de diseño para un diseño de implosión, bajo el nombre en clave Fat Man, comenzó en agosto de 1944 cuando Oppenheimer puso en funcionamiento una reorganización del Laboratorio de Los Álamos. Se crearon dos nuevos grupos en el laboratorio, la División X (de explosivos) liderada por el experto en explosivos George Kistiakowsky y la División G (de "gadget", artefacto en inglés) bajo el liderazgo de Robert Bacher. El nuevo diseño que habían diseñado Von Neumann y la División T (de teórico), principalmente Rudolf Peierls, usaba lentes explosivas para enfocar la explosión en una forma esférica usando una combinación de elementos de explosión rápida y lenta.
El diseño de lentes que detonaran con la forma y velocidades idóneas resultó ser lento, difícil y frustrante para los científicos. Probaron varios explosivos hasta conformarse con la composición B como explosivo rápido y el Baratol como explosivo lento. El diseño final parecía un balón de fútbol, con 20 lentes hexagonales y 12 pentagonales, cada una de ellas pesando unos 36 kg. Conseguir la detonación correcta requería detonadores rápidos, fiables y eléctricamente seguros, dos para cada lente para mayor fiabilidad. Por ello, decidieron usar detonadores de cable puente explosivo, un nuevo invento desarrollado en Los Álamos por un grupo liderado por Luis Walter Álvarez. La empresa Raytheon fue contratada para fabricar estos dispositivos.
Para estudiar el comportamiento de las ondas de choque convergentes, Robert Serber ideó el experimento RaLa, que utilizaba el radioisótopo de corta vida lantano-140, una potente fuente de radiación gamma. La fuente de rayos gamma se situaba en el centro de una esfera de metal rodeada por las lentes explosivas, que a su vez estaban dentro de una cámara de ionización. Esto permitió filmar una película de rayos X de la implosión. Las lentes explosivas se diseñaron principalmente usando los resultados de esta serie de pruebas. En su historia del proyecto Los Álamos, David Hawkins escribió: «RaLa se convirtió en el experimento más importante en afectar al diseño final de la bomba».
Dentro de los explosivos iban reflectantes de aluminio de 110 mm de grosor que ofrecían una transición regular desde el explosivo de menor densidad hasta la siguiente capa, un seguro de uranio natural de 76 mm de grosor. Su función principal era mantener la masa crítica junta todo el tiempo que fuera posible, pero también reflejaría neutrones de vuelta al núcleo y parte de él podría entrar en fisión también. Para prevenir una predetonación a causa de neutrones externos, tenía un seguro recubierto de una fina capa de boro. Se desarrolló un iniciador de neutrones modulado de polonio-berilio, conocido como «urchin» (erizo) porque su forma parecía la de un erizo de mar, para comenzar la reacción en cadena en el momento preciso. Este trabajo sobre la química y metalurgia del polonio radiactivo fue dirigido por Charles Allen Thomas de la empresa Monsanto y pasó a conocerse como el Proyecto Dayton. Las pruebas requerían hasta 500 curios por mes de polonio, que Monsanto podía suministrar. El conjunto ensamblado se revestía en una carcasa de bomba hecha con duraluminio para protegerlo de las balas y del fuego antiaéreo.

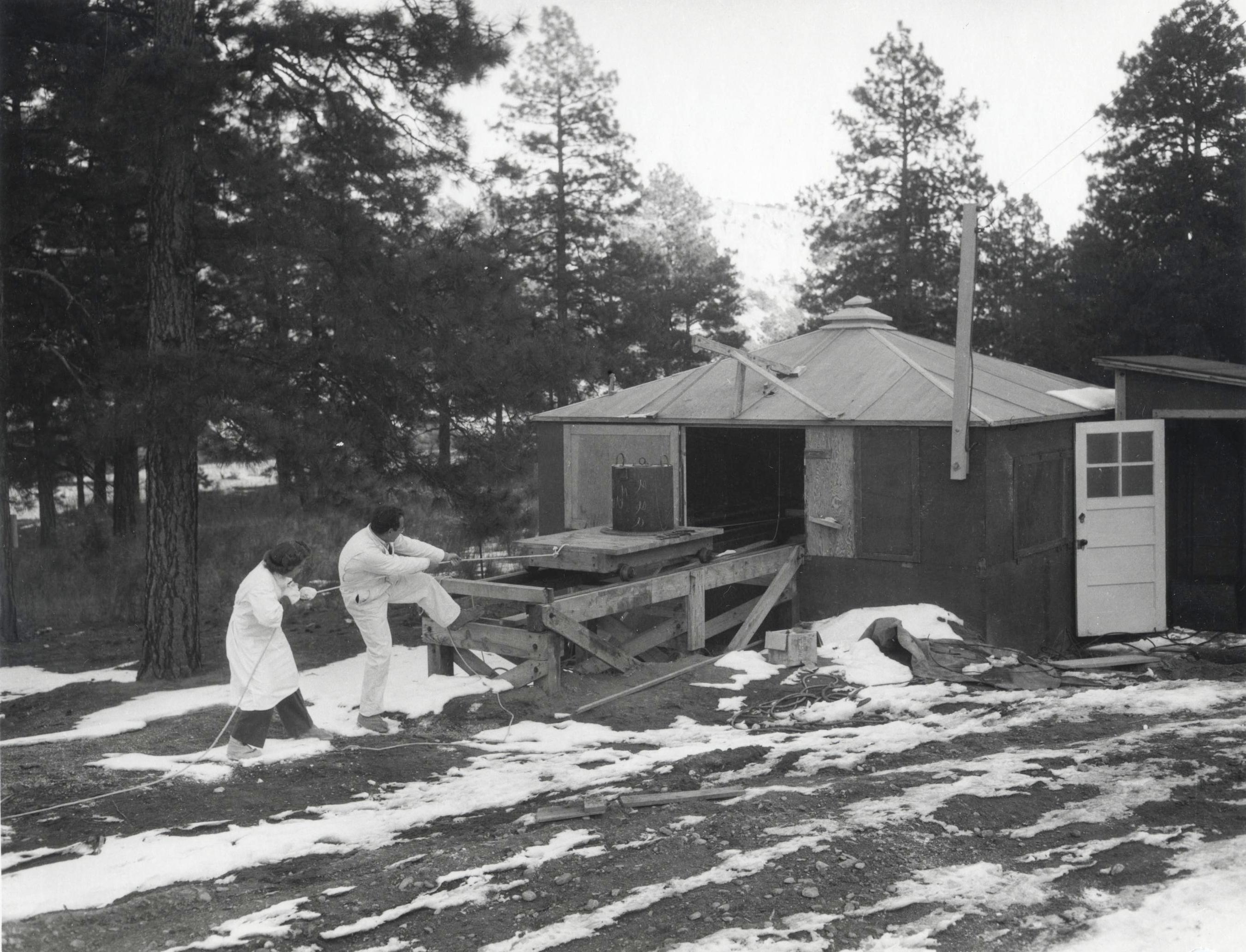
Manejo remoto de una fuente de kilocurios de radiolantano para el Experimento RaLa en Los Álamos

El desafío más importante para los metalúrgicos fue a determinar cómo darle forma de esfera al plutonio. Las dificultades se tornaron aparentes cuando los intentos de medir la densidad del plutonio obtuvieron resultados inconsistentes. En un primer momento los científicos creyeron que estas inconsistencias eran por la contaminación, pero al poco tiempo determinaron que existían múltiples alótropos del plutonio. La fase α inestable que existe a temperatura ambiente muda a una fase β plástica a temperaturas más altas. Los científicos se centraron en la fase δ más maleable que existe en el rango de temperaturas entre los 300 °C y los 450 °C. Esta era estable a temperatura ambiente en una aleación con aluminio, pero el aluminio emite neutrones cuando se bombardea con partículas alfa, algo que exacerbaría el problema de la predetonación. Los científicos consiguieron una aleación plutonio-galio que estabilizó esta fase δ y podía prensarse en caliente en la forma esférica deseada, a la que le dieron una capa de níquel para evitar que se corroyera el plutonio.
Estos trabajos eran peligrosos y para el fin de la guerra la mitad de los químicos y metalúrgicos experimentados tuvieron que ser dados de baja debido a la aparición de altos niveles de plutonio en su orina. Un pequeño incendio en Los Álamos en enero de 1945 dio lugar a la preocupación de que el laboratorio de plutonio podría contaminar la localidad entera, por lo que Groves autorizó la construcción de una nueva instalación para la química y metalurgia del plutonio, que pasó a conocerse con el nombre de sitio DP. Los hemisferios del primer núcleo de plutonio se produjeron y fueron entregados el 2 de julio de 1945, con tres hemisferios más producidos el 23 de julio y entregados tres días después.

### Prueba Trinity
Debido a la complejidad de un arma de implosión se decidió que, a pesar del gasto de material fisible, sería necesaria una prueba inicial. Groves aprobó esta prueba, siempre que se pudiera recuperar el material activo. Los científicos consideraron provocar un fuego largo controlado, pero Oppenheimer optó por una prueba nuclear completa, que recibió el nombre en clave «Trinity».

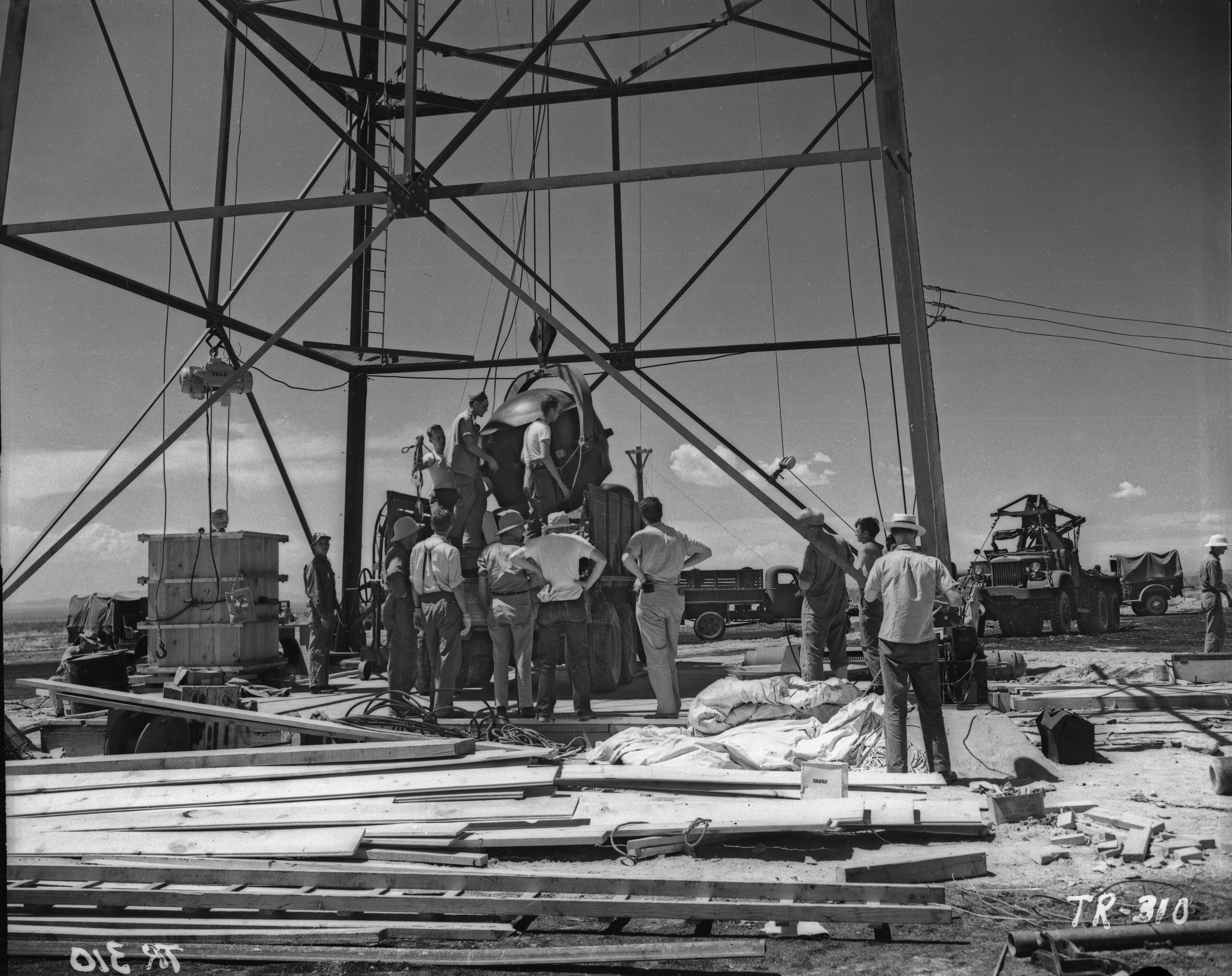
Los explosivos del "instrumento" se elevaron a la parte superior de la torre para el montaje final.

En marzo de 1944 Kenneth Bainbridge, profesor de física en la Universidad de Harvard, recibió la asignación de planear la prueba bajo la dirección de Kistiakowsky. Bainbridge escogió el campo de bombardeo cerca del Aeropuerto del Ejército de Alamogordo como el lugar para la prueba. Bainbridge trabajó con el capitán Samuel P. Davalos en la construcción del campo base Trinity y de sus instalaciones, que incluían barracones, almacenes, talleres, un polvorín y un comisariado.
Groves no veía con entusiasmo la perspectiva de explicarle la pérdida de plutonio por valor de miles de millones de dólares a un comité del Senado, por lo que construyeron un recipiente de contención con el nombre en código «Jumbo» para recuperar el material activo en caso de fallo de la prueba. Con 7,6 m de largo y 3,7 m de ancho, este dispositivo fue fabricado con 217 toneladas de hierro y acero en las instalaciones de Babcock & Wilcox en Barberton (Ohio). Fue transportado en un ferrocarril especial hasta una vía muerta en Pope (Nuevo México) y desde allí lo llevaron los últimos 40 km hasta el lugar de la prueba tirado por dos tractores. Cuando llegó al sitio, la confianza en que el método de implosión funcionaría era alta y la disponibilidad de plutonio suficiente, por lo que Oppenheimer decidió no utilizarlo. En su lugar lo situaron en la cumbre de una torre de acero a 730 m de distancia del arma para medir cómo de poderosa sería la explosión. Tras la prueba el Jumbo sobrevivió, a pesar de que la torre en la que estaba no, lo que ayudó a la creencia de que el Jumbo podría haber sido suficiente para contener un fuego largo en la explosión.
El 7 de mayo de 1945 llevaron a cabo una explosión de prueba inicial para calibrar los instrumentos. Erigieron una plataforma de madera a unos 730 m de la zona cero y amontonaron 100 toneladas de TNT añadiéndole trazas de productos de la fisión nuclear en forma de uranio irradiado procedente de Hanford, que había sido disuelto y vertido dentro del explosivo. Oppenheimer supervisó esta explosión junto al nuevo comandante sustituto de Groves, el general de brigada Thomas Farrell. Los datos que obtuvieron en esta prueba inicial resultaron ser vitales para la prueba Trinity.
Para la prueba izaron el arma, de nombre en clave «el instrumento» (inglés: the gadget), en la parte alta de una torre de acero de 30 m, ya que la detonación a esa altura daría una mejor indicación de cómo se comportaría el arma al lanzarse desde un bombardero. La detonación en el aire maximizaría la energía aplicada directamente al objetivo, y generaría menos residuos radiactivos. El instrumento se montó bajo la supervisión de Norris Bradbury en el edificio próximo McDonald Ranch House el 13 de julio y fue elevado de forma precaria con un cabrestante al día siguiente. Entre los observadores de la prueba estaban Bush, Chadwick, Conant, Farrell, Fermi, Groves, Lawrence, Oppenheimer y Tolman. A las 05:30 del 16 de julio de 1945 el instrumento explotó con una energía equivalente de unos 20 kilotones de TNT, dejando un cráter de trinitita (cristal radiactivo) en el desierto de 76 m de ancho. La onda de choque se sintió hasta los 160 km de distancia y la nube de hongo llegó a los 12 km de altura. La detonación llegó a escucharse en la ciudad de El Paso (Texas), por lo que Groves tuvo que difundir una historia sobre una explosión en un polvorín del campo de Alamogordo para encubrir la prueba.
Oppenheimer rememoró más tarde que, mientras presenciaba la explosión, pensó en un versículo del libro sagrado hindú, el Bhagavad-gītā (XI,12):

कालोऽस्मि लोकक्षयकृत्प्रवृद्धो लोकान्समाहर्तुमिह प्रवृत्तः। ऋतेऽपि त्वां न भविष्यन्ति सर्वे येऽवस्थिताः प्रत्यनीकेषु योधाः॥११- ३२॥

Si el resplandor de mil soles estallara al mismo tiempo en el cielo, sería como el esplendor del poderoso ...

Años más tarde explicaría que otro versículo también había pasado por su cabeza en ese momento:

Sabíamos que el mundo no sería el mismo. Algunas personas se rieron, otras lloraron. La mayoría de la gente se quedó en silencio. Recordé la línea de las escrituras hindúes, el Bhagavad Gita; Vishnu está tratando de persuadir al Príncipe de que debe cumplir con su deber y, para impresionarlo, adopta su omniforma y dice: "Ahora me he convertido en la Muerte, el destructor de mundos". Supongo que todos pensamos eso, de una u otra manera. Oppenheimer leyó el texto original en sánscrito (XI,32),

## Personal
En junio de 1944 el Proyecto Manhattan tenía alrededor de 129 000 trabajadores empleados, de los que 84500 eran trabajadores de la construcción, 40500 eran operadores de planta y 1800 eran personal militar. Según se fue reduciendo la actividad de construcción, la fuerza de trabajo bajó hasta los 100 000 empleados un año después, a pesar de que el personal militar se incrementó hasta las 5600 personas. La contratación del número de trabajadores requeridos, especialmente los de alta cualificación, en competición con otros programas vitales de tiempo de guerra, resultó ser muy difícil. En 1943 Groves obtuvo una prioridad especial para el trabajo de la Comisión de Personal de Guerra y en marzo de 1944 tanto esta comisión como la Junta de Producción de Guerra le otorgaron la prioridad más alta al proyecto.

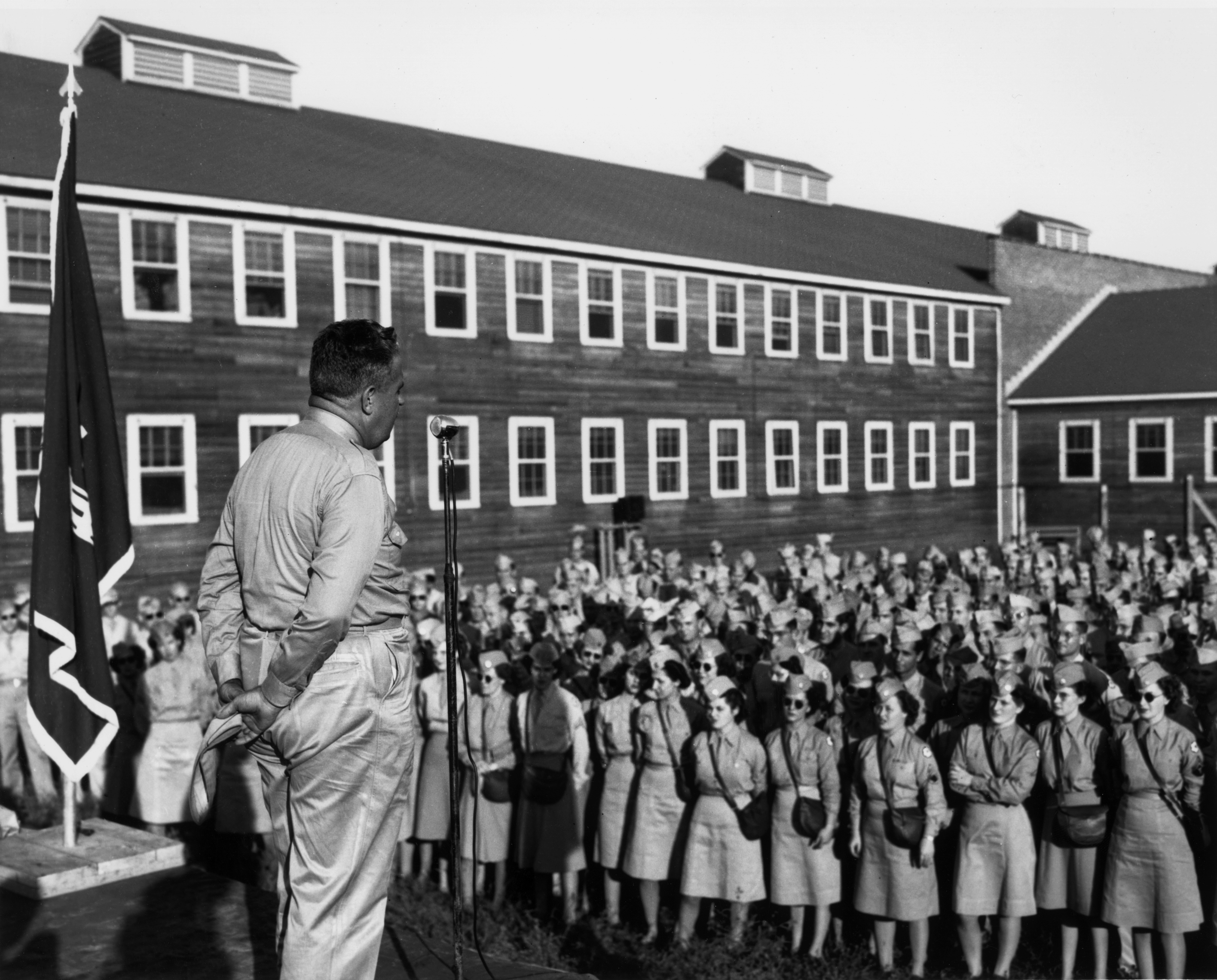
El general Leslie R. Groves dando un discurso delante del personal de Oak Ridge en agosto de 1945.

Tolman y Conant, en su papel de consejeros científicos del proyecto, elaboraron una lista de científicos candidatos que fueron evaluados por otros científicos que ya estaban trabajando en el proyecto. Después Groves les envió una carta personal a los rectores de sus universidades o jefes de sus empresas pidiéndoles que los liberaran para realizar un trabajo esencial para la guerra. En la Universidad de Wisconsin-Madison, Stanislaw Ulam tuvo que adelantarle a Joan Hinton uno de sus exámenes para que esta pudiera marchar a trabajar en el proyecto. Unos meses después el propio Ulam recibió una carta de Hans Bethe, invitándolo a unirse al proyecto, mientras que Conant convenció personalmente a Kistiakowsky para que se uniera también.
Una de las fuentes de personal cualificado fue el propio ejército, en particular el Programa de Entrenamiento Especializado del mismo. En 1943 se creó el Destacamento Especial de Ingeniería, con una fuerza autorizada de 675 efectivos. Los técnicos y trabajadores cualificados reclutados en el ejército fueron asignados a este destacamento. Otra de las fuentes de personal fue el Cuerpo de Mujeres del Ejército. Dispuesto en un primer momento para tareas de oficina en el manejo de material clasificado, al poco tiempo el personal de este cuerpo fue asignado también a tareas científicas y técnicas.
Un profesor asociado de radiología en la Universidad de Rochester, Stafford L. Warren, fue nombrado coronel en el Cuerpo Médico del ejército y designado jefe de la sección médica del proyecto, además de consejero médico de Groves. Su tarea inicial fue la dirección de personal médico en los hospitales de Oak Ridge, Richland y Los Álamos. La Sección Médica fue responsable de la investigación médica y de los programas de salud y seguridad. Esto supuso un gran desafío, ya que los trabajadores manejaban una variedad de químicos tóxicos, usaban líquidos y gases peligrosos bajo altas presiones, trabajaban con altos voltajes y realizaban experimentos con explosivos, a mayores de los desconocidos peligros de la radiactividad y el manejo de materiales fisibles. A pesar de todo, en diciembre de 1945 el Consejo Nacional de Seguridad le otorgó al Proyecto Manhattan el Premio de Honra al Servicio Distinguido en la Seguridad en reconocimiento a su registro de seguridad. Entre enero de 1943 y junio de 1945 hubo 62 muertos y 3879 heridos incapacitados en el proyecto, un 62% por debajo de la tasa de la industria privada.

## Secretismo
Un artículo de 1945 en la revista Life estimó que antes de los bombardeos atómicos de Hiroshima y Nagasaki «probablemente no más de unas pocas docenas de hombres en todo el país conocían el significado completo del Proyecto Manhattan y quizás sólo otros mil sabían que se trataba de trabajo sobre átomos». La revista escribió que más de 100 000 empleados en el proyecto «trabajaban como topos en la oscuridad». Advertidos de que la difusión de secretos del proyecto tenía una pena de 10 años de cárcel o una multa de 10000 dólares (unos 102 000 en la actualidad), los trabajadores veían entrar en las factorías enormes cantidades de materia prima sin que saliera nada de ellas y supervisaban «válvulas e interruptores mientras que tras las gruesas paredes de cemento tenían lugar misteriosas reacciones» sin conocer el propósito de su trabajo.

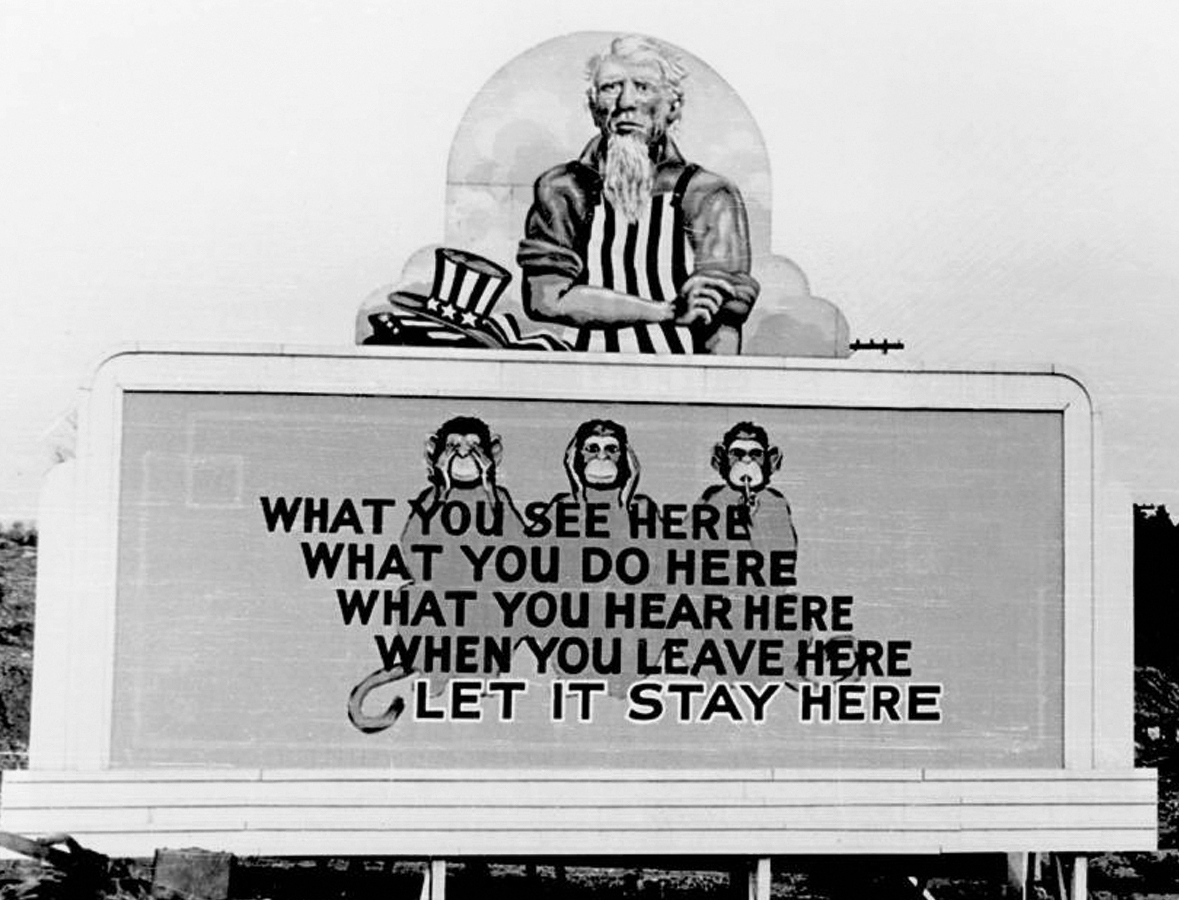
Una valla publicitaria que fomenta el secreto entre los trabajadores de Oak Ridge.
El Tío Sam se ha quitado el sombrero y se está arremangando. En la pared frente a él hay tres monos y el lema: Lo que ves aquí
Lo que haces aquí
Lo que oyes aquí
Cuando te vas de aquí
Que se quede aquí.

El personal de seguridad de Oak Ridge consideraba cualquier fiesta privada con más de siete personas como sospechosa y los residentes —que creían que había agentes del gobierno infiltrados en secreto entre ellos— evitaban invitar repetidamente a los mismos convidados. A pesar de que los residentes originales de la zona podían enterrarse en los cementerios ya existentes, todos los ataúdes tenían que abrirse delante de un miembro del cuerpo de seguridad para su inspección. Todos los residentes, incluyendo los oficiales de mayor rango y sus automóviles, tenían que pasar por una revisión al entrar y salir de las instalaciones del proyecto. Un trabajador de Oak Ridge afirmó públicamente que «si te ponías inquisitivo, te llamaban los agentes secretos del gobierno en menos de dos horas. Habitualmente a los que llamaban para dar explicaciones nos acompañaban con las maletas hasta la puerta de entrada y les ordenaban que siguieran andando». Sin embargo, a pesar de que se les indicaba que su trabajo ayudaría a finalizar la guerra y quizás todas las guerras futuras, no ver o comprender los resultados de sus tediosas tareas, los efectos secundarios típicos del trabajo en las fábricas y el fin de la guerra en Europa sin el uso de su trabajo provocaron serios problemas en la moral de los trabajadores y que se extendieran muchos rumores. Un gerente dijo que después de la guerra:

Bueno, no era que el trabajo fuera duro... era confuso. Nadie sabía lo que se estaba haciendo en Oak Ridge, ni siquiera yo, y mucha gente pensó que estaba perdiendo el tiempo aquí. Dependía de mí explicar a los trabajadores insatisfechos que estaban haciendo un trabajo muy importante. Cuando me preguntaban qué era, tenía que decirles que un secreto. Pero casi me vuelvo loco tratando de averiguar qué estaba pasando.

Otra trabajadora declaró cómo, trabajando en una lavandería, pasaba todos los días un «instrumento especial» a los uniformes que emitía un «chasquido». No fue hasta después de la guerra que esta trabajadora supo que había estado realizando la tarea de buscar radiación con un contador Geiger. Para mejorar la moral entre estos trabajadores, se creó en Oak Ridge un extenso sistema de ligas deportivas intramuros, incluyendo 10 equipos de béisbol, 81 de sóftbol y 26 de fútbol americano.

### Censura

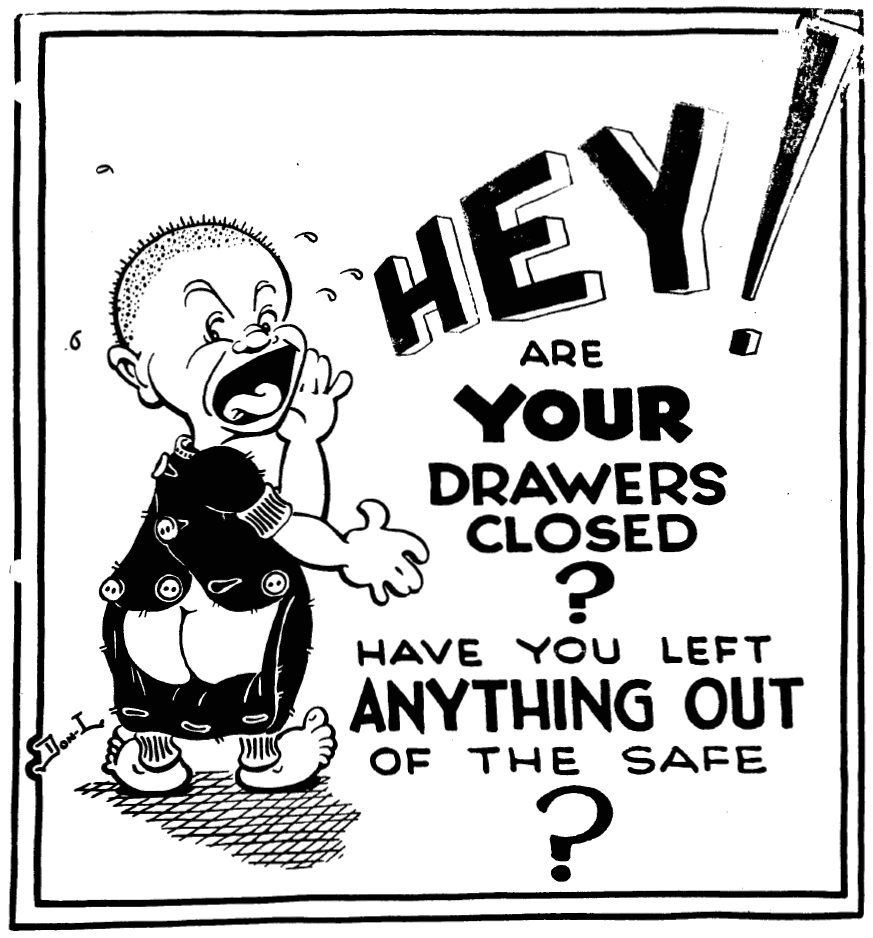
Cartel de seguridad, que advierte a los trabajadores de la oficina que cierren los cajones y pongan los documentos en cajas fuertes cuando no estén en uso.

La censura voluntaria de la información atómica comenzó ya antes del Proyecto Manhattan. Tras el comienzo de la guerra en Europa en 1939, los científicos estadounidenses comenzaron a evitar la publicación de investigaciones relacionadas con temáticas militares y en 1940 las publicaciones científicas comenzaron a solicitarle a la Academia Nacional de Ciencias que diera su visto bueno para la publicación de ciertos artículos. William L. Laurence de The New York Times escribió en septiembre de 1940 un artículo para The Saturday Evening Post sobre la fisión atómica, conociendo posteriormente que en 1943 varios agentes del gobierno habían solicitado a las bibliotecas de todo el país que retiraran ese número. Los soviéticos se enteraron de este silencio y en abril de 1942 el físico nuclear Gueorgui Fliórov le escribió a Iósif Stalin advirtiéndole de la ausencia de artículos sobre la fisión nuclear en las publicaciones estadounidenses. Esto desencadenó que la Unión Soviética estableciera su propio proyecto para una bomba atómica.
El Proyecto Manhattan operó bajo una seguridad férrea para intentar evitar que su descubrimiento indujera a las potencias del Eje, especialmente a Alemania, a acelerar sus propios proyectos nucleares o llevar a cabo operaciones encubiertas contra el proyecto. Por el contrario, la Oficina de Censura del gobierno confió en que la prensa cumpliera un código voluntario de conducta en sus publicaciones y el proyecto pasó desapercibido en un primer momento. A comienzos de 1943 los periódicos comenzaron a publicar informes de grandes construcciones en Tennessee y Washington basándose en registros públicos y la oficina comenzó a revisar con la dirección del proyecto cómo podrían mantener el secreto. En junio la Oficina de Censura solicitó a los periódicos y locutores que evitaran debatir sobre «aplastamiento de átomos, energía atómica, fisión atómica, separación atómica, o cualquiera de sus equivalentes», así como sobre «el uso para propósitos militares del radio o materiales radiactivos, agua pesada, equipos de descarga de alto voltaje o ciclotrones». La oficina también solicitó evitar debates sobre «polonio, uranio, iterbio, hafnio, protactinio, radio, renio, torio y deuterio»; aunque solo el uranio era el confidencial, se enumeró junto a otros elementos para esconder su importancia.

### Espionaje soviético
La posibilidad de sabotaje estuvo presente durante todo el proyecto, surgiendo la sospecha en ocasiones cuando ocurrían fallos en los equipos. Aunque se confirmó que algunos problemas fueron causados por empleados insatisfechos o negligentes, no hubo casos confirmados de sabotaje instigados por el Eje. Sin embargo, el 10 de marzo de 1945 un globo incendiario japonés chocó contra una línea eléctrica, provocando una sobrecarga de tensión que causó la parada temporal de tres reactores en Hanford. Con un número muy alto de personas involucradas en el proyecto, la seguridad del mismo resultaba una tarea complicada. Se formó un destacamento especial denominado Cuerpo de Contrainteligencia para tratar los problemas de seguridad del proyecto. En 1943 los estadounidenses tenían la certeza de que la Unión Soviética estaba intentando infiltrarse en el proyecto. El teniente coronel Boris Pash, jefe de la rama de contrainteligencia del Mando de Defensa Occidental, investigó una sospecha de espionaje soviético en el Laboratorio de Radiación en Berkeley. Oppenheimer le confirmó a Pash que un profesor compañero de Berkeley, Haakon Chevalier, le había solicitado cierta información para pasársela a la Unión Soviética.
El espía soviético que obtuvo el mayor éxito fue Klaus Fuchs, miembro de la misión británica con un papel destacado en Los Álamos. La revelación en el año 1950 de sus actividades de espionaje dañó la cooperación nuclear estadounidense con el Reino Unido y Canadá. Subsecuentemente se descubrieron otros casos de espionaje, dando como resultado el arresto de Harry Gold, David Greenglass y Ethel y Julius Rosenberg. Otros espías como George Koval y Theodore Hall no fueron descubiertos durante varias décadas. El valor de estas acciones de espionaje resulta difícil de cuantificar para los historiadores, ya que la principal restricción en el proyecto soviético de la bomba atómica fue la escasez de mineral de uranio. El consenso general indica que el espionaje ahorró a los soviéticos uno o dos años de investigación.

## Inteligencia extranjera
Además del desarrollo de la bomba atómica, el Proyecto Manhattan tenía la tarea de recopilar inteligencia sobre el proyecto alemán de energía nuclear. Los estadounidenses creían que el programa japonés de armas nucleares no estaba muy avanzado ya que Japón tenía acceso a muy poco mineral de uranio, pero sí temían que Alemania estuviera muy cerca de conseguir desarrollar sus propias armas nucleares. Instigado por el Proyecto Manhattan, se llevó a cabo una campaña de bombardeo y sabotaje contra plantas de agua pesada en la Noruega ocupada por Alemania. Se creó una pequeña misión con personal de la Oficina de Inteligencia Naval, de la OSRD, del propio Proyecto Manhattan y del grupo de inteligencia del ejército G-2 para investigar los desarrollos científicos del enemigo, sin limitarse a aquellos relacionados con las armas nucleares. El jefe de inteligencia del ejército, el mayor general George V. Strong, asignó a Boris Pash el mando de la unidad, que recibió el nombre en clave «Alsos», palabra de origen griega que significa «arboleda».

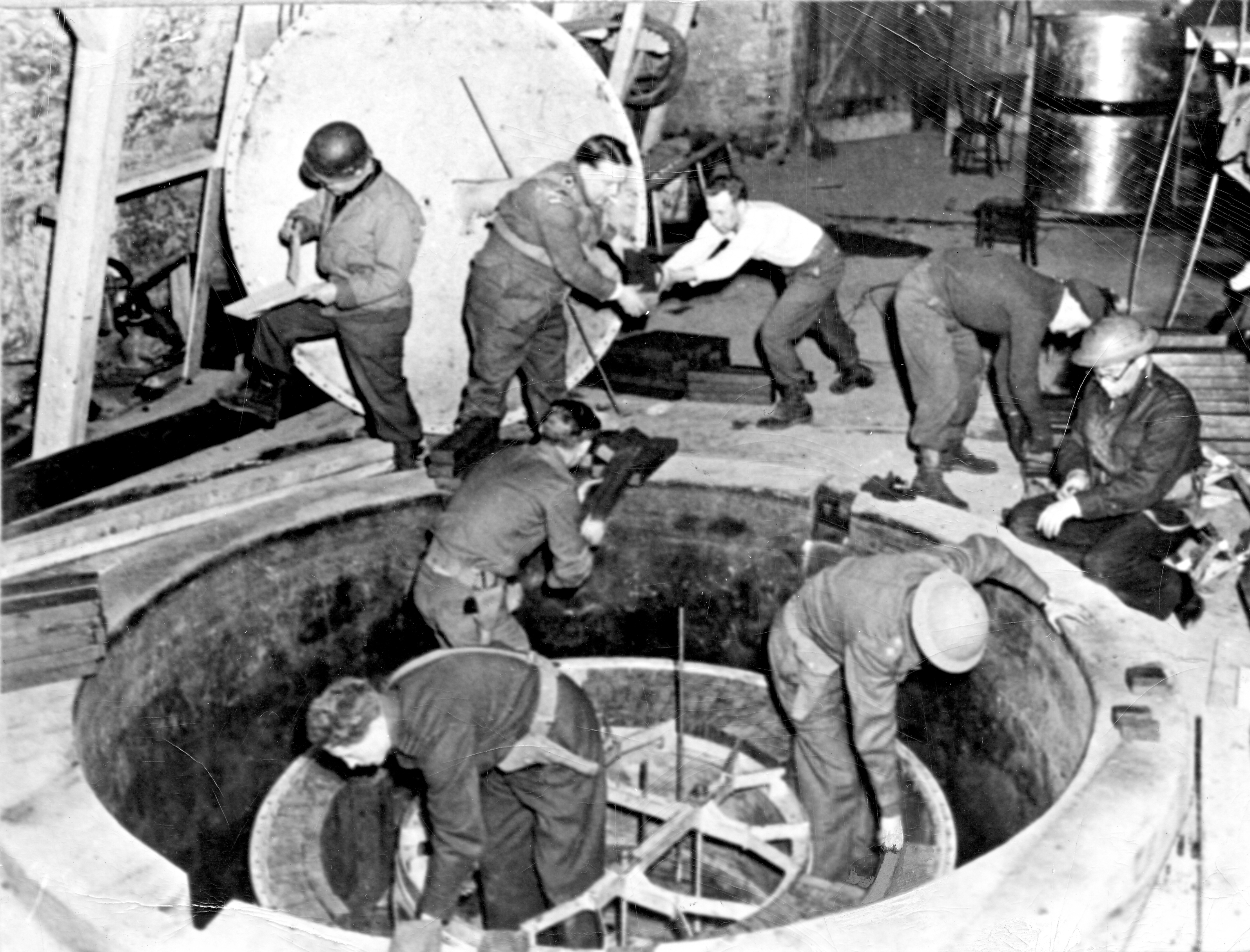
Soldados aliados desmantelando el reactor nuclear experimental alemán en Haigerloch.

En Italia, la llamada misión Alsos interrogó al personal del laboratorio de física de la Universidad de Roma La Sapienza tras la captura de la ciudad en junio de 1944. Mientras tanto, Pash formó una división combinada de la misión británica y estadounidense, en Londres, bajo el mando del capitán Horace K. Calvert para participar en la operación Overlord. Groves consideró que el riesgo de que los alemanes pudieran intentar detener el desembarco de Normandía con venenos radiactivos era suficiente como para advertirle de esto al general Dwight D. Eisenhower enviando a un oficial para informar a su jefe de personal, el teniente general Walter Bedell Smith. Bajo el nombre en clave de operación Peppermint, se preparó un equipamiento especial y se entrenó a equipos del Servicio de Guerra Química para usarlo.
Siguiendo los primeros avances de los ejércitos aliados en Europa, Pash y Calvert se entrevistaron con Frédéric Joliot-Curie para preguntarle sobre las actividades de los científicos alemanes. Hablaron también con oficiales de la Unión Minera del Alto Katanga sobre los cargamentos de uranio enviados a Alemania. Localizaron 68 toneladas de mineral en Bélgica y otras 30 toneladas en Francia. Los interrogatorios a varios prisioneros alemanes les indicaron que el uranio y el torio se estaban procesando en Oranienburg, a unos 32 km de Berlín, por lo que Groves ordenó su bombardeo el 15 de marzo de 1945.
Un equipo de la misión Alsos se desplazó hasta Stassfurt en la zona de ocupación soviética y recuperó 11 toneladas de mineral de uranio de las instalaciones de la compañía Wirtschaftliche Forschungsgesellschaft. En abril de 1945 Pash, al mando de una fuerza compuesta conocida como la Fuerza-T, llevó a cabo la operación Harborage, un barrido tras las líneas enemigas de las ciudades de Hechingen, Bisingen y Haigerloch que componían el corazón del esfuerzo nuclear alemán. La Fuerza-T capturó laboratorios nucleares, documentación, equipos y suministros, incluyendo agua pesada y 1,5 toneladas de uranio metálico.
Varios equipos de la misión Alsos fueron también los encargados de capturar a varios científicos alemanes, entre los que se encontraban Kurt Diebner, Otto Hahn, Walther Gerlach, Werner Heisenberg y Carl Friedrich von Weizsäcker, que fueron llevados a Inglaterra e internados en Farm Hall, una residencia vigilada en Godmanchester. Tras la detonación de las bombas en Japón, los alemanes se vieron obligados a enfrentarse al hecho de que los Aliados habían hecho lo que no pudieron.

## Bombardeos atómicos de Hiroshima y Nagasaki

### Preparativos
A partir de noviembre de 1943, el Mando de Material de la Fuerza Aérea en Wright Field (Ohio), comenzó el programa Silverplate, el nombre en código de la modificación de aeronaves Boeing B-29 Superfortress para llevar las bombas. Realizaron pruebas de bombardeo en el Aeródromo del Ejército en Muroc y en la Estación de Pruebas de Armamento Naval de Inyokern (California). Groves se reunió con el jefe de las Fuerzas Aéreas del Ejército de los Estados Unidos (USAAF), el general Henry H. Arnold, en marzo de 1944 para debatir la entrega de las bombas una vez terminadas. La única aeronave aliada capaz de llevar las bombas Thin Man de 5,2 m de ancho o las bombas Fat Man de 150 cm de ancho era la británica Avro Lancaster, pero utilizar una aeronave británica provocaría dificultades con su mantenimiento. Groves esperaba que el B-29 Superfortress estadounidense pudiera modificarse para llevar una bomba Thin Man uniendo sus dos compartimentos para bombas juntos. Arnold le prometió que harían todo el posible para modificar los B-29 y designó al mayor general Oliver P. Echols como oficial de enlace de la USAAF para el Proyecto Manhattan. Subsecuentemente, Echols nombró el coronel Roscoe C. Wilson como su sustituto y Wilson pasó a ser el contacto principal de la USAAF para el Proyecto Manhattan. El presidente Roosevelt le dio instrucciones a Groves de que si las bombas atómicas estaban listas antes del fin de la guerra con Alemania, debería prepararse para lanzarlas en Alemania.

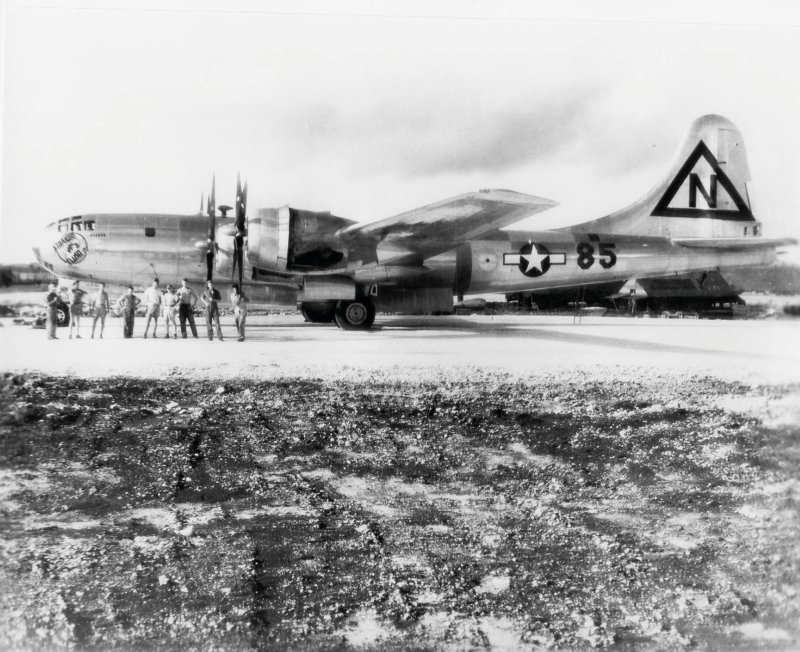
Silverplate B-29 Straight Flush. El código de cola del Grupo de Bombardeo 444 está pintado por razones de seguridad.

El 509th Composite Group se activó el 17 de diciembre de 1944 en la Base de la Fuerza Aérea de Wendover en Utah, bajo el mando del coronel Paul W. Tibbets. Esta base, cerca de la frontera con Nevada, recibió el nombre en clave «Kingman» o «W-47». Los entrenamientos se llevaron a cabo en Wendover y en la Base Aérea de San Antonio de los Baños en Cuba, donde el Escuadrón de Bombarderos 393 practicó vuelos de larga distancia sobre el mar y lanzó bombas calabaza de prueba. En Los Álamos se formó una unidad especial conocida como Proyecto Alberta bajo el mando del capitán de la Armada William S. Parsons del Proyecto Y, como parte de las funciones del Proyecto Manhattan para ayudar en los preparativos y en la entrega de las bombas. El comandante Frederick L. Ashworth de Alberta se reunió con el almirante de la flota Chester W. Nimitz en Guam en febrero de 1945 para informarle del proyecto. Durante su estancia allí Ashworth escogió North Field en la isla Tinián del Pacífico como base para el 509th Composite Group y reservó sitio para el grupo y los edificios necesarios, desplegándolo allí en julio de 1945. Farrell llegó a Tinián el 30 de julio como representante del Proyecto Manhattan.
La mayoría de los componentes de la bomba Little Boy salieron de San Francisco en el crucero USS Indianapolis el 16 de julio y llegaron a Tinián el 26 de ese mismo mes. Cuatro días después el navío fue hundido por el submarino japonés I-58. El resto de componentes, incluyendo seis anillos de uranio-235, fueron entregados por tres Douglas C-54 Skymaster del Escuadrón 320 de Transporte de Tropas del Grupo 509. Llevaron dos ensamblajes de Fat Man hasta Tinián en aviones B-29 especialmente modificados pertenecientes al Grupo 509 y el primer núcleo de plutonio se llevó en un C-54 especial. Se estableció un comité conjunto de objetivos entre el Distrito Manhattan y la USAAF para determinar qué ciudades del Japón deberían ser los objetivos, recomendando las ciudades de Kokura, Hiroshima, Niigata y Kioto. Fue entonces cuando intervino el secretario de guerra Henry L. Stimson, anunciando que él tomaría la decisión de los objetivos y que no autorizaría el bombardeo de Kioto por su importancia histórica y religiosa. Groves le pidió entonces a Arnold que eliminara a Kioto no solo de la lista de objetivos nucleares, sino también de la lista de objetivos para bombardeos convencionales. Una de las ciudades escogidas como posible objetivo sustituto para Kioto fue Nagasaki.

### Bombardeos
En mayo de 1945 se creó el Comité Interino para asesorar sobre el uso de la energía nuclear en tiempos de guerra y en la posguerra. Su presidente fue Stimson, con James F. Byrnes, antiguo senador y posterior secretario de estado, como representante personal del presidente Harry S. Truman; Ralph A. Bard, vicesecretario de la Armada; William L. Clayton, secretario adjunto de Estado; Vannevar Bush; Karl T. Compton; James B. Conant y George L. Harrison, ayudante de Stimson y presidente de New York Life Insurance Company. Este comité estableció un panel de científicos compuesto por Arthur Compton, Fermi, Lawrence y Oppenheimer para aconsejar sobre las cuestiones científicas. En su presentación ante el Comité Interino, el panel de científicos dio su opinión no solo de los probables efectos físicos de una bomba atómica, mas también en su probable impacto militar y político.
Durante la conferencia de Potsdam en Alemania, Truman recibió la noticia de que la prueba Trinity había sido un éxito. Allí le dijo a Stalin que los Estados Unidos tenían una nueva superarma, sin darle más detalles. Esta fue la primera comunicación oficial a la Unión Soviética sobre la bomba, aunque Stalin ya sabía de ella gracias a sus espías. Con la autorización para usar la bomba contra Japón ya otorgada, no se consideró ninguna alternativa tras el rechazo japonés a la declaración de Potsdam.

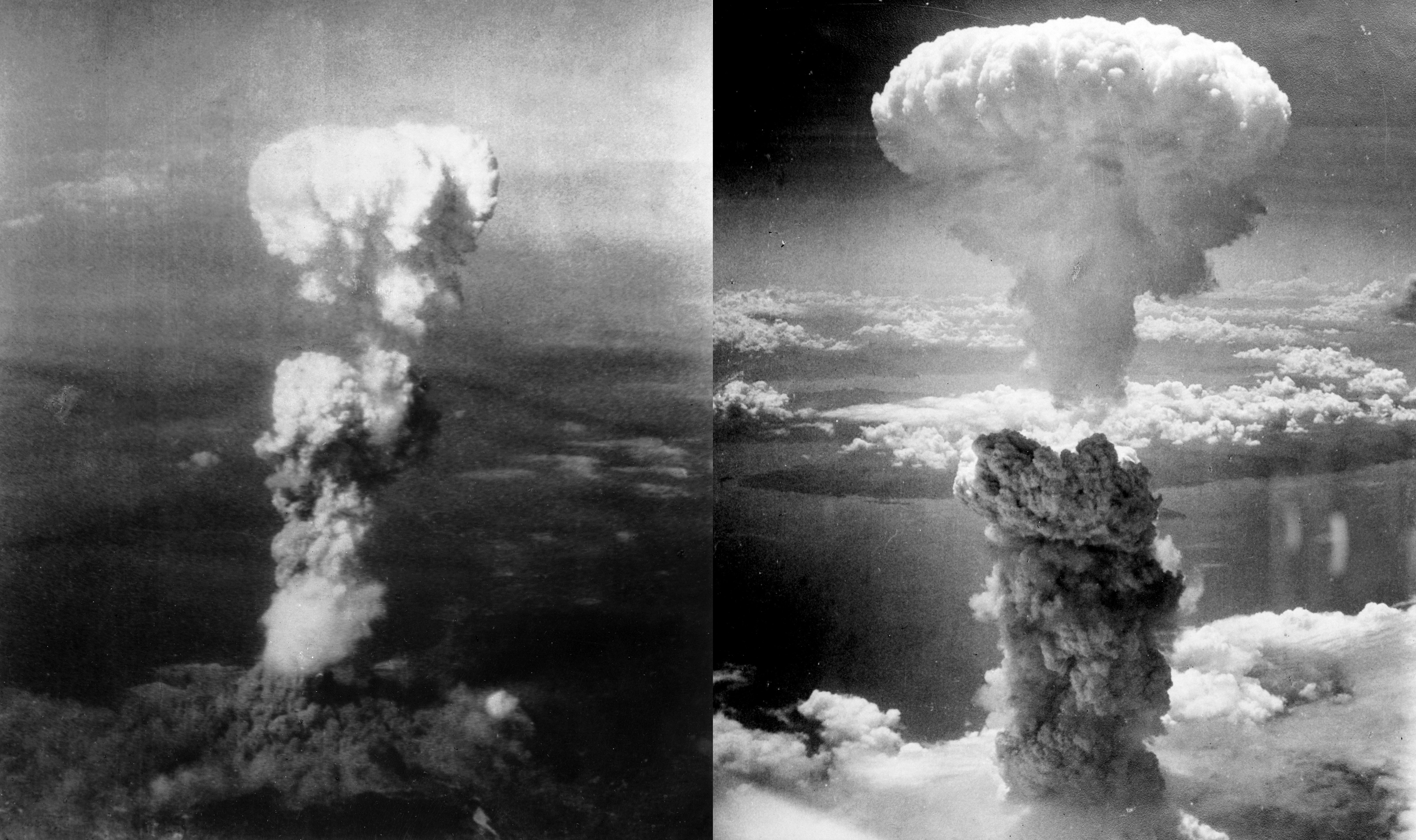
Explosión de la bomba Little Boy sobre Hiroshima el 6 de agosto de 1945 (izquierda); explosión de la bomba Fat Man sobre Nagasaki el 9 de agosto de 1945 (derecha).

El 6 de agosto de 1945 un Boeing B-29 Superfortress llamado Enola Gay del Escuadrón de Bombarderos 393, pilotado por Tibbets, despegó desde North Field con la bomba Little Boy en su bodega de carga. Hiroshima era el objetivo primario de la misión por ser el cuartel general del 2.º Ejército General, de la 5.ª División y ser un puerto de embarque, con Kokura y Nagasaki como alternativas. Con el permiso de Farrell, Parsons, el artillero a cargo de la misión, completó el ensamblaje de la bomba en el aire para minimizar riesgos durante el despegue. La bomba detonó a una altitud de 530 m con una explosión de una equivalencia estimada a unos 13 kilotones de TNT. Quedó destruida una zona de aproximadamente 12 km². Los oficiales japoneses determinaron que el 69% de los edificios de Hiroshima fueron destruidos y otro 6–7% quedó dañado. Entre 70.000 y 80.000 personas, 20.000 de estas soldados japoneses y otras 20.000 trabajadores esclavos coreanos, un 30% de la población de Hiroshima en aquel entonces, fallecieron inmediatamente, con otras 70.000 personas heridas.
En la mañana del 9 de agosto de 1945 el B-29 Bockscar, pilotado por el comandante del Escuadrón de Bombarderos 393, el mayor Charles Sweeney, despegó con la bomba Fat Man en su bodega de carga. En esta ocasión Ashworth fue el artillero y Kokura era el objetivo primario. Sweeney despegó con la bomba ya ensamblada pero con los sistemas de seguridad eléctricos aún activados. Cuando llegaron a Kokura una cubierta de nubes había oscurecido la ciudad, impidiéndoles llevar a cabo la aproximación visual requerida por las órdenes. Tras tres pasadas sobre la ciudad y con cada vez menos combustible, se dirigieron hacia el objetivo secundario, Nagasaki. Ashworth decidió utilizar una aproximación por radar por si el objetivo estuviera oscurecido, pero las nubes se abrieron sobre Nagasaki en el último momento, lo que les permitió realizar una aproximación visual siguiendo las órdenes. La bomba Fat Man fue lanzada sobre el valle industrial de la ciudad a medio camino entre las instalaciones de acero y armas de Mitsubishi en el sur y las de artillería de Mitsubishi-Urakami en el norte. La explosión resultante tuvo un equivalente de unos 21 kilotones de TNT, casi igual que la prueba Trinity, pero quedó confinada al valle Urakami y una gran parte de la ciudad quedó protegida por los montes intermedios, lo que resultó en la destrucción del 44% de la ciudad aproximadamente. El bombardeo también limitó en gran medida la capacidad de producción industrial de la ciudad y entre 23.200 y 28.200 trabajadores industriales fallecieron junto a 150 soldados japoneses. En total fallecieron entre 35.000 y 40.000 personas y otras 60.000 quedaron heridas.
Groves esperaba tener otra bomba atómica preparada para su uso el 19 de agosto, junto a otras tres en septiembre y otras tres más en octubre. Se prepararon dos ensamblajes más de bombas Fat Man programadas para salir de la Base Aérea Kirtland hasta Tinián el 11 y el 14 de agosto. En Los Álamos los técnicos trabajaron 24 horas sucesivas para moldear otro núcleo de plutonio que todavía necesitaría el prensado y el recubrimiento, por lo que no estaría preparado hasta el 16 de agosto. Sin embargo, el 10 de agosto Truman solicitó que no se lanzaran más bombas atómicas sobre Japón sin su autorización expresa. Groves suspendió el envío de este tercer núcleo usando su propia autoridad el 13 de agosto.
El 11 de agosto Groves telefoneó a Warren para ordenarle la organización de un nuevo equipo de sondeo e investigar los daños y la radiactividad en Hiroshima y Nagasaki. Un grupo equipado con contadores Geiger portátiles llegó a Hiroshima el 8 de septiembre, liderado por Farrell y Warren, con el vicealmirante japonés Masao Tsuzuki actuando como traductor. Permanecieron en Hiroshima hasta el 14 de septiembre y después sondearon Nagasaki desde el 19 de septiembre hasta el 8 de octubre. Esta exploración, junto a otras misiones científicas posteriores en el Japón, suministraron datos históricos y científicos de gran valor.
La necesidad de los bombardeos de Hiroshima y Nagasaki se convirtió en un asunto controvertido entre los historiadores. Algunos de ellos cuestionaron si una «diplomacia atómica» no habría habido conseguido los mismos objetivos y debatieron si los bombardeos o la declaración de guerra soviética contra Japón fueron decisivos. El informe Franck de junio de 1945 fue el principal esfuerzo para evitar el bombardeo, pero fue rechazado por el panel científico del Comité Interino. La petición Szilárd, redactada en julio de 1945 y firmada por docenas de científicos que trabajaban en el Proyecto Manhattan, fue un intento tardío de advertir al presidente Truman sobre la responsabilidad requerida para el uso de este tipo de armamento.

## Posguerra y disolución

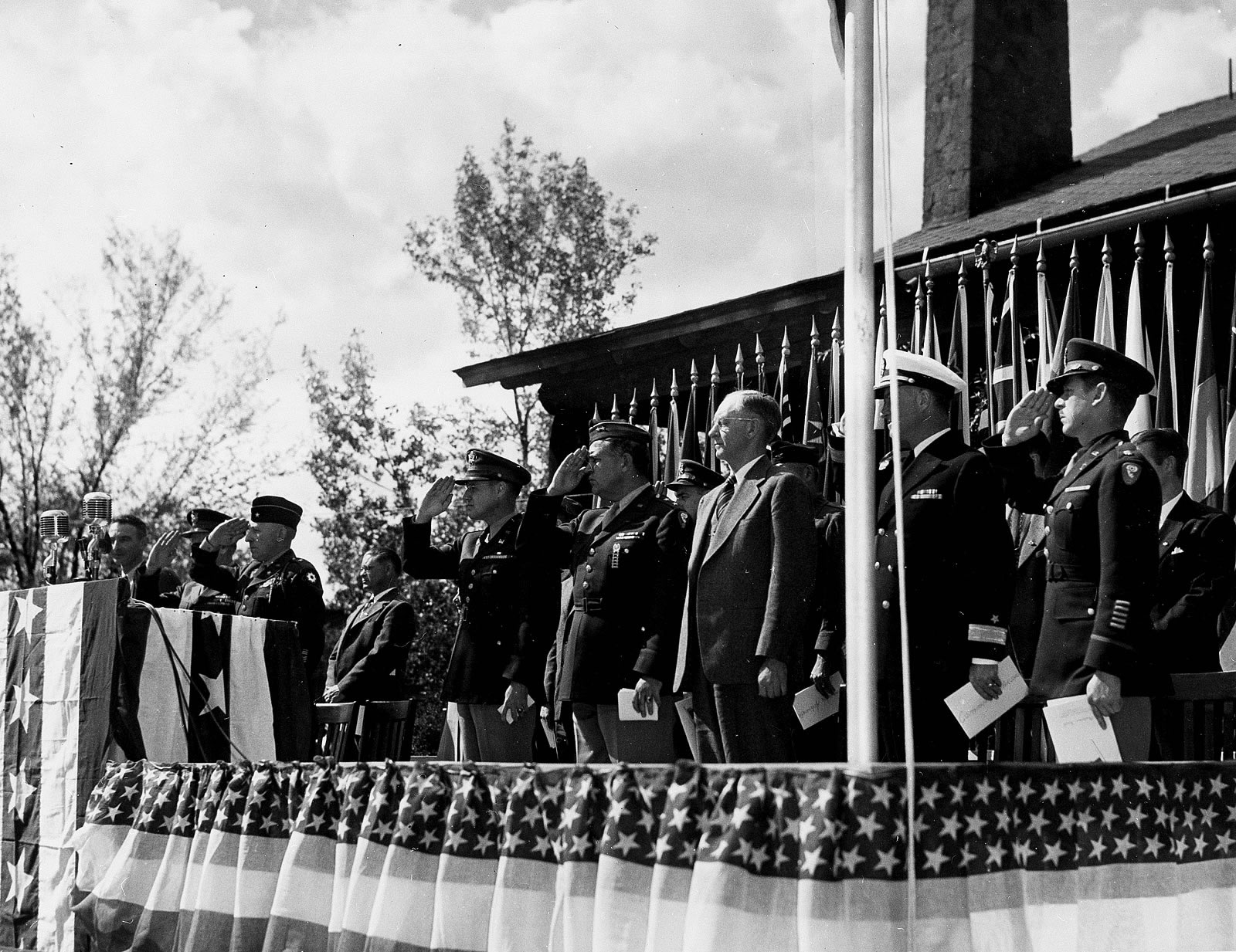
Presentación del Premio «E» del Ejército-Armada en Los Álamos el 16 de octubre de 1945. De pie, de izquierda a derecha: J. Robert Oppenheimer, desconocido, desconocido, Kenneth Nichols, Leslie Groves, Robert Gordon Sproul y William Sterling Parsons.

Viendo que el trabajo realizado que no acababan de comprender había producido los bombardeos de Hiroshima y Nagasaki, los trabajadores del Proyecto Manhattan quedaron sorprendidos tanto como el resto del mundo. Los periódicos en Oak Ridge con el anuncio del bombardeo de Hiroshima llegaron a venderse a 1 dólar (unos 11 en la actualidad). A pesar de que la existencia de la bomba ya era pública, el secreto en el proyecto continuó, muchos de los trabajadores siguieron ignorando el propósito de su trabajo y muchos de los residentes de Oak Ridge continuaron evitando hablar «de la cosa» (inglés: the stuff) en las conversaciones comunes.
Anticipándose a los bombardeos, Groves ordenó a Henry DeWolf Smyth que preparara una historia para la opinión pública. La energía atómica para propósitos militares, más conocido como el «informe Smyth», se publicó el 12 de agosto de 1945. Groves y Nichols otorgaron el Premio «E» del Ejército-Armada a los principales contratistas, involucrados en el proyecto en secreto hasta aquel momento. Se otorgaron también más de 20 medallas presidenciales al Mérito a contratistas y científicos, incluyendo a Bush y Oppenheimer. El personal militar recibió la Legión al Mérito, incluyendo la comandante del destacamento del Cuerpo de Mujeres del Ejército, la capitana Arlene G. Scheidenhelm.
En Hanford la producción de plutonio disminuyó a causa del agotamiento de los reactores B, D y F, envenenados por los productos de la fisión y la inflamación del moderador de grafito, algo conocido como efecto Wigner. La inflamación dañó los tubos de carga donde se irradiaba el uranio para producir el plutonio, dejándolos inservibles. Para mantener el suministro de polonio para los iniciadores «erizo», se limitó la producción y se cerró la unidad más vieja, la pila B, para que por lo menos uno de los reactores estuviera disponible en el futuro. La investigación continuó, con DuPont y el Laboratorio Metalúrgico desarrollando un proceso de extracción de disolvente redox como técnica alternativa de extracción de plutonio al proceso bismuto-fosfato, lo que dejaba el uranio sin gastar en un estado del que no podía recuperarse con facilidad.
La ingeniería de bombas la continuó la División Z, nombrada así por su director Jerrold R. Zacharias de Los Álamos. La División Z estuvo localizada en un primer momento en Wendover pero se trasladó a Oxnard Field, Nuevo México, en septiembre de 1945 para estar más cerca de Los Álamos. Esto marcó el comienzo de la Base Sandia. La base aérea próxima a Kirtland se utilizó como base de los B-29 para la compatibilidad de aeronaves y pruebas de lanzamiento. En octubre todas las instalaciones y personal de Wendover habían sido transferidos a Sandia y los oficiales de la reserva que fueron desmovilizados fueron sustituidos por unos 50 oficiales regulares seleccionados a mano.
Nichols recomendó cerrar la planta S-50 y los circuitos Alfa de la planta Y-12, completándose esto en septiembre. A pesar de que su rendimiento estaba en el punto más alto, los circuitos Alfa no podían competir con las plantas K-25 y la nueva K-27, que habían comenzado a operar en enero de 1946. En diciembre se cerró la planta Y-12, reduciendo de esta forma los costes salariales diarios de Tennessee Eastman desde los 8600 dólares hasta los 1500 dólares, lo que suponía un ahorro de unos 2 millones de dólares al mes.

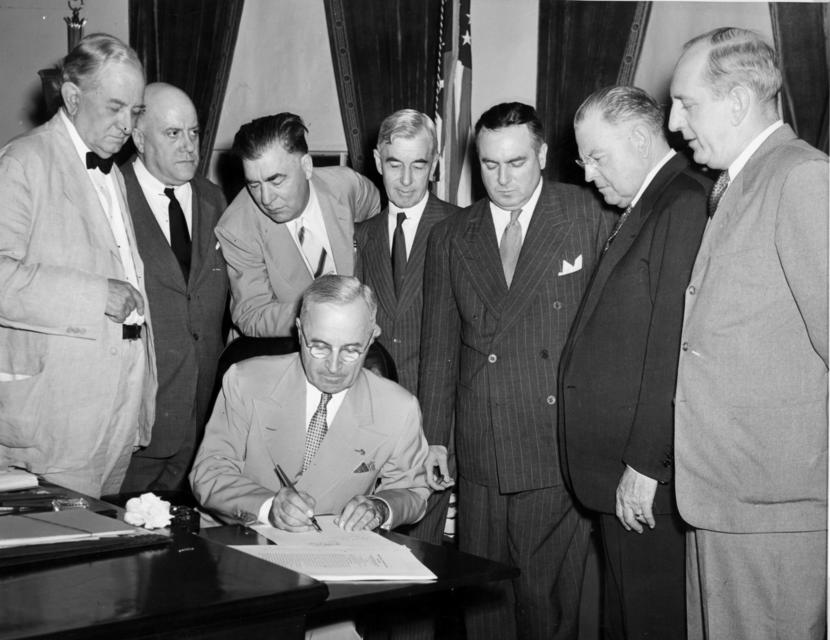
El presidente Harry S. Truman firmando la Ley de Energía Atómica de 1946, creando la Comisión de Energía Atómica de los Estados Unidos.

El principal problema de desmovilización estuvo en Los Álamos, donde hubo un éxodo de talento a pesar de que aún se requería más trabajo. Precisaban conseguir que las bombas como las usadas en Hiroshima y Nagasaki fueran más sencillas, seguras y fiables. También era necesario desarrollar métodos de implosión para el uranio sustituyendo así el método balístico menos eficiente y precisaban núcleos compuestos de uranio-plutonio por la falta de suministros de este último debido a los problemas con los reactores. Sin embargo, la incertidumbre sobre el futuro del laboratorio fue un problema para conseguir que los trabajadores se quedaran allí. Oppenheimer volvió a su trabajo en la Universidad de California y Groves nombró a Norris Bradbury como sustituto interino, quien finalmente se mantendría en este puesto durante los siguientes 25 años. Groves intentó combatir la insatisfacción provocada por la falta de servicios con un programa de construcción que incluía un sistema mejorado de suministro de agua, trescientas nuevas residencias e instalaciones de recreo.
En julio de 1946 se llevaron a cabo dos detonaciones de bombas del tipo Fat Man en el atolón Bikini como parte de la operación Crossroads para investigar el efecto de las armas nucleares sobre los navíos de guerra. La bomba «Able» se detonó a una altitud de 158 m el 1 de julio de 1946 y la bomba «Baker» se detonó a 27 m bajo agua el 25 de julio de 1946.
Tras los bombardeos de Hiroshima y Nagasaki varios físicos del Proyecto Manhattan fundaron el Bulletin of the Atomic Scientists, iniciado como acción de emergencia por parte de los científicos que veían una necesidad urgente de un programa educativo inmediato sobre las armas atómicas. Tras divisar el poder destructivo de estas nuevas armas y anticipando una carrera armamentística nuclear, varios de los miembros del proyecto, incluyendo a Bohr, Bush y Conant, expresaron la opinión de que era necesario llegar a un acuerdo sobre el control internacional de la investigación nuclear y de las armas nucleares. El plan Baruch, revelado en un discurso en la recién formada Comisión de Energía Atómica de las Naciones Unidas en junio de 1946, proponía el establecimiento de una autoridad internacional para el desarrollo atómico, pero la propuesta no fue adoptada.
Tras un debate interno sobre la administración permanente del programa nuclear, se creó la Comisión de Energía Atómica de los Estados Unidos por medio de la Ley de Energía Atómica de 1946, encargándose esta de las funciones y activos del Proyecto Manhattan. Esta comisión estableció el control civil sobre el desarrollo atómico y separó el desarrollo, producción y control de las armas nucleares del ejército, mientras que de las cuestiones militares pasó a encargarse el Proyecto de Armas Especiales para las Fuerzas Armadas. El Proyecto Manhattan dejó de existir el 31 de diciembre de 1946, mientras que el Distrito Manhattan se mantuvo hasta su disolución el 15 de agosto de 1947.

## Coste
|                                      | Coste ($ en 1945) | Coste ($ en 2016) | % del total |
| ------------------------------------ | ----------------- | ----------------- | ----------- |
| Oak Ridge                            | 1190 millones     | 41800 millones    | 62,9 %      |
| Hanford                              | 390 millones      | 13700 millones    | 20,6 %      |
| Materiales de operaciones especiales | 103 millones      | 3640 millones     | 5,5 %       |
| Los Álamos                           | 74,1 millones     | 2610 millones     | 3,9%        |
| Investigación y desarrollo           | 69,7 millones     | 2450 millones     | 3,7 %       |
| Gastos gubernamentales               | 37,3 millones     | 1310 millones     | 2,0 %       |
| Plantas de agua pesada               | 26,8 millones     | 942 millones      | 1,4 %       |
| Total                                | 1890 millones     | 66500 millones    |             |

El gasto total del proyecto a fecha de 1 de octubre de 1945 alcanzó los 1845 millones de dólares, el equivalente a menos de nueve días de gasto habitual en tiempos de guerra, y llegó a los 2191 millones de dólares cuando la Comisión de la Energía Atómica asumió el control el 1 de enero de 1947. El presupuesto total fue de 2400 millones de dólares. Más del 90 % del coste fue debido a la construcción de las plantas y la producción de los materiales fisibles, con menos de un 10 % para el desarrollo y producción de las armas.
A finales de 1945 se habían producido un total de cuatro bombas (el «instrumento» de la prueba Trinity, la bomba Little Boy, la bomba Fat Man y una cuarta bomba no utilizada), lo que supuso que el coste medio de una bomba estuviera en los 500 millones de dólares de 1945. En comparación, el coste total del proyecto a finales de 1945 suponía un 90 % del total gastado en la producción de armas pequeñas (sin contar munición) por parte de los Estados Unidos y el 34 % del total gastado en tanques estadounidenses durante lo mismo período. En conjunto, fue el segundo proyecto de armamento más caro emprendido por los Estados Unidos en la Segunda Guerra Mundial, solo por detrás del diseño y la producción del Boeing B-29 Superfortress.

## Legado
El impacto cultural y político del desarrollo de las armas nucleares se considera profundo y de grande alcance. William L. Laurence de The New York Times, primera persona en utilizar la expresión «era atómica», pasó a ser el corresponsal oficial del Proyecto Manhattan en la primavera de 1945. En 1943 y 1944 había intentado persuadir sin éxito a la Oficina de Censura para que le permitieran escribir sobre el potencial explosivo del uranio, por lo que los oficiales gubernamentales sintieron que había ganado el derecho a informar sobre el mayor secreto de la guerra. Laurence fue testigo tanto de la prueba Trinity como del bombardeo de Nagasaki y escribió las notas de prensa oficiales de ambos eventos. Posteriormente escribió una serie de artículos loando las virtudes de la nueva arma. Sus artículos anteriores y posteriores a los bombardeos ayudaron al conocimiento público del potencial de la tecnología nuclear y fueron una de las motivaciones de su desarrollo en los Estados Unidos y en la Unión Soviética.

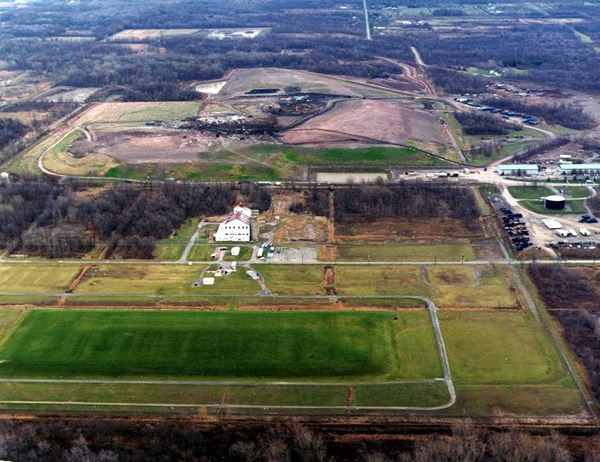
Instalaciones de Lake Ontario Ordnance Works cerca de Niagara Falls (Nueva York), uno de los principales depósitos de residuos del Proyecto Manhattan en el este de los Estados Unidos. Todos los materiales radiactivos allí depositados, entre los que se encontraban torio, uranio y la mayor concentración del mundo de radio-226, se enterraron en una «Estructura Temporal de Contención de Residuos» en 1991.

El Proyecto Manhattan dejó un legado en forma de red de laboratorios nacionales: el Laboratorio Nacional Lawrence Berkeley, el Laboratorio Nacional de Los Álamos, el Laboratorio Nacional de Oak Ridge, el Laboratorio Nacional Argonne y el Laboratorio Ames. Groves estableció dos más poco después de la guerra, el Laboratorio Nacional Brookhaven en Upton (Nueva York) y los Laboratorios Nacionales Sandia en Albuquerque. Groves les asignó 72 millones de dólares para actividades de investigación en el año fiscal 1946–1947. Esta red de laboratorios estuvo a la vanguardia de las investigaciones a gran escala conocidas como «Big Science», término acuñado por Alvin Weinberg, director del Laboratorio Nacional de Oak Ridge.
El Laboratorio de Investigación Naval ya llevaba tiempo interesado en la posibilidad de utilizar energía nuclear para la propulsión de navíos de guerra, por lo que procuró crear su propio proyecto nuclear. En mayo de 1946 Chester Nimitz, para entonces Jefe de Operaciones Navales, decidió que la Armada debería trabajar en conjunto con el Proyecto Manhattan. Asignó un grupo de oficiales navales a Oak Ridge, siendo el de mayor rango el capitán Hyman G. Rickover, quien pasó a ser director asistente allí. Estos oficiales se centraron en el estudio de la energía nuclear, estableciendo los cimientos de una armada nuclear. Un grupo semejante de personal de las Fuerzas Aéreas llegó a Oak Ridge en septiembre de 1946 con la intención de desarrollar aeronaves nucleares. Su proyecto de Energía Nuclear para la Propulsión de Aeronaves (en inglés: Nuclear Energy for the Propulsion of Aircraft, NEPA) tuvo que hacer frente a grandes dificultades técnicas y sería finalmente cancelado.
La capacidad de los nuevos reactores para crear isótopos radiactivos en cantidades previamente imposibles inició una revolución en la medicina nuclear en los años inmediatamente posteriores a la guerra. Desde mediados de 1946, Oak Ridge comenzó a distribuir radioisótopos a hospitales y universidades. La mayoría de los pedidos eran de yodo-131 y fósforo-32, utilizados en la diagnosis y tratamiento del cáncer. Además de en la medicina, este tipo de isótopos se utilizaron en investigaciones biológicas, industriales y agrícolas.
A la hora de ceder el control de las armas nucleares a la Comisión de la Energía Atómica, Groves dio un discurso de despedida para el personal que había trabajado en el Proyecto Manhattan:

Hace cinco años, la idea de la energía atómica era tan sólo un sueño. Vosotros hicisteis de este sueño una realidad. Os apoderasteis de algunas de las ideas más confusas y las tradujisteis en realidades. Construisteis ciudades donde no se conocía ninguna antes. Construisteis plantas industriales de una magnitud y con una precisión que antes se consideraba imposible. Construisteis el arma que finalizó la guerra y por lo tanto salvó incontables vidas estadounidenses. Con respecto a las aplicaciones en tiempos de paz, alzasteis el telón para la visión de un nuevo mundo.

En 2014 el Congreso de los Estados Unidos aprobó una ley para la creación de un parque nacional dedicado a la historia del Proyecto Manhattan, creado finalmente con el nombre de Parque Histórico Nacional del Proyecto Manhattan el 10 de noviembre de 2015.

### Historia general, administrativa y diplomática
- Bernstein, Barton J. (June 1976). «The Uneasy Alliance: Roosevelt, Churchill, and the Atomic Bomb, 1940–1945». The Western Political Quarterly (University of Utah) 29 (2): 202-230. JSTOR 448105. doi:10.2307/448105.
- Campbell, Richard H. (2005). The Silverplate Bombers: A History and Registry of the Enola Gay and Other B-29s Configured to Carry Atomic Bombs. Jefferson, North Carolina: McFarland & Company. ISBN 0-7864-2139-8. OCLC 58554961.
- Fine, Lenore; Remington, Jesse A. (1972). The Corps of Engineers: Construction in the United States. Washington, D.C.: United States Army Center of Military History. OCLC 834187. Archivado desde el original el 1 de febrero de 2017. Consultado el 25 de agosto de 2013.
- Freeman Lindsey A. (2015). Longing for the Bomb: Oak Ridge and Atomic Nostalgia. Chapel Hill, NC: University of North Carolina Press.
- Frisch, David H. (June 1970). «Scientists and the Decision to Bomb Japan». Bulletin of the Atomic Scientists (Educational Foundation for Nuclear Science) 26 (6): 107-115. ISSN 0096-3402.
- Gilbert, Keith V. (1969). History of the Dayton Project. Miamisburg, Ohio: Mound Laboratory, Atomic Energy Commission. OCLC 650540359. Archivado desde el original el 12 de abril de 2019. Consultado el 31 de octubre de 2014.
- Gosling, Francis George (1994). The Manhattan Project: Making the Atomic Bomb. Washington, DC: United States Department of Energy, History Division. OCLC 637052193.
- Gowing, Margaret (1964). Britain and Atomic Energy, 1935–1945. London: Macmillan Publishing. OCLC 3195209.
- Grodzins, Morton; Rabinowitch, Eugene, eds. (1963). The Atomic Age: Scientists in National and World Affairs. New York: Basic Book Publishing. OCLC 15058256.
- Hewlett, Richard G.; Anderson, Oscar E. (1962). The New World, 1939–1946. University Park: Pennsylvania State University Press. ISBN 0-520-07186-7. OCLC 637004643. Consultado el 26 de marzo de 2013.
- Hewlett, Richard G.; Duncan, Francis (1969). Atomic Shield, 1947–1952. A History of the United States Atomic Energy Commission. University Park: Pennsylvania State University Press. ISBN 0-520-07187-5. OCLC 3717478.
- Hijiya, James A. (June 2000). «The Gita of Robert Oppenheimer». Proceedings of the American Philosophical Society 144 (2). Archivado desde el original el 15 de mayo de 2013. Consultado el 16 de diciembre de 2013.
- Holl, Jack M.; Hewlett, Richard G.; Harris, Ruth R. (1997). Argonne National Laboratory, 1946–96. University of Illinois Press. ISBN 978-0-252-02341-5.
- Holloway, David (1994). Stalin and the Bomb: The Soviet Union and Atomic Energy, 1939–1956. New Haven, Connecticut: Yale University Press. ISBN 0-300-06056-4. OCLC 29911222.
- Howes, Ruth H.; Herzenberg, Caroline L. (1999). Their Day in the Sun: Women of the Manhattan Project. Philadelphia: Temple University Press. ISBN 1-56639-719-7. OCLC 49569088.
- Hunner, Jon (2004). Inventing Los Alamos: The Growth of an Atomic Community. Norman: University of Oklahoma Press. ISBN 978-0-8061-3891-6. OCLC 154690200.
- Johnson, Charles; Jackson, Charles (1981). City Behind a Fence: Oak Ridge, Tennessee, 1942–1946. Knoxville: University of Tennessee Press. ISBN 0-87049-303-5. OCLC 6331350.
- Jones, Vincent (1985). Manhattan: The Army and the Atomic Bomb. Washington, D.C.: United States Army Center of Military History. OCLC 10913875. Archivado desde el original el 7 de octubre de 2014. Consultado el 25 de agosto de 2013.
- Jungk, Robert (1958). Brighter than a Thousand Suns: A Personal History of the Atomic Scientists. New York: Harcourt Brace. ISBN 0-15-614150-7. OCLC 181321.
- O'Brien, Phillips Payson (2015). How the War was Won. Cambridge: Cambridge University Press. ISBN 978-1-107-01475-6. OCLC 907550561.
- Phelps, Stephen (2010). The Tizard Mission: the Top-Secret Operation that Changed the Course of World War II. Yardley, Pennsylvania: Westholme. ISBN 978-1-59416-116-2. OCLC 642846903.
- Rhodes, Richard (1986). The Making of the Atomic Bomb. New York: Simon & Schuster. ISBN 0-671-44133-7. OCLC 13793436.
- Stacey, C. P. (1970). Arms, Men and Government: The War Policies of Canada, 1939 – 1945. The Queen's Printer by authority of the Minister of National Defence. OCLC 610317261. Archivado desde el original el 20 de junio de 2019. Consultado el 7 de noviembre de 2018.
- Sweeney, Michael S. (2001). Secrets of Victory: The Office of Censorship and the American Press and Radio in World War II. Chapel Hill: University of North Carolina Press. ISBN 0-8078-2598-0.
- Villa, Brian L. (1981). «Chapter 11: Alliance Politics and Atomic Collaboration, 1941–1943».  En Sidney, Aster, ed. The Second World War as a National Experience: Canada. The Canadian Committee for the History of the Second World War, Department of National Defence. OCLC 11646807. Consultado el 8 de diciembre de 2014.
- Williams, Mary H. (1960). Chronology 1941–1945. Washington, D.C.: Office of the Chief of Military History, Department of the Army. OCLC 1358166.

### Historia técnica
- Ahnfeldt, Arnold Lorentz, ed. (1966). Radiology in World War II. Washington, D.C.: Office of the Surgeon General, Department of the Army. OCLC 630225.
- Baker, Richard D.; Hecker, Siegfried S.; Harbur, Delbert R. (1983). «Plutonium: A Wartime Nightmare but a Metallurgist's Dream». Los Alamos Science (Winter/Spring): 142-151. Consultado el 22 de noviembre de 2010.
- Ermenc, Joseph J., ed. (1989). Atomic Bomb Scientists: Memoirs, 1939–1945. Westport, Connecticut and London: Meckler. ISBN 978-0-88736-267-5. (1967 interview with Groves)
- Hanford Cultural and Historic Resources Program, U.S. Department of Energy (2002). History of the Plutonium Production Facilities, 1943–1990. Richland, Washington: Hanford Site Historic District. OCLC 52282810.
- Hansen, Chuck (1995a). Volume I: The Development of US Nuclear Weapons. Swords of Armageddon: US Nuclear Weapons Development since 1945. Sunnyvale, California: Chukelea Publications. ISBN 978-0-9791915-1-0. OCLC 231585284.
- Hansen, Chuck (1995b). Volume V: US Nuclear Weapons Histories. Swords of Armageddon: US Nuclear Weapons Development since 1945. Sunnyvale, California: Chukelea Publications. ISBN 978-0-9791915-0-3. OCLC 231585284.
- Hawkins, David; Truslow, Edith C.; Smith, Ralph Carlisle (1961). Manhattan District history, Project Y, the Los Alamos story, Vol. 1. Los Angeles: Tomash Publishers. ISBN 978-0-938228-08-0. OSTI 1087644. doi:10.2172/1087644. «Originally published as Los Alamos Report LAMS-2532».
- Hawkins, David; Truslow, Edith C.; Smith, Ralph Carlisle (1961). Manhattan District history, Project Y, the Los Alamos story, Vol. 2. Los Angeles: Tomash Publishers. ISBN 978-0-938228-08-0. OSTI 1087645. doi:10.2172/1087645. «Originally published as Los Alamos Report LAMS-2532».
- Hoddeson, Lillian; Henriksen, Paul W.; Meade, Roger A.; Westfall, Catherine L. (1993). Critical Assembly: A Technical History of Los Alamos During the Oppenheimer Years, 1943–1945. New York: Cambridge University Press. ISBN 978-0-521-44132-2. OCLC 26764320.
- Home, R. W.; Low, Morris F. (September 1993). «Postwar Scientific Intelligence Missions to Japan». Isis 84 (3): 527-537. JSTOR 235645. doi:10.1086/356550.
- Ruhoff, John; Fain, Pat (June 1962). «The First Fifty Critical days». Mallinckrodt Uranium Division News. Vol. 7 (Nos 3 and 4). Archivado desde el original el 30 de marzo de 2015. Consultado el 30 de octubre de 2010.
- Serber, Robert; Rhodes, Richard (1992). The Los Alamos Primer: The First Lectures on How to Build an Atomic Bomb. Berkeley: University of California Press. ISBN 978-0-520-07576-4. OCLC 23693470. (Available on Wikimedia Commons)
- Smyth, Henry DeWolf (1945). Atomic Energy for Military Purposes: the Official Report on the Development of the Atomic Bomb under the Auspices of the United States Government, 1940–1945. Princeton, New Jersey: Princeton University Press. OCLC 770285.
- Thayer, Harry (1996). Management of the Hanford Engineer Works In World War II: How the Corps, DuPont and the Metallurgical Laboratory Fast Tracked the Original Plutonium Works. New York: American Society of Civil Engineers Press. ISBN 978-0-7844-0160-6. OCLC 34323402.
- Waltham, Chris (20 de junio de 2002). An Early History of Heavy Water. Department of Physics and Astronomy, University of British Columbia. Bibcode:2002physics...6076W. arXiv:physics/0206076.
- Weinberg, Alvin M. (21 de julio de 1961). «Impact of Large-Scale Science on the United States». Science, New Series 134 (3473): 161-164. Bibcode:1961Sci...134..161W. JSTOR 1708292. PMID 17818712. doi:10.1126/science.134.3473.161.

### Testimonios de los participantes
- Bethe, Hans A. (1991). The Road from Los Alamos. New York: Simon and Schuster. ISBN 0-671-74012-1. OCLC 22661282.
- Compton, Arthur (1956). Atomic Quest. New York: Oxford University Press. OCLC 173307.
- Goudsmit, Samuel A. (1947). Alsos. New York: Henry Schuman. ISBN 0-938228-09-9. OCLC 8805725.
- Groves, Leslie (1962). Now it Can be Told: The Story of the Manhattan Project. New York: Harper & Row. ISBN 0-306-70738-1. OCLC 537684.
- Libby, Leona Marshall (1979). Uranium People. New York: Charles Scribner's Sons. ISBN 0-684-16242-3. OCLC 4665032.
- Nichols, Kenneth David (1987). The Road to Trinity: A Personal Account of How America's Nuclear Policies Were Made. New York: William Morrow and Company. ISBN 0-688-06910-X. OCLC 15223648.
- Ulam, Stanislaw (1976). Adventures of a Mathematician. New York: Charles Scribner's Sons. ISBN 0-520-07154-9. OCLC 1528346.

- Datos: Q127050
- Multimedia: Manhattan Project / Q127050